# 倉木麻衣
倉木 麻衣（くらき まい、1982年〈昭和57年〉10月28日 - ）は、日本の女性シンガーソングライター、立命館大学産業社会学部客員教授。身長155cm。千葉県船橋市出身。デビュー後大阪府枚方市に転居。所属レコード会社はB ZONE、レーベルはNORTHERN MUSIC。所属事務所はLOOP。トータルCDセールスは2,000万枚以上。

## 概要
1999年（平成11年）、当時17歳でリリースしたデビューシングル「Love, Day After Tomorrow」がプロモーションとしてのTV出演もなく、更にはノンタイアップにも関わらず売上140万枚（オリコン調べ）の新人としては異例の大ヒットとなる。さらに、デビューシングルが大ヒットしているさなかに発売された2ndシングル「Stay by my side」もノンタイアップながらオリコン初登場1位を記録し、自身3位のシングル売り上げ枚数となる。続く3rdシングル「Secret of my heart」は初のタイアップがつきオリコン2位に初登場し出荷枚数にして100万枚を突破する記録的大ヒットとなった。以降も継続的にヒットし、1stアルバム『delicious way』は売上350万枚以上（オリコン調べ）、出荷枚数にして400万枚を突破する空前の大ヒットとなった。以降、リリースしたシングルが全てオリコントップ10入りを記録中（2022年現在、42作連続オリコンTOP10入り）。2005年（平成17年）3月に立命館大学を卒業後は、音楽活動に専念。2014年（平成26年）12月、単独ライブ公演回数は300回を突破する。現在までにCD総売上枚数2000万枚を記録している。台湾や中国でも人気があり、台湾のヒットチャートでも1位獲得をしているほか、台湾の人気歌手・孫燕姿とのコラボレーションもしている。アジアで最も影響力のあるアーティストと言われている。

## 略歴

### デビューまで
倉木が「歌うこと」に初めて興味を持ったのは、小学校6年生の時である。当時倉木はピアノを習っていて、漠然と音楽に関わる仕事をしたいと考えていた。そのピアノのレッスンの中に音符を読みながら歌っていくというものがあったのだが、その歌を聴いた彼女の先生の「あなたはピアノより、歌が向いている」という言葉がきっかけとなり、歌の道に進みたいと考えはじめた。
中学生になると、マイケル・ジャクソンのビデオを見たことをきっかけに洋楽、中でも特に女性アーティストの作品を聴くようになる。その後、マライア・キャリー、ホイットニー・ヒューストン、ローリン・ヒルなどを聴くようになり、彼女らのようなシンガーになりたいと真剣に考えるようになり、デモテープを作成して色々な会社へ送り始める。
その頃、ビーイングを組織し後にKANONJIの名で倉木のプロデューサーとなる長戸大幸と出会う。長戸は倉木のデモテープを聴いて高校生になってからのデビューを提案し、それまでは英語の勉強や色々な経験を積み、デモテープを何本も作るべきだと助言する。
高校生になると長戸の紹介でGIZA studioのスタッフと出会い、ローリン・ヒルの「To Zion」のカバーを歌ったデモテープを送ったところ、デビューが決定する。16歳当時、オーディションではMAXの「Grace of my heart」を歌唱した。

### 1999年
- 学校の夏休みを利用し、ボストンでデビューに向けたレコーディングを行う。
- 10月、アメリカのインディーズレーベル・Bip! Recordより、全米デビューシングル「Baby I Like」をMai-K名義で発売。
- 12月8日、日本デビューシングル「Love, Day After Tomorrow」をリリース[注 2]。同時期にオフィシャルウェブサイトがスタート。

### 2000年
- 「Love, Day After Tomorrow」が3月13日、発売より13週目で売上100万枚を突破。
- 2ndシングル「Stay by my side」が3月15日に発売され、オリコン1位初登場。オリコンTOP10に2曲同時ランクインすることとなった。
- 4月、千葉県内の高校から京都府内の立命館宇治高校へ編入。
- 3rdシングル「Secret of my heart」が4月26日に発売。オリコン2位初登場。この時点でオリコンTOP15内に3曲同時にランクするという快挙となる。
- オフィシャルファンクラブ"Mai-K.net"とファンクラブサイトが発足。
- マイケル・アフリックがラップを担当したシングル「NEVER GONNA GIVE YOU UP」が6月7日に発売（オリコン2位初登場）。
- 1stアルバム『delicious way』が6月28日、日本・台湾で同時発売。1週間で221万枚[注 3]という驚異的な売上でオリコン1位初登場となり最終的には400万枚に及ぶセールス[注 4]となった。
- 「Reach for the sky」がNHK朝の連続テレビ小説『オードリー』主題歌に決定。同番組主題歌では歴代最年少での起用であった。
- CSのSKY PerfecTV!Ch.272で、初のパーソナリティー番組・The MUSIC 272『Mai-K TV』がスタートする。

### 2001年
- 自身が初めてキャラクター原案を手掛けたPlayStation用ゲームソフト『テクノビービー』がコナミより発売。
- 爽健美茶のキャンペーンによる初のライブツアー『爽健美茶 Natural Breeze 2001 happy live』を敢行。
- 立命館宇治高等学校卒業、立命館大学産業社会学部人間文化コース入学。この際の入学試験では学内推薦での入学が可能であったが、自ら「文芸入試」を選択し合格した。卒業論文のテーマは「ライブ文化の考察」であった[9]。
- 世界で初めてのIPv6を用いたスペシャル・インターネット・ライブに参加。

### 2002年
- 全米での1作目のアルバム『Secret of my heart』をGIZA USAから発売。日本でも逆輸入されたものが1月22日に発売された[注 5]。
- 全国アリーナ・ツアー『Mai Kuraki Loving You・・・ Tour 2002』を敢行。
- 資生堂のSEA BREEZEのCMがスタート。倉木にとって初のCM出演となる。
- SEA BREEZE Feel it キャンペーンライブツアー『GIZA studio HOTROD BEACH PARTY』に出演。
- 『2002 FIFAワールドカップ オフィシャルコンサート KOREA/JAPAN DAY』に出演。6月30日にはテレビ朝日系列にてライブが放送され、地上波初登場となった。
- 全国ホール・ライブツアー『Mai Kuraki FAIRY TALE TOUR02-03』が倉木20歳の誕生日からスタートした。

### 2003年
- B'zの松本孝弘ソロプロジェクトで、倉木が山口百恵の「イミテイション・ゴールド」をカバーしオリコン1位初登場を記録。
- 東京・大阪で計4日間行われたGIZA studioバレンタインコンサートに、同じ事務所の愛内里菜・GARNET CROWと共に出演。観客にはメッセージカードとチョコレートがプレゼントされた。またこのライブに先駆けて、WindowsMedia9シリーズ発表イベント『Digital Media Night』とバレンタインライブが同時開催され、そのライブ映像がWindows Media Player9シリーズのサイトでオンデマンド配信された。
- 「kiss」がSEE BREEZEのCM曲となり、同製品のCMへの2度目の出演となる。
- α-STATIONにて倉木パーソナリティーによるラジオ番組『Mai K Baby I Like』がスタートした。
- 3月発売された「Time after time〜花舞う街で〜」から3ヶ月間連続でシングルがリリースされた。
- スポニチ創刊55周年記念『ファミリーマート・ドリームマッチ 横浜F・マリノス対レッジーナ・カルチョ』のテーマ曲に『If I Believe』の「SAME」が選ばれた。
- ニッポン放送『倉木麻衣のオールナイトニッポン いいネ!』で、生放送のラジオパーソナリティーを初めて担当した。
- 『第1回京都学生祭典』に参加し、平安神宮ライブを行う。また、倉木も実行委員の一員であった。
- 第54回NHK紅白歌合戦に初出演し、地元である京都の教王護国寺（通称、東寺）からの中継で、五重塔を背後に「Stay by my side」を歌った。これは、NHK紅白歌合戦初の国宝からの中継となった。

### 2004年
- 1月1日にベストアルバム『Wish You The Best』発売。オリコン1位に初登場、最終的には4週連続1位を独走し100万枚を突破するヒットに。
- 全国ホール・ライブツアー『Mai Kuraki 2004 Live Tour Wish You The Best〜Grow, Step by Step〜』が4月から7月にかけて行われた。このツアーで、単独ライブ通算100回を7月4日仙台サンプラザで達成した。また、ツアーと連動するかたちで、ライブドアのブログにて「Mai-K Diary」と題して本人による日記やツアーレポートが書かれた。他にもライブ配信、インタビュー、ブログをまとめたオリジナルアルバムのプレゼントなどの企画も行われた。
- 立命館のびわこ・くさつキャンパス（BKC）にて、『Rits倉木麻衣メモリアルライブ2004』が10月2日行われた。これまで「音楽と学業は別」と学内でのイベントを拒否してきたが、同キャンパスの開学10周年と産業社会学部創立40周年の記念イベントであり、デビュー5周年でもあったため、ライブが実現した。
- 第55回NHK紅白歌合戦に「明日へ架ける橋」で2度目の出演。

### 2005年
- 1月26日、シングルで初のセルフプロデュース作品「Love,needing」発売。
- 3月23日、通算20枚目のシングル「ダンシング」を発売。このころ大学を卒業した本人にとっては、人生の新しい門出に踏み出す人への応援歌にしたいという思いもあり、プロモーションも兼ねた記者会見を卒業式後に行う。
- 6月1日、「P. S♡MY SUNSHINE」発売。
- 8月22日 - 28日、『Mai-k cafe』を開催。
- 8月24日、1年8ヶ月ぶりのオリジナルアルバム『FUSE OF LOVE』を発売。オリコン3位初登場。
- 10月、2008年の主要国首脳会議（G8）の関西開催の誘致キャンペーンの一環として、関係者に配布される誘致紹介用DVDに出演。
- 10月28日、ライブツアーのファイナル終了直後、彼女のコメント映像がブログとしてサイトアップ。初のムービーブログとなった。
- 11月9日、「風のららら」以来の名探偵コナンオープニングテーマ曲、「Growing of my heart」発売。
- 12月31日、第56回NHK紅白歌合戦に「Love, Day After Tomorrow」で3年連続3回目の出場。

### 2006年
- シングル「ベスト オブ ヒーロー」、「Diamond Wave」、「白い雪」、アルバム『DIAMOND WAVE』を発表。
- 4月22日 コスモ石油とJFNによって行われる『コスモアースコンシャスアクト・アースデー・コンサート』に出演する。また、コンサートに先立ちワンガリ・マータイ氏との対談が行われた。
- このアースデー・コンサートをきっかけに環境問題をテーマとした音楽活動を始める。
- 期間限定（ - 12月31日）で環境問題をテーマとしたブログ『倉木麻衣の地球にちょっと良い話』が立ち上がる。
- ライブツアー中に小池百合子議員がゲスト出演し、環境問題についてトーク。
- 10月28日、ライブツアーのファイナルで新曲「白い雪」を初めて披露。
- 12月31日、初のカウントダウンライブ『Mai Kuraki COUNTDOWN LIVE 06,07 〜Love,Day Break Tomorrow〜』を開催（パシフィコ横浜 - 国立大ホール）。

### 2007年
- 2月14日、連続ドラマ『新・京都迷宮案内』の主題歌「Season of love」をリリース。
- 6月1日、所属レーベルをGIZA studioから東京に新設されたNORTHERN MUSICへ移籍。
- 6月7日、中国山東省で開催された『A3 CHAMPIONS CUP 2007』のオープニングイベントにて、大会テーマソング「Born to be Free」を中国語で披露。
- 6月15日、「金曲奨」への出演を前にした共同記者会見で、2007年11月23日に国立台湾大学体育館で初の台湾（海外）ライブを行うことを発表。
- 6月16日、台湾最大・最高の音楽賞「金曲奨」に、日本代表のプレゼンテーターとして出演。同時に「Secret of my heart」を生演奏で披露。
- 6月26日、ビーインググループの先輩でもあり亡くなったZARDの坂井泉水へ追悼のコメントを述べる。関係者と共に開催前に弔問する（テレビでのコメントはなかった）。
- 7月3日 - 8月26日、2年ぶりにファンクラブイベントを開催。『Mai-K "DE・MA・CHI" LIVE DE SHOW』と銘打って、大阪2講演を皮切りに8月26日の東京まで、全国6ヶ所9公演を開催。
- 8月20日 - 26日、『Mai-k cafe VOL.2』を開催。
- 9月22日、韓国ソウルワールドカップ競技場にて開催される『アジアソングフェスティバル2007』へ出演。ヒット曲「Stay by my side」や、『A3 CHAMPIONS CUP 2007』の大会テーマソングでもある「Born to be Free」などを披露。
- 11月23日、台湾台北市国立台湾大学総合体育館で自身初の台湾（海外）公演を行う。
- 11月28日、27thシングル「Silent love〜open my heart〜/BE WITH U」をリリース。
- 12月12日 - 21日、『LIVE TOUR 2007 〜BE WITH U〜』を開催。
- 12月24日、自身初のフリーライブを京都駅ビルの大階段で開催。
- 12月31日、カウントダウンライブ『Mai Kuraki COUNTDOWN LIVE 07-08 〜Born to be Free〜』を開催（パシフィコ横浜 - 展示ホール）。

### 2008年
- 1月1日、7thアルバム『ONE LIFE』をリリース。
- 1月24日、ライオン「香りつづくトップ」CMイメージソングを担当。カーペンターズの「Top of the world」をカバー。
- 3月19日、28thシングル「夢が咲く春/You and Music and Dream」をリリース。
- 7月9日、29thシングル「一秒ごとに Love for you」をリリース。
- 7月19日 - 8月17日、ファンクラブイベント『Mai-K YOU&Mai Summer 2008』を開催。
- 10月13日 - 12月19日、『Mai Kuraki Live Tour 2008 "touch Me!"』を開催。
- 11月26日、30thシングル「24 Xmas time」をリリース。
- 12月31日、カウントダウンライブ『Mai-K COUNTDOWN LIVE 2009 LUCKY★COUNT 10』を開催（パシフィコ横浜 - 国立大ホール）。

### 2009年
- 1月21日、8thアルバム『touch Me!』をリリース。2004年のベストアルバム以来5年ぶりのオリコン1位を獲得。
- 2月13日、テレビ朝日系『ミュージックステーション』に初出演(地上波でのTV歌唱はこれが初となった)。歌唱曲は「touch Me!」。
- 4月1日、31stシングル「PUZZLE/Revive」をリリース。オリコンデイリーチャートにて1位を記録。「PUZZLE」は映画『名探偵コナン 漆黒の追跡者』の主題歌、「Revive」は名探偵コナンのオープニングテーマとして1月19日からオンエアされた。
- 5月27日、ZARDの45thシングル「素直に言えなくて」にゲストボーカルとして参加。同日日本武道館で開催されたZARDの追悼ライブコンサート『What a beautiful memory 2009』にも参加。
- 6月10日、32ndシングル「Beautiful」をリリース。
- 幕張メッセで2DAYSライブ『Best Party』（7月4日）『Surprise Party』（7月5日）を開催。
- 7月25日 - 12月21日、ライブツアー『10th ANNIVERSARY MAI KURAKI LIVE TOUR 2009 "BEST"』を開催。
- 9月9日、2枚目のベストアルバム『ALL MY BEST』をリリース。オリコン1位初登場。
- 9月21日、単独ライヴ公演200回達成（長野県東御市・東御市文化会館）。
- 10月31日、ハロウィンライブ『10th Anniversary Mai Kuraki Live Tour 2009 "BEST" HAPPY HAPPY HALLOWEEN LIVE』を開催（日本武道館）。
- 11月21日、香港ライブ開催。
- 12月21日、ライブツアー『10th ANNIVERSARY MAI KURAKI LIVE TOUR 2009 "BEST"』のファイナル公演を開催（東京国際フォーラム - ホールA）。
- 12月31日、カウントダウンライブ『Mai Kuraki COUNTDOWN LIVE 09-10 “TOUCH THE BEST”』を開催（パシフィコ横浜 - 国立大ホール）。

### 2010年
- 3月3日、33rdシングル「永遠より ながく/Drive me crazy」をリリース。
- 3月5日、テレビ朝日系『ミュージックステーション』に出演。歌唱曲は「永遠より ながく」。
- 8月31日、34thシングル「SUMMER TIME GONE」をリリース。名探偵コナンのオープニングテーマとして8月7日からオンエアされた。
- 9月3日、テレビ朝日系『ミュージックステーション』に出演。歌唱曲は「SUMMER TIME GONE」。
- 10月9日、『HAPPY HAPPY HALLOWEEN LIVE 2010』を開催（さいたまスーパーアリーナ）。
- 11月13日、『oricon Sound Blowin'2010 〜autumn〜』にプレミアムゲスト（大トリ）として出演。7曲を披露。
- 11月17日、9thアルバム『FUTURE KISS』をリリース、オリコン3位初登場。ニッポン放送『倉木麻衣のオールナイトニッポン』で、2回目のパーソナリティーを担当。
- 11月26日、TOKYO FM開局40周年記念として開催された「楽天世界遺産劇場 〜第15回 上賀茂神社〜」において、『倉木麻衣 世界遺産プレミアムライブ2010 〜上賀茂神社〜』を開催。
- 12月31日、カウントダウンライブ『Mai Kuraki COUNTDOWN LIVE 10-11 “FUTURE LOVE IT”』を開催（パシフィコ横浜 - 国立大ホール）。

### 2011年
- 3月9日、35thシングル「1000万回のキス」をリリース。
- 3月29日、東日本大震災のチャリティーで開かれた「東北地方太平洋沖地震復興支援チャリティーマッチ がんばろうニッポン!」の試合で国歌歌手を務める。
- 4月11日、東日本大震災のチャリティーソング「あなたがいるから」を配信限定でリリース。
- 5月25日、36thシングル「もう一度」をリリース。
- 6月1日、初めてMai.K名義でフィーチャリングしたNEARHEADの「どうして好きなんだろう feat. Mai.K」がリリース。
- 6月14日、献血の啓蒙活動「LOVE in Action」のライブイベント『LOVE in Action Meeting』に大トリで出演。[10]
- 「フィギュアスケート金沢Fantasy on Ice 2011」にスペシャルゲストアーティストとして2日間（6月18日、19日）出演。
- 「Fantasy on Ice 2011 in Fukuoka」にもスペシャルゲストアーティストとして2日間（7月2日、3日）出演。
- 8月19日、東日本大震災のチャリティーで開かれた女子サッカーの「東日本大震災復興支援チャリティーマッチ がんばろうニッポン！」の試合で日本代表 VS リーグ選抜におけるチャリティーマッチで3月29日に続き2連続の国歌歌手を務める。
- 8月30日、サンリオのウィッシュミーメルで、「マイマイ」という犬のキャラクターでコラボ企画を開始[11]。
- 「Fantasy on Ice 2011 in Niigata」にて再び2日間（9月3日、4日）にわたって出演。
- 9月23日、テレビ朝日主催の「Dream Festival 2011」に出演。
- 9月25日、中国・北京市の北京国家体育場で開催された音楽祭『三国演芸－中日韓風雲音楽祭』に日本代表として出演し、日本代表のトリを務めた。
- 10月19日、37thシングル「Your Best Friend」をリリース。また、ライブDVD「HAPPY HAPPY HALLOWEEN LIVE 2010」も同日に発売される。
- 10月22日、東日本大震災復興チャリティーライブ『Mai Kuraki Premium Live One for all, All for one』を開催（日本武道館）。
- 11月23日、初のDVDシングル「Strong Heart」をリリース。
- 12月31日、カウントダウンライブ『Mai Kuraki Countdown Live 11-12 〜Dragon Heart〜』を開催（パシフィコ横浜 - 国立大ホール）。

### 2012年
- 1月11日、10thアルバム『OVER THE RAINBOW』をリリース、オリコン2位初登場を記録。
- 1月21日 - 3月24日まで、アルバムを引っさげての全国ツアー『Mai Kuraki Live Tour 2012 〜OVER THE RAINBOW〜』を敢行（全国16公演）。
- 3月14日、ライブDVD『Mai Kuraki Premium Live One for all, All for one』をリリース。
- 4月13日、マカオで開催されたアジア最大の音楽祭＜2012 Channel [V] “Migu” Chinese Music Award＞にて、アジアで最も影響力のある日本人歌手として「The Most Popular Asian Influential Japanese Singer」を受賞。
- 4月22日、東京国際フォーラムで開催された「アースデイコンサート」に出演。
- 6月 - 、NGWジャパンのアイスフィールドCMイメージキャラクターとしてCM出演。
- 8月15日、38thシングル「恋に恋して/Special morning day to you」をリリースしオリコンチャート7位に初登場しデビューから38作連続TOP10入りの記録を更新。また、ライブDVD「Mai Kuraki Live Tour 2012 〜OVER THE RAINBOW〜」も同日に発売。
- 9月6,7日、東京芸術劇場コンサートホールにて「Mai Kuraki Symphonic Live-Opus 1-」開催。
- 11月27日、倉木麻衣の中国・台湾・香港公式LINEアプリスタート。
- 12月6日-7日、サンリオの「2012 SANRIO THANKS PARTY!」チャリティーイベント参加。
- 12月31日-1月1日、カウントダウンライブ「Mai Kuraki COUNTDOWN LIVE 12-13 〜祭りだ!tattsu Me!〜」開催。

### 2013年
- 1月31日、「三陸復興・種差海岸国立公園化推進シンポジウム＆コンサート」出演。
- 2月6日、39thシングル「TRY AGAIN」をリリース。オリコン7位初登場。
- 5月24日・26日・31日、東京、名古屋、大阪にてファンクラブイベント「Mai-K.net presentsファンクラブイベント『Mai.K fanclub meeting 2013 “ You ＆ Mai ”』開催。
- 6月9日、“ RE: ”プロジェクトの一環として「-瓦礫を活かす-森の長城プロジェクト」に参加。
- 6月22日、「ASIA STYLE COLLECTION by style×style. com」出演。[12][13]
- 6月30日〜8月17日、「MAI KURAKI LIVE PROJECT 2013 "Re: "」（全12公演）。
- 7月3日、倉木麻衣初のコンプリートシンフォニックライブDVD「Mai Kuraki Symphonic Live -Opus 1-」リリース。
- 9月14日 第62回伊勢神宮式年遷宮奉祝「TOKYO FM奉納歌謡公演」にて歌の奉納を行う。場所は伊勢神宮内宮にある参集殿奉納舞台で行われ、女性ポップス歌手として神宮公式奉納は初となる。「Tsunamiヴァイオリン」の発案者でもあるヴァイオリニストの中澤きみ子との共演もあった。[14]
- 9月22日〜23日、「Mai Kuraki Symphonic Live -Opus 2-」東京芸術劇場ホールにて2日間開催。
- 12月31日-1月1日、「Mai Kuraki COUNTDOWN LIVE 13-14 〜あRE:がとう！一期一会！〜 」パシフィコ横浜国立大ホールにて開催。

### 2014年
- 1月26日、新曲「You can」が2014ユーキャン「美しい二人篇」のCMソングとしてオンエア開始。
- 2月20日、主題歌を担当した映画『魔女の宅急便』完成披露試写会出席。
- 2月26日、DVDシングル「Wake me up」を発売し、オリコン2位初登場を記録。
- 3月26日、DVD「Mai Kuraki Symphonic Live -Opus 2-」リリース。
- 5月3日～、アニメ『猫のダヤン』主題歌に決定し、オンエア開始。このアニメではナレーションも担当。
- 6月21日～8月10日、ライブハウスツアー「15th Anniversary Mai Kuraki Live Project 2014 BEST “一期一会” 〜FUN FUN FUN☆彡〜」開催。
- 8月24日、海外公演、倉木麻衣ライブプロジェクト2014 BEST 〜Premium in Taiwan〜開催。
- 8月27日、40thシングル「無敵なハート/STAND BY YOU」をリリース。
- 8月30日、「神戸コレクション2014」出演。
- 9月6日～11月9日、ホールツアー「15th Anniversary Mai Kuraki Live Project 2014 BEST 一期一会〜無敵なハート〜」開催。
- 11月12日、15周年を記念したベストアルバム「151A(いちごいちえ)」を発売。
- 12月6日、15周年記念スペシャルライブを東京・日本武道館にて開催。前日の5日には武道館でのリハーサルに150組300名を招待し、倉木麻衣初の公開リハとなる。またこのライブは倉木麻衣単独ライブ300回目記念となる。

### 2015年
- 5月20日、2月よりJR西日本のCMソングとしてオンエアされていた新曲「Serendipity」が配信限定リリース。
- 5月下旬、JR西日本（山陽新幹線全線開通40周年記念）のCM「あしたセレンディピティ 京都篇」へ出演し、オンエアが開始される。
- 9月12日、「Mai Kuraki Symphonic Live -Opus 3-」東京芸術劇場ホールにて開催。
- 10月1日、ボランティアの一環として参加したJICA 青年海外協力隊 50周年イメージソング「ひとりひとつ」がリリース。
- 12月6日、倉木麻衣の母校である立命館大学 産業社会学部創立50周年記念事業「おめでとう産社 50歳！～産社で学ぶ・産社で遊ぶ～」トークイベント参加。

### 2016年
- 1月7日、倉木麻衣 「みんなでカンボジアに寺子屋を建てよう！プロジェクト」第三弾として、倉木麻衣「reU funding」&「Yahoo!ネット募金」が12月14日よりスタート。
- 1月27日にDVD『Mai Kuraki Symphonic Live -Opus 3-』をリリース。オリコンデイリー7位を記録[15]。
- 2月16日、「第7回若者力大賞」を受賞。
- 4月18日、ロシアでのコンサート「日露文化交流～日本の春～10周年記念 倉木麻衣スペシャルコンサート」をマイリンスキー劇場にて開催。
- 5月1日、日本ユニシスグループとアンバサダー契約を締結。企業風土・人財改革、社会貢献活動などの取り組みを行う。
- 5月、ユーキャン『スピーク・マスター』イメージキャラクターに決定!!29日よりCMのオンエアがスタート。
- 7月30日、約1年半ぶりとなる新曲『SAWAGE☆LIFE』が約2年振りにアニメ『名探偵コナン』のタイアップ曲として配信限定リリース。
- 9月2日 - 9月24日、中国でのライブツアー「倉木麻衣 "Time After Time" 中国 Live Tour」を開催。
- 9月29日、中国の音楽賞「フレッシュアジアチャートアワード」（Sina社主催）で最優秀海外特別アーティストを受賞[16]。

### 2017年
- 1月11日、日本初となるVRシングル「YESTERDAY LOVE」をリリース。
- 2月15日、2012年にリリースした『OVER THE RAINBOW』以来、5年1ヶ月振りとなる通算11枚目となるオリジナル・フルアルバム『Smile』をリリース。
- 3月18日、ライブツアー「Mai Kuraki Live Project 2017 SAWAGE☆LIVE」が千葉県を皮切りにスタート。
- 4月12日、映画『名探偵コナン から紅の恋歌』の主題歌に起用されている「渡月橋 〜君 想ふ〜」をリリース。iTunes週間総合チャートで1位、Billboard Japan Hot 100で2位を記録するなど大ヒットを記録し、2010年代に発売された彼女のシングルの中では最高の売り上げとなる。
- 7月25日、この日ギネス世界記録に申請していた「同じアーティストにより歌われたアニメシリーズのテーマソング最多数」が正式に世界記録として認定され、東京都内で認定式が行われた[17]。
- 9月「京都観光おもてなし大使」に就任し、京都の魅力を国内外に発信する。
- 10月25日、上述のギネス認定を受けて、アニメ・劇場版『名探偵コナン』テーマソング全21曲収録した初のコラボレーション・アルバム『倉木麻衣×名探偵コナン COLLABORATION BEST 21 -真実はいつも歌にある!-』をリリース。
- 12月31日、第68回NHK紅白歌合戦に出場。「渡月橋 〜君 想ふ〜」を歌唱。

### 2018年
- 2月27日、「WE ARE HAPPY WOMEN」「Do it!」「Light Up My Life」を3週連続で配信限定シングルとしてリリースすることを発表。同日、第32回日本ゴールドディスク大賞にて「渡月橋 〜君 想ふ〜」がベスト5ソング・バイ・ダウンロード部門を受賞。
- 8月4日・5日、MTVの新しいライブ企画「MTV LIVE PREMIUM」第一弾アーティストとして「MTV LIVE PREMIUM: MAI KURAKI」出演。
- 8月8日、「今宵は夢を見させて」を配信リリース。
- 9月、京都市の市政CM「きょうを、素晴らしく」へ出演。世界的カメラマン川内倫子氏撮影による柔らかな映像が印象に残る全6篇のオンエアが開始。
- 10月1日より約2週間、パルコとのタイアップキャンペーンとして、ビジュアル＆ムービーの掲出、「倉木麻衣LIMITED SHOP」の期間限定開催を行う[18]。
- 10月5日、京都市長門川大作と共に「ニュイ・ブランシュ KYOTO 2018」参加。京都の魅力を改めて世界に発信した。
- 10月7日、ロームシアター京都にて「KYOTO COLLECTION」に参加。150名のダンサーを従えライブを披露。
- 10月10日、初のコンセプトアルバム「君 想ふ 〜春夏秋冬〜 」リリース。オリコン週間チャート3位初登場を記録。
- 10月13日、ライブツアー「Mai Kuraki Live Project 2018 "Red it be 〜君想ふ 春夏秋冬〜"」千葉・成田国際文化会館 大ホールを皮切りにスタート。

### 2019年
- 1月2日、『倉木麻衣×名探偵コナン COLLABORATION BEST 21 -真実はいつも歌にある!-』をスペシャルパッケージバージョンで再リリース。
- 1月5日と1月12日に2週連続で放送される『名探偵コナン 紅の修学旅行（鮮紅編・恋紅編）』に声優として出演する。倉木にとってこれが声優初挑戦となる[19]。
- 2月1日、『ミュージックステーション テレビ朝日開局60周年 3時間SP』に故・坂井泉水とともに共演。坂井はハリウッドの最新技術でホログラムとして出演し、代表曲「負けないで」をデュエットした。
- 3月1日、『サマンサタバサ25周年サプライジングイヤー「365個の、夢を叶える」』にコラボレーション参加。
- 3月20日、20周年イヤー第一弾シングルとなる両A面シングル「きみと恋のままで終われない いつも夢のままじゃいられない/薔薇色の人生」をリリース[19]。オリコン週間チャート初登場4位となり、デビュー作から42作連続トップ10入りの記録となった。
- 4月20日、「billboard classics 20th Anniversary Mai Kuraki premium symphonic concert 2019」東京文化会館にて開催。5月1日には兵庫県立芸術文化センターにて開催。
- 6月、カラオケDAMの「DAM CHANNEL」6月号のカバーアーティストに起用される。
- 7月19日、中国・北京を皮切りに「20th Anniversary 倉木麻衣 Live Project 2019 in Asia」を8月3日の台湾公演まで開催。全公演チケットソールドアウトとなり大成功となった。
- 8月17日、神奈川を皮切りにライブツアー『20TH ANNIVERSARY MAI KURAKI LIVE PROJECT 2019』を10月26日まで開催。
- 12月25日、歌手デビュー20周年を記念した自身初のシングルコレクション『Mai Kuraki Single Collection 〜Chance for you〜』がリリースされた。

### 2020年
- 6月1日、『Mai Kuraki Treasure Book ～倉木麻衣トレジャーブック～』を発売。
- 6月24日、ライブ映像作品『20th Anniversary Mai Kuraki Live Project 2019 "Let's GOAL！～薔薇色の人生～"』をリリース。オリコンDVDランキング12位を記録する。当初は同年4月29日に発売予定であったが、新型コロナウィルス感染拡大に伴う緊急事態宣言を受け発売を延期していた。
- 10月4日、all at onceの配信シングル「JUST BELIEVE YOU」の作詞を担当。今作は倉木にとって初の楽曲提供となる。またこの楽曲には、2000年発売のシングル「Secret of my heart」がサンプリングされた。
- 12月8日、デビュー21周年を記念したオンラインスタジオライブ「まいちゃんねる♡Mai.K Debut Anniversary Event」を開催予定。倉木にとって音楽ライブ配信を行うのは初の試みとなる。

### 2021年
- 2月1日、メンタリング瞑想アプリ「RussellME」にて瞑想ガイドを担当。
- 3月6日、読売テレビ系アニメ『名探偵コナン』の放送1000回を記念して制作された配信シングル、「ZEROからハジメテ」をリリース。同日、これまで倉木が担当してきた同アニメの主題歌全24曲がサブスクリプションサービスにて解禁[20][21][22][23][24][25]。
- 3月28日より日本特殊陶業市民会館での公演を皮切りに「名探偵コナン コンサート 2020-2021」へ、all at onceと宮川愛李と共にゲスト出演。
- 4月7日より、テレビ東京系ドラマ『ラブコメの掟〜こじらせ女子と年下男子〜』主題歌として新曲「Can you feel my heart」が放送。同月21日に配信シングルとしてリリース。
- 4月16日より、新曲「Wで包むよ」が使用された本人出演の『クレバリーホーム』CMが放映開始。
- 6月2日、「ZEROからハジメテ」がDVDシングルとしてリリース。2004年発売の『My Reflection』以来、17年5か月ぶりにオリコン週間DVDチャートで1位を記録する。[26]
- サンリオのキャラクターシリーズ、ウィッシュミーメルとのコラボレーション10周年を記念したアニバーサリーソング「ひとりじゃない」を配信シングルとしてリリース。
- 8月28日より新曲「ベロニカ」が読売テレビ系アニメ『名探偵コナン』のエンディングテーマとして放送開始。
- 10月27日に13枚目のオリジナルアルバム『unconditional L♡VE』発売。また、12月12日には今作の発売に伴う有料配信ライブ『Mai Kuraki Live Project 2021 “unconditional L♡VE”』が開催。

### 2022年
- 1月1日、昨年12月に配信されたライブ『Mai Kuraki Live Project 2021 “unconditional L♡VE”』がDolby Atmos対応の形式でU-NEXTにて配信開始される。

### 2023年
- 12月8日、自身のデビュー25周年イヤー・プロジェクトの第1弾として、これまで発表した全楽曲が各サブスクリプションサービスにて配信開始された[27]。

### 2024年
- 2月20日、大阪府とスタジオスポビーの共同プロジェクト『脱炭素エキデン365プロジェクト』のグリーンパートナーに就任[28]。プロジェクトのテーマソング「Thank you for every breath」を書き下ろした[29]。
- 4月22日、U-NEXTとのアニバーサリーコラボ企画『U-NEXT × 倉木麻衣 25th Anniversary』の第1弾として、過去に制作されたミュージック・ビデオ53曲の一挙配信を開始[30]。
- 4月26日から5月6日まで、デビュー25周年記念ミュージアム『倉木麻衣 25th Anniversary “2525☺︎” Museum』を東京・東急プラザ銀座にて開催。一般公開初日の前日（25日）には、倉木本人が出演したメディア向けオープニングセレモニーが行われた[31]。
- 5月22日、『U-NEXT × 倉木麻衣 25th Anniversary』の第2弾として、2001年に開催した初の全国ツアー『Mai Kuraki & Experience First Live Tour 2001 ETERNAL MOMENT』のライブ映像をU-NEXTで独占配信[30]。
- 6月21日から8月25日まで、サンシャイン水族館とのコラボイベント『サンシャイン水族館 × 倉木麻衣 25th ANNIVERSARY ～Relaxing Night Aquarium～』を開催。また初日となる21日には、サンシャインシティ噴水広場にて開催されたコラボイベントのオープニング・セレモニーに出席した[32]。
- 7月3日、スペシャルEP『forever for YOU』を発売[33]。
- 10月19日、デビュー25周年記念公演『25th Anniversary 倉木麻衣 Live Project 2024 “Be alright!” in Asia』を中国・広州、11月29日・30日に中国・北京で開催。また『25th Anniversary Mai Kuraki Live Project 2024 “Be alright!” supported by U-NEXT』と題し、アジア公演と平行して11月3日に大阪、12月7日に東京で国内公演を開催。アジア公演、国内公演いずれのチケットも数分でソールドアウトとなった[34][35]。

### 2025年
- 7月26日、大阪・関西万博「大阪ヘルスケアパビリオン」リボーンステージで行われた環境啓発イベント「脱炭素エキデン記念式典」に出演。グリーンパートナーとしてテーマソング「Thank you for every breath」を披露し、トークセッションにも参加した[36][37]。式典では大阪府知事、環境大臣、スタジオスポビー代表・夏目恭行による特別対談や、大手企業6社によるGX（グリーントランスフォーメーション）事例紹介も行われた[37]。

## 人物
- 父親はフジテレビの時代劇ドラマで主演を務めアイドル的人気を誇った俳優で実業家、CMディレクター、映画監督の山前五十洋[注 6]。祖父は詩人及び出版社経営をしていた山前実治。叔母は女優の滝沢れい子。
- 2001年（平成13年）4月、京都市内にある立命館大学産業社会学部人間文化学系入学、2005年（平成17年）3月に卒業。
- 高校を編入した理由として当時の聖徳大学附属高等学校（現：光英VERITAS高等学校）は芸能活動が一切禁止されていたため、芸能人や著名人が多く通い、そしてレコード会社（大阪）からも近い京都の立命館宇治高等学校への編入となった。
- 既にプロの歌手として成功していたにもかかわらず、大学へ進学した理由は歌手という職業が今後どうなるかわからなかったことと、楽曲制作していくうえでサークル活動や合コン、他の大学の生徒との交流などのある環境がプラスになると考え、母親と相談した結果、歌手活動と学業の両立をするという強い信念を持ち、進学の道を選んだ。
- デビュー前とデビュー後に合わせて3度の米国及び英国への留学経験を持つ。
- 2014年（平成26年）12月、単独ライブ公演回数が300回を突破した。
- 歌手を目指したきっかけは幼少期に自宅にあったカラオケルームで家族や親戚の前で歌を唄っているうちに漠然と歌手になりたいと思うようになったということ。
- 高校時代は合唱部、演劇部、美術部と部活動していた。
- デビュー時から2005年頃まではヘアメイクやスタイリストを一切付けずに倉木自身でヘアメイクなどを行っていた。当時のトレードマークであったMai.Kヘア（ポニーテールを自分流にアレンジ）は自身の考案によるもの。
- 愛称は特に無いが、デビュー当初から独自の髪型を真似るアイコンとなった「Mai-K.(マイ・ケー)ヘア」が定着して以降、「Mai-K.」となっているが、ごく一部では名前の「麻衣」に因み「マイマイ」と呼ばれている。顔がポチャッとしていて丸かったため子供の頃にはシュウマイと呼ばれており[38]、自身のブログでもその旨について触れている[39]。
- 愛犬はパピヨンとプードルのミックス犬・パピプーの「ベニートスペロ」である。以前はボーダー・コリーのキャスパーを飼っており、複数のメディアに登場したものの、2017年に他界。名前は映画『キャスパー』の主人公キャスパーから付けられた。キャスパーは倉木の描くイラストによく登場しており、アニメ『名探偵コナン 紅の修学旅行』に倉木が本人役で登場した際には、倉木のキャラクターが着用しているTシャツのイラストにも採用された。
- 作曲する際「Ima Kiraku」とういうペンネームを使っている。（初作曲作品はファンクラブ限定リクエストベストに収録された「ふわふわ」）

## メディアへの露出
倉木はデビュー当時よりビーイングのメディアコントロールにより地上波のテレビ番組にほとんど出演していない。出演の多くは、自身の楽曲がタイアップされている番組への録画されたコメントでの出演であり、音楽番組への初出演は、2000年7月1日のTBS系『COUNT DOWN TV』でのアルバム『delicious way』の全曲紹介のコメント出演であった。後述する2009年の『touch Me!』での初出演に至るまでに音楽番組で実際に歌ったのは、2003年 - 2005年の『NHK紅白歌合戦』への3回の出演時のみであった。
その後、徐々に地上波への出演は増加する。例えば、立命館大学の入学式では事務所側からインタビュー無しの写真撮影のみという厳戒態勢だったが、卒業式では倉木自身がインタビューに答えている。また、紅白への出演も2003年に入ってからである。
テレビ番組への露出が少ない一方で、他の媒体への出演は比較的多い。アルバムなどの発売に合わせてラジオ・雑誌などには多く出演し、ラジオや衛星放送で自身の番組を持っていたこともある。
2004年（平成16年）頃からはインターネットでの露出に力を入れている。芸能人としては早くからブログを始め、2005年12月からは衛星放送で放送されていた『Mai-K TV』をNTTのフレッツ内で放送を始めている。
2007年6月、初めての中国、台湾への訪問に、地元メディアが歓迎した。空港からの移動中、宿泊先など様々なシーンで彼女が登場。倉木サイドは旅行中をオープンにしており、日本のメディアも取材が許された。取材がオープンになったのは、中国、台湾とも式典への招待客の立場であったこと、そして中国、台湾への短期PR、台湾ライブのPRを兼ねていたためである。また、事務所サイドでも旅行中の倉木麻衣をくまなく撮影していた。
2009年（平成21年）でデビューから10周年を迎え、これまで控えていたメディアへ10周年記念と称してテレビ等の出演が増加した。2月13日、ミュージックステーションに初めて生出演した（歌唱曲は「touch Me!」）。これを皮切りに『音楽戦士 MUSIC FIGHTER』、『月光音楽団』など多数の音楽番組、また『笑っていいとも!』の一コーナーである『テレフォンショッキング』（生放送）にも、吉川ひなのの紹介で初出演した。
また初のCMイメージキャラクターとしてコーセー『エスプリークプレシャス』のCMに出演した。この当時はまだメディアへの露出がほとんどなかったためCMの放映開始と同時にコーセー本社に「CMに出演している人は誰なのか？」といった問い合わせが相次いだ。このCMは日本国内のみならず、韓国や中国、台湾、シンガポールなどアジア地区でも放映された。
2019年4月、デビュー20周年記念の一環としてTBSのバラエティ番組モニタリングにて「プロが目の前で歌ってくれるサービス」という企画で出演し、普段バラエティ等に出演しないことからネットではこの出演が話題となった。

## 評価

### 日本国外での活動

#### アジア圏での活動
倉木は日本国外のアジア諸国、特に東アジアでも高い認知度を誇り、特に『名探偵コナン』シリーズにおけるタイアップで知られる。デビューアルバム『delicious way』はアジア圏でもリリースされ、特に中国では「Love, Day After Tomorrow (CHINA BEAT MIX)」がボーナストラックとして収録された中国盤が発売された。
2007年6月7日には中国・済南市で開催された「A3チャンピオンズカップ2007」のオープニングイベントで、大会テーマソングとなった自身の楽曲「Born to be Free」を披露した。同年6月16日には台湾で最大の音楽賞金曲奨に、日本代表のプレゼンターとして参加、「Secret of my heart」のパフォーマンスを行ったほか、同年11月には国立台湾大学総合体育館で自身初の海外単独公演を行う。同年9月には韓国・ソウルで開催された「アジア・ソング・フェスティバル」に出演する。
デビュー10周年となる2009年11月には自身初の海外ツアーとして「10th Anniversary Mai Kuraki Live Tour 2009“BEST”ASIA TOUR」を行い、台北、ソウル、香港、上海の4都市を回った。この年はアジア各国のテレビ番組にも出演し、特に韓国において大きな影響力を誇る音楽番組『M COUNTDOWN』にも出演した。2011年5月には中国・北京のファッションアワード「TGC GIRLS COLLECTION in Beijing」に日本人代表として参加したほか、同年9月には同じく北京に位置する「北京国家体育場」にて開催された「中日韓友好音楽祭」にも出演した。
このほか海外単独公演としては、2014年の台北公演「倉木麻衣 Live Project 2014 BEST ～Premium in Taiwan～」、2016年の中国ツアー（上海、広州、杭州）「“Time After Time” 中国 Live Tour」のほか、2019年の自身2度目となるアジアツアー「20TH ANNIVERSARY 倉木麻衣 LIVE PROJECT 2019 in Asia」（北京、深圳、台北）がある。2018年10月には中華圏での高い人気から、パルコの国慶節キャンペーンにおいてタイアップを行う。翌年1月には同社の春節キャンペーンにも参加した。また倉木は、2020年10月時点で中国最大のSNS・Weiboにおいて日本人として9位のフォロワー数を誇っている。
アジア圏のアーティストとのコラボレーションも盛んに行っており、2003年にシンガポール出身のC-POP歌手・孫燕姿と共に「Tonight, I feel close to you」と「My story, Your song」の2曲をレコーディングしたほか、2011年には、中国の俳優/歌手・アレックス・ルーと共に「Brave your heart」を収録。この楽曲は日中友好40周年記念映画『明日に架ける愛』の主題歌として使用され、翌年に倉木のアルバム『OVER THE RAINBOW』に収録された。このほか、2014年に開催された自身の台北公演で、現地の歌手・鄧福如と共に倉木の楽曲「STAND BY YOU」と「Tonight, I feel close to you」を披露している。

#### 北米での活動
シングル「Love, Day After Tomorrow」での日本デビューに先駆けて、Mai-Kの名義で1999年10月16日にシングル「Baby I Like」をリリースし、全米デビューを果たしている。音楽誌にもPR広告を出すなどのプロモーションが取られたが、本国チャートにはランクインせず、商業的には失敗に終わった。日本でのブレイク後である2002年1月10日には全米デビューアルバム『Secret Of My Heart』を発売したが、こちらも北米では主だった商業的成績を収めることはできなかった。2006年6月21日にはシングル「Diamond Wave」のリミックス「Diamond Wave (Grand Bleu Mix)」をMai-K名義で全米リリースしたほか、2011年3月18日にはマイケル・アフリックとのコラボレーションシングル「Love One Another」を倉木麻衣名義で全米リリースしている。

#### ロシアでの活動
2012年にはロシア・モスクワに渡り、モスクワシンフォニーオーケストラと共に共演。自身の楽曲を新たにシンフォニックアレンジしたものをレコーディングした。この際の楽曲及び映像は『Mai Kuraki Symphonic Collection in Moscow』に収録されている。また、2016年4月22日にはサンクトペテルブルクのマリインスキー劇場 コンサートホールで行われた「日露文化交流スペシャルコンサート」に出演。同ホールでパフォーマンスを行った初の日本人ポップス歌手となった。

## 慈善活動など

### 環境問題に関する活動
2006年4月22日、全国FM放送協議会が主催、コスモ石油が協賛するコンサート『コスモアースコンシャスアクト・アースデー・コンサート』に出演。これに先立って、ケニアの環境保護活動家・ワンガリ・マータイとの対談を行う。これらの経験を通して、倉木はその後のキャリアの中でも環境に配慮した形の活動を行っていくこととなる。同年6月21日にはこれらの経験からインスパイアされた楽曲「Diamond Wave」をリリースする。また同年、倉木は政府主導の温室効果ガス抑制プロジェクト「チーム・マイナス6%」にも加入、期間限定ブログとして『倉木麻衣の地球にちょっと良い話』を開始する。この時期には、当時環境大臣を務めていた小池百合子とも積極的に連携し、ラジオ番組『ディア・フレンズ』における環境についての対談や、コラボ風呂敷の販売、倉木のツアー『Mai Kuraki LIVE TOUR 2006 DIAMOND WAVE』への小池のトーク出演などが行われた。
2008年3月19日にリリースされた「夢が咲く春/You and Music and Dream」は、森林管理協議会に認証された紙で制作されたジャケットを採用、初回限定盤にはエコバッグを封入するなど、環境に配慮した作品であった。
2013年に行われたライブツアー『Mai Kuraki LIVE PROJECT 2013 "RE:"』は、様々な言葉へ変化する"RE:"をテーマに掲げ、ツアーグッズやDVDも様々な問題に配慮したものが制作された。この模様を収録した同名のDVDパッケージにはリサイクル可能を利用し、環境に配慮した印刷製品にのみに表示される『グリーンプリンティングマーク』最高レベルのスリースターを取得した。
また、倉木は後述のカンボジアでの活動の一環としても環境保護活動に参加しており、2016年にカンボジア・プノンペンで行われた環境問題周知活動「ECO・City・Project」にスペシャルゲストとして登場した。

### カンボジアでの寺子屋設立活動
2014年3月、国際協力機構（JICA）のプロジェクト「なんとかしなきゃ！プロジェクト」の一環として、カンボジアを視察する。この視察中、倉木は現地の学校で音楽の授業を行ったり、博物館でカンボジアの歴史を学んだりするなど様々な活動を行った。同年8月27日には、この経験にインスパイアされた楽曲「STAND BY YOU」をリリース、この楽曲は倉木のカンボジア訪問を追ったドキュメンタリー番組「倉木麻衣 カンボジアの詩 ～それが夢のはじまりになる～」の主題歌として採用された。
このカンボジア訪問をきっかけに、倉木は日本ユネスコ国内委員会の全面協力の元、ユネスコによる「世界寺子屋運動」の一環として、カンボジアに寺子屋を設立するプロジェクト「みんなでカンボジアに寺子屋をたてよう！プロジェクト」を開始する。寺子屋の設営及び運営に掛かる資金を募るため、2014年12月にはライブグッズとしてオリジナル絵本『STAND BY YOU』を販売、翌年4月にはファッションブランド「チチカカ」とのコラボレーションTシャツ「Stand by youコラボレーションTシャツ」を販売、また、2015年12月にはヤフオク!のサービス「reU funding」と「Yahoo!ネット募金」を通してオークション・寄付金募集を募るなど、多くの活動を行う。
2016年、カンボジアのポック郡トレイノル・コミューン　コックドン村に寺子屋「トレイニョル寺子屋」を完成させ、同年2月25日には倉木本人も参加した開所式が行われた。寺子屋完成後も継続して支援を続けており、2019年にはカンボジアの寺子屋出身女性たちがハンドメイドで制作したホテイアオイバックやロッピエ・フォトフレームの販売を開始した。
また、国際協力機構とは音楽の面でもコラボレーションしており、青年海外協力隊50周年ソング「ひとり ひとつ」をアンダーグラフのメンバーである真戸原直人や川嶋あいら著名人と共に歌唱しているほか、青年海外協力隊のCMソングとして倉木の「きみへのうた」が採用された。

### 国内での大規模災害に関する支援活動
2011年3月11日に発生した東日本大震災の直後から、倉木は多くの支援活動を行ってきた。
震災発生から約1週間後の同年3月19日に長居スタジアムで行われたサッカーの慈善試合「東北地方太平洋沖地震復興支援チャリティーマッチ がんばろうニッポン!」に国歌斉唱アーティストとして無償で参加する。翌月11日にはチャリティー配信シングル「あなたがいるから」をリリース、収益の全額が日本赤十字社を通して震災義援金として寄付された。また同年8月31日にはフィギュアスケーターの荒川静香とのコラボレーション動画「荒川静香×倉木麻衣チャリティームービー『あなたがいるから ～Fantasy on Ice 2011～』」、同9月7日には倉木と荒川のコメントが収録された音源「あなたがいるから ～Fantasy on Ice 2011 ver.～」も配信、双方とも収益は全額義援金として寄付された。2021年3月11日には「あなたがいるから 〜2021 ver.〜」と題打った新たなバージョンをYouTubeで公開した。また、国外ではマイケル・アフリックとのコラボレーション楽曲「Love one another」が配信シングルとしてリリースされ、こちらも収益の全額が義援金として寄付された。
同年8月11日には震災で大きな被害を受けた宮城県女川町の総合グラウンドで炊き出しとミニコンサートを行う。女川町と倉木との関りはこの後も継続しており、2014年10月23日には女川町立女川中学校で音楽鑑賞会を行い、2016年7月10日には音楽フェス「我歴STOCK in 女川」に出演。2017年4月1日にはツアー「Mai Kuraki Live Project 2017 “SAWAGE LIVE”」の一公演として女川町総合体育館でコンサートを行った。また、2022年3月には、震災直後に開局し当時倉木も出演した、女川町のローカルFM局「Onagawa FM」の番組「おながわなう」の最終回にゲストとして登場した。
同年11月22日には日本武道館で東日本大震災のチャリティーライブ「Mai Kuraki Premium Live One for all, All for one」を行う。本公演及び本公演を収録した同名の映像作品による収益の一部は行政機関を通して被災地に寄付された。
2013年に行われたツアー『Mai Kuraki LIVE PROJECT 2013 "RE:"』のパンフレットには、日本製紙の石巻工場で抄造されていることから、東日本大震災の災害復興支援商品として認定されている、モンテルキアを利用したツアーパンフレットを販売するなど、イベントや寄付以外での形でも被災地支援を行った。同年1月30日には青森県八戸市で開催された「三陸復興・種差海岸国立公園化推進シンポジウム＆復興応援コンサート」に出演、また同年6月9日には宮城県岩沼市で開催された植樹祭「-瓦礫を活かす-森の長城プロジェクト」にも参加した。
2016年4月14日に発生した熊本地震の際も倉木は積極的に支援活動を行ってきた。
同年6月25日に行われた復興イベント「益城のこどもの日」ではミニライブの開催の他、炊き出し活動も行った。同年9月には政府主導の復興プロジェクト「One Kyushu Project」にて「One Kyushu Project SNS情報発信大使」に任命され、活動の周知に努めた。2017年10月14日には日本ユニシスのアンバサダーとして熊本県益城町保健福祉センター「はぴねす」で行われたイベント「益城町未来トーーク」に参加した。
2019年9月5日に発生した令和元年房総半島台風の際には、被災した千葉県鴨川市の千葉県立長狭高等学校でミニライブを行い、生徒たちにエールを送った。
2024年1月1日に発生した令和6年能登半島地震に際し、倉木は一般社団法人HAPPY WOMANが実施する「能登半島地震女性支援プロジェクト」にスペシャルパートナーとして参加した。同プロジェクトは、被災地の女性に対する心のケアやコミュニティ形成支援、石川県におけるジェンダーギャップ是正を目的としている。倉木は支援活動の一環として、2025年3月8日の国際女性デーに開催された同プロジェクト関連イベントでミニライブを行い、参加費の一部を支援金として被災地に寄付した。

## 音楽性
倉木がデビューした1999年の日本の音楽業界は、小室哲哉を頂点とするいわゆる小室ファミリーの勢力が落ち込み、MISIAや小柳ゆき、特に宇多田ヒカルの爆発的なヒットに見られるR&B全盛の時代であった。当時のブームの影響もあり、倉木もR&Bアーティストとしてデビューすることになるが、あくまで親しみやすさ、馴染みやすさを感じさせる歌謡曲の延長線上としての楽曲と、独特のウィスパーボイスが特徴である。徐々に楽曲の幅が広がり、ティーンポップやEDM、オーケストラル・ポップなど様々なジャンルの楽曲に挑戦している。

### 制作
楽曲の歌詞に関しては、一部のカバー曲やデュエット曲を除き、本人名義での作品全ての作詞を倉木が行っている。ほとんどが倉木の単独名義だが、一部に共作者として関係者の名前がクレジットされている作品もある。
ファンクラブ限定作品に収録された「ふわふわ」を除き、全作品において作曲は一切行わず、作曲家から楽曲提供を受けている。デビュー当初から楽曲のほとんどが自身の所属レーベルビーイングに所属しているクリエイターからの提供であった。特にデビューから2004年までは、楽曲の多くを大野愛果、徳永暁人、YOKO Black. Stoneの3名が占めており、2005年以降は岡本仁志（GARNET CROW）、後藤康二、大賀好修、望月由絵などからも楽曲提供を受けるようになった。2007年にリリースされた「Silent love〜open my heart〜」でレーベル外部のアーティストに作曲を依頼して以降、多くの作品で外部作家を起用するようになり、特に2011年から2012年の間にはGIORGIO 13 CANCEMIによる提供楽曲が目立った。そのほか、財津和夫や来生たかお、Hiroki Sagawa、h-wonder、岡嶋かな多など幅広い国内アーティスト/クリエイターによる楽曲がリリースされている。また、2018年以降は中村泰輔からも数多くの楽曲提供を受けており、翌年には中村が作編曲を手掛けた「きみと恋のままで終われない いつも夢のままじゃいられない」がシングル楽曲としてリリースされている。
また、倉木は海外作家の起用も積極的に行っており、特にボストンに存在する音楽制作チーム「Cybersound」とは、1999年の全米デビュー曲「Baby I Like」当時から今に至るまで、主に編曲の面で連携している。同チームに所属するアーティストのマイケル・アフリックはシングル「NEVER GONNA GIVE YOU UP」でボーカルとして参加して以降、「boyfriend」や「Love one another」といった楽曲でも共演しているほか、Cybersoundが制作した倉木の楽曲でコーラスを担当することも多い。ライブでの共演も何度か経験しており、2010年に発売されたアフリックのアルバム『MICHAEL AFRICK』に倉木も参加している。
2017年発売のアルバム『Smile』以降はCybersound以外の海外作家とのコラボレーションも多く見られるようになる。これまでに楽曲提供を受けた主な海外クリエイターとして、ポール・カーター、フェルナンド・ガリベイ、ナッシュ・オーバーストリート（ホット・シェル・レイ）、アライナ・ビートン（ポーセリン・ブラック）、エリック・リボム、ベンジャミン・イングロッソ、クイズ＆ラロッシ、Coach & Sendoなどが挙げられる。また、2010年にリリースされた「boyfriend」は、ブランディとモニカ」の「ザ・ボーイ・イズ・マイン」やマイケル・ジャクソンの「ユー・ロック・マイ・ワールド」等を手掛けたロドニー・ジャーキンスの楽曲提供によるものである。
また、過去にはジョニー・ヴィシャスやKEN ISHII、マーク・カミンズ、DJ KOUTAROU.A、DJ GOMIなどが倉木の楽曲をリミックスしており、その一部は倉木のシングル作品及びリミックス・アルバムに収録されている。特に同じビーイング所属のDJ ME-YAは「NEVER GONNA GIVE YOU UP」や「Feel fine!」など多くの楽曲のリミックスを手掛けているだけでなく、「Lover Boy」など一部楽曲の編曲も担当している。

### 影響
影響を受けたアーティストはマイケル・ジャクソン、マライア・キャリー、ホイットニー・ヒューストン、ローリン・ヒル等。
また、倉木からの影響を受けていることや、倉木のファンであることを公言する著名人も数多く存在する。中でも、声優・歌手の小松未可子は倉木の大ファンであることを公言しており、フジテレビNEXTの音楽番組『あたしの音楽』や文化放送系ラジオ番組『リッスン? 〜Live 4 Life〜』への出演、倉木のナタリーでの対談など各メディアで共演を果たしている。また、2018年にリリースされた倉木の楽曲「今宵は夢を見させて」にも小松が出演している。シンガーソングライターでバンドFLOWER FLOWERのメンバーでもあるYUI（yui）はオーディションの際、倉木の「Like a star in the night」を歌唱した。タレント・歌手のリア・ディゾンは2022年に行われたインタビューで倉木や宇多田ヒカル、SPEEDなどからの影響を公言している。そのほか、E-Girls、Flower、DANCE EARTH PARTYの元メンバーDream Shizukaなども倉木のファンであることを公言している。
音楽界以外ではユンソナや高橋尚子、貴乃花光司、石垣佑磨などの人物が倉木のファンを公言している。また、台湾出身の小説家李琴峰は倉木の「Time after time〜花舞う街で〜」などを聴いて日本語を勉強したと語っている。

## 記録・受賞など
倉木は1999年のデビュー以降、日本ゴールドディスク大賞を含む複数の音楽賞で受賞・ノミネート歴を持つ。また日本国内だけでなく、中国や香港をはじめとするアジア圏の国でもいくつかの受賞を受けている。特に2017年に受けた「同じアーティストにより歌われたアニメシリーズのテーマソング最多数」（『名探偵コナン』シリーズ主題歌の担当数：当時21曲）によるギネス世界記録は多くのメディアに取り上げられ話題となり、記録を記念したコンピレーション・アルバム『倉木麻衣×名探偵コナン COLLABORATION BEST 21 -真実はいつも歌にある!-』も発売された。

### 記録

#### 売上に関する記録
- CDシングルとしてリリースしたすべての作品がオリコン週間シングルランキングの上位10位以内にランクインしている[注 7]。（2022年現在、42作連続）
  - また、1作目から18作連続でTOP3入りを果たしていたが、19作目「Love,needing」で最高位5位となり、連続記録更新には至らなかった[注 8]。
- アルバムは2枚を除き全てがオリコンの上位5位に入っている（『ONE LIFE』と『Mai Kuraki Single Collection 〜Chance for you〜』が合算週であったためTOP5入りを逃した）。
  - また、1作目からの5作品すべてが1位を獲得していたが、6作目『FUSE OF LOVE』で初登場3位となり、連続記録更新を逃した（オリコン調べ）。
- 1作目のアルバム『delicious way』は初回出荷枚数が330万枚。これは日本における邦楽アルバムでは歴代3位（女性アーティストでは1位）の記録。また発売1週目の売上枚数は、約221.8万枚（オリコン調べ）であり、デビュー・アルバムとしては歴代最高記録である。
- オリコンシングル2位は12曲にのぼり、アーティストとしてはオリコンシングルチャートの最高記録である。
- 2000年、オリコンチャートの年間シングル・トータル・セールス1位、アルバムとアーティスト別のトータルセールス2位を記録した。
- 2017年にリリースした「渡月橋 〜君 想ふ〜」は女性ソロアーティストによる同年のオリコンシングル売上1位を達成した。

#### その他記録
- ギネス世界記録「同じアーティストにより歌われたアニメシリーズのテーマソング最多数」：『名探偵コナン』の主題歌を、2000年のテレビシリーズエンディング曲「Secret of my heart」から2017年4月公開の映画作品『名探偵コナン から紅の恋歌』主題歌「渡月橋 〜君 想ふ〜」まで、21曲担当したことに伴う物で、2017年7月25日に記録認定された[17]。また同記録は現在も更新中であり、2025年2月現在、倉木は27曲の『名探偵コナン』主題歌を担当している。
- 2014年10月8日付けビデオリサーチ調査による第9回中国版タレントイメージ調査結果にて北京、上海、広州 3 都市合計、個人全体での人気度 「女性日本タレント人気度ベスト 3」日本人タレント女性部門で第1位を獲得。

### 受賞・ノミネート歴
- 第15回日本ゴールドディスク大賞で『delicious way』がロック・アルバム・オブ・ザ・イヤーを、「Secret of my heart」がソング・オブ・ザ・イヤーを受賞。
- 第16回日本ゴールドディスク大賞で『Perfect Crime』がロック・アルバム・オブ・ザ・イヤーを受賞。
- 第17回日本ゴールドディスク大賞で『FAIRY TALE』がロック&ポップ・アルバム・オブ・ザ・イヤーを受賞。
- 第18回日本ゴールドディスク大賞で『If I Believe』がロック&ポップ・アルバム・オブ・ザ・イヤーを受賞。
- 第19回日本ゴールドディスク大賞で『Wish You The Best』がロック&ポップ・アルバム・オブ・ザ・イヤーを受賞。
- 第32回日本ゴールドディスク大賞で「渡月橋 〜君 想ふ〜」がベスト5ソング・バイ・ダウンロードを受賞。
- 日本ポニーテール協会より『第1回日本ポニーテール大賞』を受賞。なお、デビュー当初から現在まで一貫して長髪で、トレードマークにもなっている。
- 2010年12月、講談社広告賞「ベストキャラクター賞」を受賞。
- Billboard Japan Music Award 2009で「Billboard JAPAN Top Pop Artist 2009（優秀ポップアーティスト賞）」にノミネート。
- 香港の公営放送局RTHK開催の21st RTHK International Pop Poll Awardで「Beautiful」が『Top Japanese Gold Song』を受賞。
- チャイニーズミュージックアワード2012で、アジアで最も影響力のあるアーティストとして「The Most Popular Asian Influential Japanese Singer」を受賞。日本人では浜崎あゆみ（2002年）に次いで史上2人目。
- Billboard Japan Music Award 2013で「Billboard JAPAN Animation Artist of the Year 2013（優秀アニメソングアーティスト賞）」にノミネート。
- 第7回若者力大賞〈若者力大賞〉受賞 2015（ボランティア活動などの貢献により送られる賞）
- 第25回 東方風雲榜音楽盛典（CHINESE TOP10 MUSIC AWARDS）で、アジア風雲歌手（アジアで最も影響力のある歌手）を受賞。
- LINE BLOG「2021年7月 LINE BLOG月間MVP」選出[53]。
- 『国際女性デー表彰式｜HAPPY WOMAN AWARD 2022 for SDGs 』にて個人部門を受賞。[54]

## サポートメンバー及び関連人物
- マイケル・アフリック

倉木のデビュー時から様々な楽曲でコラボレーションを重ねるボストンの歌手。4thシングル「NEVER GONNA GIVE YOU UP」ではフィーチャリングを務めたほか、2009年と2010年に開かれた『HAPPY HAPPY HALLOWEEN LIVE』でも「boyfriend」で共演している。倉木が最も共演することの多いアーティスト。
- EXPERIENCE

ファーストライブから『Rits倉木麻衣メモリアルライブ2004』までの、黒人アーティスト4名で構成されるサポートメンバー。通常のライブ以外にもファンクラブイベントや紅白でのサポート、PVへの出演なども行っている。特にリーダーのジェフリー・クエストは倉木への楽曲提供やライブでの盛上げ役など重要な役割を担っていた。
- Purple Haze

『Mai Kuraki Live Tour 2005 LIKE A FUSE OF LOVE』のみのサポートメンバーで、EXPERIENCE同様黒人アーティスト4名で構成されている。2006年以降は特定のツアーバンドは置かれていないが、Purple Hazeのドラマーであるマービン・レノアーは翌2007年まで継続してドラムを担当していた。
- 西室斗紀子

デビュー当時からの倉木担当ディレクター。「明日へ架ける橋」以降は同じ事務所の滴草由実の担当となるが、6thアルバム『DIAMOND WAVE』からは再び倉木の担当となる。倉木の育ての親のような存在。フォトカメラマンの森美保とともに『Mai-K TV』に出演していた。倉木のことを「麻衣ちゃん」と呼んでいる。デビュー当時の倉木のことを「とても明るく、芯の強いバイタリティのある子だった」とインタビューで答えている。
- 孫燕姿

台湾を中心に、中華圏を代表する女性アーティスト。3rdアルバム『FAIRY TALE』が台湾のCDチャートで1位を獲得したことをきっかけに、倉木とそれぞれのアルバムで共演している。
- 坂井泉水（ZARD）

倉木の所属事務所の先輩にあたり、二人は1999年8月に開催されたZARDの船上ライブ「Cruising & Live at the PACIFIC VENUS」にて初対面を果たした。その際、倉木は「とても緊張してしまい、手が震えてしまった」と語っている。この事の縁があってか、2019年2月1日放送された、ミュージックステーション「テレビ朝日開局60周年記念 3時間スペシャル」内にて、坂井が生前最後に出演した回（1993年2月5日 O.A）を元に、ZARDの名曲『負けないで』をHDリマスターとハリウッドの最新技術によて駆使し、一夜限りのコラボレーションが実現された。公式な音源は後に、12thアルバム『Let's GOAL! 〜薔薇色の人生〜』の初回限定盤ボーナスCDとして収録されている。また倉木は、坂井の没後にリリースされたZARDのシングル「素直に言えなくて」にバッキングボーカルとして参加したほか、2009年のフィルムコンサート「What a beautiful memory 2009」にもゲスト出演している。

## ディスコグラフィ

### 特記事項
- 倉木はこれまでに13枚のスタジオ・アルバム、1枚のEP（ミニ・アルバム）、1枚のコンセプト・アルバム、5枚のベスト・アルバム、42枚のCDシングル、4枚のDVDシングル、13枚の配信シングル、21枚の映像作品を発表している。また、Mai-K名義でスタジオ・アルバム1枚、CDシングル1枚、配信シングル1枚を全米で発表している。
- 1999年に全米デビューシングル「Baby I Like」を発表後、同年12月に「Love, Day After Tomorrow」を日本デビューシングルとしてリリース。本作は約140万枚を売り上げた。続いて発表したデビューアルバム『delicious way』は累計売上400万枚を超えるヒットとなり、平成30年間でのアルバム売上10位となった。その後リリースされた2～4枚目のアルバム『Perfect Crime』、『FAIRY TALE』、『If I Believe』もすべて1位を記録し、2004年にリリースした初のベストアルバム『Wish You The Best』はミリオンヒットとなった。また、2002年1月には全米デビューアルバムとなる『Secret Of My Heart』もリリースしている。
- 2005年に発表した5作目のアルバム『FUSE OF LOVE』では商業的成功を逃したが、2009年発表の8枚目のアルバム『touch Me!』は大規模なプロモーション活動もあり、自身約4年ぶりの1位を記録。同年リリースしたベストアルバム『ALL MY BEST』は25万枚以上を売り上げる大ヒット作となり、先行シングル「Beautiful」は自身約7年ぶりの最高位であるオリコン2位を記録した。
- 2017年に発表したシングル「渡月橋 〜君 想ふ〜」は映画『名探偵コナン から紅の恋歌』のテーマ曲として大ヒット。25万ダウンロード、7.6万枚を売り上げ、倉木が2010年代に発表したシングルとしては一番のヒット作となった。また、同アニメと倉木との関係は深く、2000年に発表したシングル「Secret of my heart」以来、23曲を『名探偵コナン』シリーズに提供している。同年に発売された同アニメとのコラボレーションアルバム『倉木麻衣×名探偵コナン COLLABORATION BEST 21 -真実はいつも歌にある!-』はBillboard Japan Hot Albums年間チャートに2年連続（2017・2018年）でランクインするなどのロングヒットとなった。
- 2019年12月には、自身初のシングルコレクションでありデビュー20周年を記念して制作された『Mai Kuraki Single Collection 〜Chance for you〜』が発売された。
- 2021年3月には配信シングル「ZEROからハジメテ」の発売と共に、自身が手掛けた『名探偵コナン』の主題歌全24曲を音楽ストリーミングサービスにて解禁（現在は25曲）。同年10月27日には、およそ2年ぶりのスタジオ・アルバム『unconditional L♡VE』がリリースされた。
- 2024年7月にはデビュー25周年を記念してキャリア初となるEP（ミニ・アルバム）『forever for YOU』をリリース。
- 太文字は、最高売上枚数を示す。

### シングル

#### CDシングル
| #                       | 発売日               | 発売日               | タイトル                                                             | 楽曲制作 | カップリング曲                                                              | 販売形態             | 販売形態             | 規格品番             | 最高位               | ゴールド等認定                      | 初週売上枚数         | 収録アルバム                                                        |
| GIZA studio レーベル    | GIZA studio レーベル | GIZA studio レーベル | GIZA studio レーベル                                                 | GIZA studio レーベル | GIZA studio レーベル                                                        | GIZA studio レーベル | GIZA studio レーベル | GIZA studio レーベル | GIZA studio レーベル | GIZA studio レーベル                | GIZA studio レーベル | GIZA studio レーベル                                                |
| ----------------------- | -------------------- | -------------------- | -------------------------------------------------------------------- | --- | --------------------------------------------------------------------------- | -------------------- | -------------------- | -------------------- | -------------------- | ----------------------------------- | -------------------- | ------------------------------------------------------------------- |
| 1st                     | 1999年12月8日        | 1999年12月8日        | Love, Day After Tomorrow                                             | 作詞：倉木麻衣 作曲：大野愛果 編曲：Cybersound | Everything's All Right                                                      | CD                   | CD                   | GZCA-1014            | 2位                  | ミリオン（CD） ゴールド（音楽配信） | 1,385,190枚          | delicious way                                                       |
| 1st                     | 2000年               | 3月8日               | Love, Day After Tomorrow                                             | 作詞：倉木麻衣 作曲：大野愛果 編曲：Cybersound | Everything's All Right                                                      | 12インチシングル     | 12インチシングル     | TRJ-002              | 2位                  | ミリオン（CD） ゴールド（音楽配信） | 1,385,190枚          | delicious way                                                       |
| 2nd                     | 2000年               | 3月15日              | Stay by my side                                                      | 作詞：倉木麻衣 作曲：大野愛果 編曲：Cybersound | Just Like You Smile Baby                                                    | CD                   | CD                   | GZCA-1024            | 1位                  | ダブル・プラチナ（CD）              | 922,140枚            | delicious way                                                       |
| 3rd                     | 2000年               | 4月26日              | Secret of my heart                                                   | 作詞：倉木麻衣 作曲：大野愛果 編曲：Cybersound | This is your life                                                           | CD                   | CD                   | GZCA-1030            | 2位                  | ミリオン（CD） ゴールド（音楽配信） | 968,980枚            | delicious way                                                       |
| 4th                     | 2000年               | 6月7日               | NEVER GONNA GIVE YOU UP                                              | 作詞：倉木麻衣・マイケル アフリック 作曲：マイケル アフリック・ミケル サ ペソア・ペリー ゲイヤー 編曲：マイケル アフリック・ミケル サ ペソア・ペリー ゲイヤー | Trying To Find My Way                                                       | CD                   | CD                   | GZCA-1034            | 2位                  | プラチナ（CD）                      | 434,250枚            | delicious way                                                       |
| 4th                     | 2000年               | 6月19日              | NEVER GONNA GIVE YOU UP                                              | 作詞：倉木麻衣・マイケル アフリック 作曲：マイケル アフリック・ミケル サ ペソア・ペリー ゲイヤー 編曲：マイケル アフリック・ミケル サ ペソア・ペリー ゲイヤー | Trying To Find My Way                                                       | 12インチシングル     | 12インチシングル     | TRJ-003              | 2位                  | プラチナ（CD）                      | 434,250枚            | delicious way                                                       |
| 5th                     | 2000年               | 9月27日              | Simply Wonderful                                                     | 作詞：倉木麻衣 作曲：大野愛果 編曲：Cybersound | think about                                                                 | CD                   | CD                   | GZCA-1045            | 2位                  | プラチナ（CD）                      | 384,820枚            | Wish You The Best                                                   |
| 6th                     | 2000年               | 11月8日              | Reach for the sky                                                    | 作詞：倉木麻衣 作曲：大野愛果 編曲：Cybersound | What I feel                                                                 | CD                   | CD                   | GZCA-1051            | 3位                  | プラチナ（CD）                      | 468,320枚            | Perfect Crime                                                       |
| 6th                     | 2000年               | 11月22日             | Reach for the sky                                                    | 作詞：倉木麻衣 作曲：大野愛果 編曲：Cybersound | What I feel                                                                 | 12インチシングル     | 12インチシングル     | TJR-006              | 3位                  | プラチナ（CD）                      | 468,320枚            | Perfect Crime                                                       |
| 7th                     | 2001年               | 2月7日               | 冷たい海/Start in my life                                            | 作詞：倉木麻衣 作曲：大野愛果 編曲：Cybersound | -                                                                           | CD                   | CD                   | GZCA-1063            | 2位                  | プラチナ（CD）                      | 356,310枚            | Perfect Crime                                                       |
| 8th                     | 2001年               | 4月18日              | Stand Up                                                             | 作詞：倉木麻衣 作曲：徳永暁人 編曲：徳永暁人 | Double Rainbow                                                              | CD                   | CD                   | GZCA-1069            | 2位                  | プラチナ（CD）                      | 475,910枚            | Perfect Crime                                                       |
| 8th                     | 2001年               | 5月3日               | Stand Up                                                             | 作詞：倉木麻衣 作曲：徳永暁人 編曲：徳永暁人 | Double Rainbow                                                              | 12インチシングル     | 12インチシングル     | GZJI-008             | 2位                  | プラチナ（CD）                      | 475,910枚            | Perfect Crime                                                       |
| 9th                     | 2001年               | 6月6日               | always                                                               | 作詞：倉木麻衣 作曲：大野愛果 編曲：Cybersound | All Night                                                                   | CD                   | CD                   | GZCA-1083            | 2位                  | ゴールド（CD）                      | 219,940枚            | Perfect Crime                                                       |
| 10th                    | 2001年               | 8月29日              | Can't forget your love/PERFECT CRIME -Single Edit-                   | 作詞：倉木麻衣 作曲：大野愛果 (#1)／徳永暁人 (#2) 編曲：Cybersound・徳永暁人 (#1)／池田大介・徳永暁人 (#2)                                                    | -                                                                           | CD                   | CD                   | GZCA-2011            | 2位                  | ゴールド（CD）                      | 180,040枚            | FAIRY TALE                                                          |
| 11th                    | 2002年               | 1月17日              | Winter Bells                                                         | 作詞：倉木麻衣 作曲：徳永暁人 編曲：徳永暁人 | thankful                                                                    | CD                   | CD                   | GZCA-2026            | 1位                  | ゴールド（CD）                      | 258,310枚            | FAIRY TALE                                                          |
| 11th                    | 2002年               | -                    | Winter Bells                                                         | 作詞：倉木麻衣 作曲：徳永暁人 編曲：徳永暁人 | thankful                                                                    | 12インチシングル     | 12インチシングル     | TRJ-009              | 1位                  | ゴールド（CD）                      | 258,310枚            | FAIRY TALE                                                          |
| 12th                    | 2002年               | 4月24日              | Feel fine!                                                           | 作詞：倉木麻衣 作曲：徳永暁人 編曲：徳永暁人 | Rescue Me                                                                   | CD                   | CD                   | GZCA-2037            | 2位                  | プラチナ（CD）                      | 451,500枚            | FAIRY TALE                                                          |
| 13th                    | 2002年               | 9月4日               | Like a star in the night                                             | 作詞：倉木麻衣 作曲：大野愛果 編曲：徳永暁人 | Give me one more chance                                                     | CD                   | CD                   | GZCA-2048            | 2位                  | ゴールド（CD）                      | 119,550枚            | FAIRY TALE                                                          |
| 14th                    | 2002年               | 12月4日              | Make my day                                                          | 作詞：倉木麻衣 作曲：徳永暁人 編曲：徳永暁人 | I don't wanna lose you                                                      | CD                   | CD                   | GZCA-7005            | 2位                  | ゴールド（CD）                      | 107,899枚            | If I Believe                                                        |
| 15th                    | 2003年               | 3月5日               | Time after time〜花舞う街で〜                                        | 作詞：倉木麻衣 作曲：大野愛果 編曲：Cybersound | Natural                                                                     | CD                   | CD                   | GZCA-7011            | 3位                  | ゴールド（CD）                      | 144,461枚            | If I Believe                                                        |
| 16th                    | 2003年               | 4月30日              | Kiss                                                                 | 作詞：倉木麻衣 作曲：YOKO Black. Stone 編曲：Cybersound | You are not the only one                                                    | CD                   | CD                   | GZCA-7016            | 3位                  | ゴールド（CD）                      | 112,092枚            | If I Believe                                                        |
| 17th                    | 2003年               | 5月28日              | 風のららら                                                           | 作詞：倉木麻衣 作曲：春畑道哉 編曲：Cybersound | gonna keep on tryin'                                                        | CD                   | CD                   | GZCA-7022            | 3位                  | ゴールド（CD）                      | 96,198枚             | If I Believe                                                        |
| 18th                    | 2004年5月19日        | 2004年5月19日        | 明日へ架ける橋                                                       | 作詞：倉木麻衣 作曲：徳永暁人 編曲：池田大介・徳永暁人 | Lover Boy                                                                   | CD                   | CD                   | GZCA-7049            | 3位                  | ゴールド（CD）                      | 90,588枚             | FUSE OF LOVE                                                        |
| 18th                    | 2004年5月19日        | 2004年5月19日        | 明日へ架ける橋                                                       | 作詞：倉木麻衣 作曲：徳永暁人 編曲：池田大介・徳永暁人 | 愛をもっと                                                                  | CD                   | CD                   | GZCA-7049            | 3位                  | ゴールド（CD）                      | 90,588枚             | FUSE OF LOVE                                                        |
| 19th                    | 2005年               | 1月26日              | Love,needing                                                         | 作詞：倉木麻衣 作曲：大野愛果 編曲：麻井寛史 | Moon serenade,Moonlight                                                     | CD                   | CD                   | GZCA-4020            | 5位                  | ゴールド（CD）                      | 69,067枚             | FUSE OF LOVE                                                        |
| 20th                    | 2005年               | 3月23日              | ダンシング                                                           | 作詞：倉木麻衣 作曲：徳永暁人 編曲：徳永暁人 | through the River                                                           | CD                   | CD                   | GZCA-4036            | 5位                  | ゴールド（CD）                      | 56,682枚             | FUSE OF LOVE                                                        |
| 20th                    | 2005年               | 3月23日              | ダンシング                                                           | 作詞：倉木麻衣 作曲：徳永暁人 編曲：徳永暁人 | You look at me〜one                                                         | CD                   | CD                   | GZCA-4036            | 5位                  | ゴールド（CD）                      | 56,682枚             | FUSE OF LOVE                                                        |
| 21st                    | 2005年               | 6月1日               | P.S♡MY SUNSHINE                                                      | 作詞：倉木麻衣 作曲：岡本仁志 編曲：岡本仁志 | tell me your way                                                            | CD                   | CD                   | GZCA-7061            | 8位                  | -                                   | 41,936枚             | FUSE OF LOVE                                                        |
| 22nd                    | 2005年               | 11月9日              | Growing of my heart                                                  | 作詞：倉木麻衣 作曲：大野愛果 編曲：葉山たけし | Seven Nights                                                                | CD                   | CD                   | GZCA-4054            | 7位                  | -                                   | 62,299枚             | DIAMOND WAVE                                                        |
| 22nd                    | 2005年               | 11月9日              | Growing of my heart                                                  | 作詞：倉木麻衣 作曲：大野愛果 編曲：葉山たけし | Winter*Swear                                                                | CD                   | CD                   | GZCA-4054            | 7位                  | -                                   | 62,299枚             | DIAMOND WAVE                                                        |
| 23rd                    | 2006年               | 2月8日               | ベスト オブ ヒーロー                                                 | 作詞：倉木麻衣 作曲：徳永暁人 編曲：徳永暁人 | Cuz you'll know that you're right                                           | CD                   | CD                   | GZCA-7068            | 5位                  | -                                   | 57,741枚             | DIAMOND WAVE                                                        |
| 24th                    | 2006年               | 6月21日              | Diamond Wave                                                         | 作詞：倉木麻衣 作曲：徳永暁人 編曲：徳永暁人 | SAFEST PLACE                                                                | CD                   | CD                   | GZCA-7075            | 7位                  | -                                   | 30,977枚             | DIAMOND WAVE                                                        |
| 25th                    | 2006年               | 12月20日             | 白い雪                                                               | 作詞：倉木麻衣 作曲：大野愛果 編曲：池田大介 | 想いの先に...                                                               | CD                   | CD                   | GZCA-7083            | 4位                  | -                                   | 43,721枚             | ONE LIFE                                                            |
| 26th                    | 2007年2月14日        | 2007年2月14日        | Season of love                                                       | 作詞：倉木麻衣 作曲：大野愛果 編曲：Cybersound | -                                                                           | CD                   | CD                   | GZCA-7087            | 6位                  | -                                   | 30,597枚             | ONE LIFE                                                            |
| NORTHERN MUSIC レーベル |                      |                      |                                                                      | |                                                                             |                      |                      |                      |                      |                                     |                      |                                                                     |
| 27th                    | 2007年11月28日       | 2007年11月28日       | Silent love〜open my heart〜/BE WITH U                               | 作詞：倉木麻衣 作曲：Daisuke "DAIS" Miyachi & Yuichi Ohno (#1)／徳永暁人 (#2) 編曲：Daisuke "DAIS" Miyachi & Yuichi Ohno (#1)／Cybersound (#2)                | -                                                                           | CD+DVD               | 初回限定盤           | VNCM-6002            | 9位                  | -                                   | 30,625枚             | ONE LIFE                                                            |
| 27th                    | 2007年11月28日       | 2007年11月28日       | Silent love〜open my heart〜/BE WITH U                               | 作詞：倉木麻衣 作曲：Daisuke "DAIS" Miyachi & Yuichi Ohno (#1)／徳永暁人 (#2) 編曲：Daisuke "DAIS" Miyachi & Yuichi Ohno (#1)／Cybersound (#2)                | -                                                                           | CD                   | 通常盤               | VNCM-6003            | 9位                  | -                                   | 30,625枚             | ONE LIFE                                                            |
| 28th                    | 2008年               | 3月19日              | 夢が咲く春/You and Music and Dream                                   | 作詞：倉木麻衣 作曲：徳永暁人 (#1)／大野愛果 (#2) 編曲：徳永暁人 (#1)／Cybersound (#2)                                                                        | -                                                                           | CD+エコバッグ        | 初回限定盤           | VNCM-6004            | 5位                  | -                                   | 28,881枚             | touch Me!                                                           |
| 28th                    | 2008年               | 3月19日              | 夢が咲く春/You and Music and Dream                                   | 作詞：倉木麻衣 作曲：徳永暁人 (#1)／大野愛果 (#2) 編曲：徳永暁人 (#1)／Cybersound (#2)                                                                        | -                                                                           | CD                   | 通常盤               | VNCM-6005            | 5位                  | -                                   | 28,881枚             | touch Me!                                                           |
| 29th                    | 2008年               | 7月9日               | 一秒ごとに Love for you                                              | 作詞：倉木麻衣 作曲：大野愛果 編曲：Cybersound | ずっと…                                                                     | CD+DVD               | 初回限定盤           | VNCM-6007            | 7位                  | -                                   | 29,640枚             | touch Me!                                                           |
| 29th                    | 2008年               | 7月9日               | 一秒ごとに Love for you                                              | 作詞：倉木麻衣 作曲：大野愛果 編曲：Cybersound | ずっと…                                                                     | CD                   | 通常盤               | VNCM-6008            | 7位                  | -                                   | 29,640枚             | touch Me!                                                           |
| 30th                    | 2008年               | 11月26日             | 24 Xmas time                                                         | 作詞：倉木麻衣 作曲：All The Rage 編曲：All The Rage・JJ・Carlos H                                                                                            | All I want                                                                  | CD+DVD               | 初回限定盤           | VNCM-6009            | 7位                  | -                                   | 26,586枚             | touch Me!                                                           |
| 30th                    | 2008年               | 11月26日             | 24 Xmas time                                                         | 作詞：倉木麻衣 作曲：All The Rage 編曲：All The Rage・JJ・Carlos H                                                                                            | All I want                                                                  | CD                   | 通常盤               | VNCM-6010            | 7位                  | -                                   | 26,586枚             | touch Me!                                                           |
| 31st                    | 2009年               | 4月1日               | PUZZLE/Revive                                                        | 作詞：倉木麻衣 作曲：望月由絵 & 平賀貴大 編曲：小澤正澄 | The ROSE 〜melody in the sky〜"Live Rehearsal Session"                      | CD                   | 初回限定盤           | VNCM-4003            | 3位                  | -                                   | 48,328枚             | ALL MY BEST                                                         |
| 31st                    | 2009年               | 4月1日               | PUZZLE/Revive                                                        | 作詞：倉木麻衣 作曲：望月由絵 & 平賀貴大 編曲：小澤正澄 | -                                                                           | CD                   | 通常盤               | VNCM-6011            | 3位                  | -                                   | 48,328枚             | ALL MY BEST                                                         |
| 31st                    | 2009年               | 4月1日               | Revive/PUZZLE                                                        | 作詞：倉木麻衣 作曲：大野愛果 編曲：ミゲル・サ・ペソア | The ROSE 〜melody in the sky〜"Live Rehearsal Session"                      | CD                   | 初回限定盤           | VNCM-4004            | 3位                  | -                                   | 48,328枚             | ALL MY BEST                                                         |
| 31st                    | 2009年               | 4月1日               | Revive/PUZZLE                                                        | 作詞：倉木麻衣 作曲：大野愛果 編曲：ミゲル・サ・ペソア | -                                                                           | CD                   | 通常盤               | VNCM-6012            | 3位                  | -                                   | 48,328枚             | ALL MY BEST                                                         |
| 32nd                    | 2009年               | 6月10日              | Beautiful                                                            | 作詞：倉木麻衣 作曲：Song Yang Ha 編曲：池田大介 | wana                                                                        | CD+DVD               | 初回限定盤           | VNCM-6013            | 2位                  | -                                   | 36,434枚             | ALL MY BEST                                                         |
| 32nd                    | 2009年               | 6月10日              | Beautiful                                                            | 作詞：倉木麻衣 作曲：Song Yang Ha 編曲：池田大介 | wana                                                                        | CD                   | 通常盤               | VNCM-6014            | 2位                  | -                                   | 36,434枚             | ALL MY BEST                                                         |
| 33rd                    | 2010年               | 3月3日               | 永遠より ながく/Drive me crazy                                       | 作詞：倉木麻衣 作曲：財津和夫 (#1)／Silver Stream (#2) 編曲：佐々木誠・原川健 (#1)／Silver Stream (#2)                                                        | -                                                                           | CD+DVD               | 初回限定盤           | VNCM-6015            | 4位                  | -                                   | 30,024枚             | FUTURE KISS                                                         |
| 33rd                    | 2010年               | 3月3日               | 永遠より ながく/Drive me crazy                                       | 作詞：倉木麻衣 作曲：財津和夫 (#1)／Silver Stream (#2) 編曲：佐々木誠・原川健 (#1)／Silver Stream (#2)                                                        | -                                                                           | CD                   | 通常盤               | VNCM-6016            | 4位                  | -                                   | 30,024枚             | FUTURE KISS                                                         |
| 33rd                    | 2010年               | 3月3日               | 永遠より ながく/Drive me crazy                                       | 作詞：倉木麻衣 作曲：財津和夫 (#1)／Silver Stream (#2) 編曲：佐々木誠・原川健 (#1)／Silver Stream (#2)                                                        | -                                                                           | CD                   | FC & Musing盤        | VNCF-6016            | 4位                  | -                                   | 30,024枚             | FUTURE KISS                                                         |
| 34th                    | 2010年               | 8月31日              | SUMMER TIME GONE                                                     | 作詞：倉木麻衣 作曲：大野愛果 編曲：葉山たけし | anywhere                                                                    | CD+DVD               | 初回限定盤           | VNCM-6017            | 4位                  | -                                   | 33,378枚             | FUTURE KISS                                                         |
| 34th                    | 2010年               | 8月31日              | SUMMER TIME GONE                                                     | 作詞：倉木麻衣 作曲：大野愛果 編曲：葉山たけし | anywhere                                                                    | CD                   | 通常盤               | VNCM-6018            | 4位                  | -                                   | 33,378枚             | FUTURE KISS                                                         |
| 34th                    | 2010年               | 8月31日              | SUMMER TIME GONE                                                     | 作詞：倉木麻衣 作曲：大野愛果 編曲：葉山たけし | anywhere                                                                    | CD                   | FC & Musing盤        | VNCF-6018            | 4位                  | -                                   | 33,378枚             | FUTURE KISS                                                         |
| 35th                    | 2011年               | 3月9日               | 1000万回のキス                                                       | 作詞：倉木麻衣 作曲：大野愛果 編曲：葉山たけし | さよならは まだ言わないで                                                   | CD+フォトブック      | 初回限定盤           | VNCM-6019            | 4位                  | -                                   | 25,013枚             | OVER THE RAINBOW                                                    |
| 35th                    | 2011年               | 3月9日               | 1000万回のキス                                                       | 作詞：倉木麻衣 作曲：大野愛果 編曲：葉山たけし | さよならは まだ言わないで                                                   | CD                   | 通常盤               | VNCM-6020            | 4位                  | -                                   | 25,013枚             | OVER THE RAINBOW                                                    |
| 35th                    | 2011年               | 3月9日               | 1000万回のキス                                                       | 作詞：倉木麻衣 作曲：大野愛果 編曲：葉山たけし | さよならは まだ言わないで                                                   | CD                   | FC & Musing盤        | VNCF-6020            | 4位                  | -                                   | 25,013枚             | OVER THE RAINBOW                                                    |
| 36th                    | 2011年               | 5月25日              | もう一度                                                             | 作詞：倉木麻衣 作曲：田尻尋一 編曲：田尻尋一 | -                                                                           | CD+プロミスリング    | 初回限定盤           | VNCM-6021            | 7位                  | -                                   | 23,430枚             | OVER THE RAINBOW                                                    |
| 36th                    | 2011年               | 5月25日              | もう一度                                                             | 作詞：倉木麻衣 作曲：田尻尋一 編曲：田尻尋一 | -                                                                           | CD                   | 通常盤               | VNCM-6022            | 7位                  | -                                   | 23,430枚             | OVER THE RAINBOW                                                    |
| 36th                    | 2011年               | 5月25日              | もう一度                                                             | 作詞：倉木麻衣 作曲：田尻尋一 編曲：田尻尋一 | -                                                                           | CD                   | FC & Musing盤        | VNCF-6022            | 7位                  | -                                   | 23,430枚             | OVER THE RAINBOW                                                    |
| 37th                    | 2011年               | 10月19日             | Your Best Friend                                                     | 作詞：倉木麻衣・GIORGIO 13 作曲：GIORGIO CANCEMI 編曲：GIORGIO CANCEMI                                                                                        | step by step                                                                | CD+DVD               | 初回限定盤           | VNCM-6023            | 6位                  | -                                   | 25,247枚             | OVER THE RAINBOW                                                    |
| 37th                    | 2011年               | 10月19日             | Your Best Friend                                                     | 作詞：倉木麻衣・GIORGIO 13 作曲：GIORGIO CANCEMI 編曲：GIORGIO CANCEMI                                                                                        | step by step                                                                | CD                   | 通常盤               | VNCM-6024            | 6位                  | -                                   | 25,247枚             | OVER THE RAINBOW                                                    |
| 37th                    | 2011年               | 10月19日             | Your Best Friend                                                     | 作詞：倉木麻衣・GIORGIO 13 作曲：GIORGIO CANCEMI 編曲：GIORGIO CANCEMI                                                                                        | step by step                                                                | CD                   | FC & Musing盤        | VNCF-6024            | 6位                  | -                                   | 25,247枚             | OVER THE RAINBOW                                                    |
| 38th                    | 2012年8月15日        | 2012年8月15日        | 恋に恋して/Special morning day to you                                | 作詞：倉木麻衣・GIORGIO 13 作曲：GIORGIO CANCEMI (#1)／徳永暁人 (#2) 編曲：Cybersound (#1)／徳永暁人 (#2)                                                     | -                                                                           | CD+DVD               | 初回限定盤           | VNCM-6027            | 7位                  | -                                   | 21,970枚             | MAI KURAKI BEST 151A -LOVE & HOPE-                                  |
| 38th                    | 2012年8月15日        | 2012年8月15日        | 恋に恋して/Special morning day to you                                | 作詞：倉木麻衣・GIORGIO 13 作曲：GIORGIO CANCEMI (#1)／徳永暁人 (#2) 編曲：Cybersound (#1)／徳永暁人 (#2)                                                     | -                                                                           | CD                   | 通常盤               | VNCM-6028            | 7位                  | -                                   | 21,970枚             | MAI KURAKI BEST 151A -LOVE & HOPE-                                  |
| 38th                    | 2012年8月15日        | 2012年8月15日        | 恋に恋して/Special morning day to you                                | 作詞：倉木麻衣・GIORGIO 13 作曲：GIORGIO CANCEMI (#1)／徳永暁人 (#2) 編曲：Cybersound (#1)／徳永暁人 (#2)                                                     | -                                                                           | CD                   | FC & Musing盤        | VNCF-6028            | 7位                  | -                                   | 21,970枚             | MAI KURAKI BEST 151A -LOVE & HOPE-                                  |
| 39th                    | 2013年2月6日         | 2013年2月6日         | TRY AGAIN                                                            | 作詞：倉木麻衣 作曲：徳永暁人 編曲：Cybersound | さくら さくら…                                                              | CD+DVD               | 初回限定盤           | VNCM-6029            | 7位                  | -                                   | 20,237枚             | MAI KURAKI BEST 151A -LOVE & HOPE-                                  |
| 39th                    | 2013年2月6日         | 2013年2月6日         | TRY AGAIN                                                            | 作詞：倉木麻衣 作曲：徳永暁人 編曲：Cybersound | さくら さくら…                                                              | CD+DVD               | 名探偵コナン盤       | VNCM-6030            | 7位                  | -                                   | 20,237枚             | MAI KURAKI BEST 151A -LOVE & HOPE-                                  |
| 39th                    | 2013年2月6日         | 2013年2月6日         | TRY AGAIN                                                            | 作詞：倉木麻衣 作曲：徳永暁人 編曲：Cybersound | さくら さくら…                                                              | CD                   | 通常盤               | VNCM-6031            | 7位                  | -                                   | 20,237枚             | MAI KURAKI BEST 151A -LOVE & HOPE-                                  |
| 39th                    | 2013年2月6日         | 2013年2月6日         | TRY AGAIN                                                            | 作詞：倉木麻衣 作曲：徳永暁人 編曲：Cybersound | さくら さくら…                                                              | CD                   | FC & Musing盤        | VNCF-6031            | 7位                  | -                                   | 20,237枚             | MAI KURAKI BEST 151A -LOVE & HOPE-                                  |
| 40th                    | 2014年8月27日        | 2014年8月27日        | 無敵なハート/STAND BY YOU                                            | 作詞：倉木麻衣 作曲：平賀貴大・望月由絵 編曲：佐藤俊・田尻尋一                                                                                                | -                                                                           | CD+DVD               | 初回限定盤A          | VNCM-6036            | 5位                  | -                                   | 29,517枚             | MAI KURAKI BEST 151A -LOVE & HOPE-                                  |
| 40th                    | 2014年8月27日        | 2014年8月27日        | 無敵なハート/STAND BY YOU                                            | 作詞：倉木麻衣 作曲：平賀貴大・望月由絵 編曲：佐藤俊・田尻尋一                                                                                                | -                                                                           | CD                   | 通常盤               | VNCM-6038            | 5位                  | -                                   | 29,517枚             | MAI KURAKI BEST 151A -LOVE & HOPE-                                  |
| 40th                    | 2014年8月27日        | 2014年8月27日        | 無敵なハート/STAND BY YOU                                            | 作詞：倉木麻衣 作曲：平賀貴大・望月由絵 編曲：佐藤俊・田尻尋一                                                                                                | -                                                                           | CD                   | FC & Musing盤        | VNCF-6038            | 5位                  | -                                   | 29,517枚             | MAI KURAKI BEST 151A -LOVE & HOPE-                                  |
| 40th                    | 2014年8月27日        | 2014年8月27日        | STAND BY YOU/無敵なハート                                            | 作詞：倉木麻衣 作曲：徳永暁人 編曲：徳永暁人 | -                                                                           | CD+DVD               | 初回限定盤B          | VNCM-6037            | 5位                  | -                                   | 29,517枚             | MAI KURAKI BEST 151A -LOVE & HOPE-                                  |
| 41st                    | 2017年               | 4月12日              | 渡月橋 〜君 想ふ〜                                                   | 作詞：倉木麻衣 作曲：徳永暁人 編曲：徳永暁人 | -                                                                           | CD+DVD               | 初回限定盤           | VNCM-6039            | 5位                  | プラチナ（音楽配信）                | 76,305枚             | 倉木麻衣×名探偵コナン COLLABORATION BEST 21 -真実はいつも歌にある!- |
| 41st                    | 2017年               | 4月12日              | 渡月橋 〜君 想ふ〜                                                   | 作詞：倉木麻衣 作曲：徳永暁人 編曲：徳永暁人 | Time after time〜花舞う街で〜 (TIME TRAVEL PARADOX REMIX)                   | CD                   | 通常盤               | VNCM-6040            | 5位                  | プラチナ（音楽配信）                | 76,305枚             | 倉木麻衣×名探偵コナン COLLABORATION BEST 21 -真実はいつも歌にある!- |
| 41st                    | 2017年               | 4月12日              | 渡月橋 〜君 想ふ〜                                                   | 作詞：倉木麻衣 作曲：徳永暁人 編曲：徳永暁人 | -                                                                           | CD                   | 名探偵コナン盤       | VNCM-6041            | 5位                  | プラチナ（音楽配信）                | 76,305枚             | 倉木麻衣×名探偵コナン COLLABORATION BEST 21 -真実はいつも歌にある!- |
| 41st                    | 2017年               | 4月12日              | 渡月橋 〜君 想ふ〜                                                   | 作詞：倉木麻衣 作曲：徳永暁人 編曲：徳永暁人 | -                                                                           | CD                   | FC & Musing盤        | VNCF-6040            | 5位                  | プラチナ（音楽配信）                | 76,305枚             | 倉木麻衣×名探偵コナン COLLABORATION BEST 21 -真実はいつも歌にある!- |
| 41st                    | 2017年               | 9月13日              | 渡月橋 〜君 想ふ〜                                                   | 作詞：倉木麻衣 作曲：徳永暁人 編曲：徳永暁人 | 渡月橋 〜君 想ふ〜 (和楽器Ver.)                                             | CD                   | 京都盤               | VNCM-6042            | 5位                  | プラチナ（音楽配信）                | 76,305枚             | 倉木麻衣×名探偵コナン COLLABORATION BEST 21 -真実はいつも歌にある!- |
| 42nd                    | 2019年3月20日        | 2019年3月20日        | きみと恋のままで終われない いつも夢のままじゃいられない/薔薇色の人生 | 作詞：倉木麻衣 作曲：中村泰輔 編曲：中村泰輔 | -                                                                           | CD+DVD               | 初回限定盤A          | VNCM-6043            | 4位                  | -                                   | 37,291枚             | Let's GOAL! 〜薔薇色の人生〜                                        |
| 42nd                    | 2019年3月20日        | 2019年3月20日        | きみと恋のままで終われない いつも夢のままじゃいられない/薔薇色の人生 | 作詞：倉木麻衣 作曲：中村泰輔 編曲：中村泰輔 | -                                                                           | CD+DVD               | 名探偵コナン盤       | VNCM-6045            | 4位                  | -                                   | 37,291枚             | Let's GOAL! 〜薔薇色の人生〜                                        |
| 42nd                    | 2019年3月20日        | 2019年3月20日        | きみと恋のままで終われない いつも夢のままじゃいられない/薔薇色の人生 | 作詞：倉木麻衣 作曲：中村泰輔 編曲：中村泰輔 | きみと恋のままで終われない いつも夢のままじゃいられない 〜TinyVoice Remix〜 | CD                   | 通常盤               | VNCM-6046            | 4位                  | -                                   | 37,291枚             | Let's GOAL! 〜薔薇色の人生〜                                        |
| 42nd                    | 2019年3月20日        | 2019年3月20日        | きみと恋のままで終われない いつも夢のままじゃいられない/薔薇色の人生 | 作詞：倉木麻衣 作曲：中村泰輔 編曲：中村泰輔 | -                                                                           | CD                   | FC & Musing盤        | VNCF-6046            | 4位                  | -                                   | 37,291枚             | Let's GOAL! 〜薔薇色の人生〜                                        |
| 42nd                    | 2019年3月20日        | 2019年3月20日        | 薔薇色の人生/きみと恋のままで終われない いつも夢のままじゃいられない | 作詞：倉木麻衣 作曲：徳永暁人 編曲：徳永暁人 | -                                                                           | CD+DVD               | 初回限定盤B          | VNCM-6044            | 4位                  | -                                   | 37,291枚             | Let's GOAL! 〜薔薇色の人生〜                                        |

#### DVDシングル
| #                       | 発売日                  | 発売日                  | タイトル                                                               | 楽曲制作                                                                      | カップリング曲                         | 販売形態                       | 販売形態                 | 規格品番                | 最高位                  | 初週売上枚数            | 収録アルバム                       |
| NORTHERN MUSIC レーベル | NORTHERN MUSIC レーベル | NORTHERN MUSIC レーベル | NORTHERN MUSIC レーベル                                                | NORTHERN MUSIC レーベル                                                       | NORTHERN MUSIC レーベル                | NORTHERN MUSIC レーベル        | NORTHERN MUSIC レーベル  | NORTHERN MUSIC レーベル | NORTHERN MUSIC レーベル | NORTHERN MUSIC レーベル | NORTHERN MUSIC レーベル            |
| ----------------------- | ----------------------- | ----------------------- | ---------------------------------------------------------------------- | ----------------------------------------------------------------------------- | -------------------------------------- | ------------------------------ | ------------------------ | ----------------------- | ----------------------- | ----------------------- | ---------------------------------- |
| 1st                     | 2011年                  | 11月23日                | Strong Heart 〜from Mai Kuraki Premium Live One for all, All for one〜 | 作詞：倉木麻衣・GIORGIO 13 作曲：GIORGIO CANCEMI 編曲：GIORGIO CANCEMI        | キミノコエ                             | DVD+2CD                        | 初回限定盤               | VNBM-3001               | 7位                     | 19,859枚                | OVER THE RAINBOW                   |
| 1st                     | 2011年                  | 11月23日                | Strong Heart 〜from Mai Kuraki Premium Live One for all, All for one〜 | 作詞：倉木麻衣・GIORGIO 13 作曲：GIORGIO CANCEMI 編曲：GIORGIO CANCEMI        | どうして好きなんだろう 〜winter ver.〜 | DVD+2CD                        | 初回限定盤               | VNBM-3001               | 7位                     | 19,859枚                | OVER THE RAINBOW                   |
| 1st                     | 2011年                  | 11月23日                | Strong Heart 〜from Mai Kuraki Premium Live One for all, All for one〜 | 作詞：倉木麻衣・GIORGIO 13 作曲：GIORGIO CANCEMI 編曲：GIORGIO CANCEMI        | キミノコエ                             | DVD+CD                         | 通常盤                   | VNBM-3002               | 7位                     | 19,859枚                | OVER THE RAINBOW                   |
| 1st                     | 2011年                  | 11月23日                | Strong Heart 〜from Mai Kuraki Premium Live One for all, All for one〜 | 作詞：倉木麻衣・GIORGIO 13 作曲：GIORGIO CANCEMI 編曲：GIORGIO CANCEMI        | キミノコエ                             | DVD+CD                         | FC & Musing盤            | VNBF-3002               | 7位                     | 19,859枚                | OVER THE RAINBOW                   |
| 1st                     | 2011年                  | 12月7日                 | Strong Heart 〜from Mai Kuraki Premium Live One for all, All for one〜 | 作詞：倉木麻衣・GIORGIO 13 作曲：GIORGIO CANCEMI 編曲：GIORGIO CANCEMI        | キミノコエ                             | CD                             | レンタル限定盤           | VNCP-1001               | 7位                     | 19,859枚                | OVER THE RAINBOW                   |
| 2nd                     | 2014年2月26日           | 2014年2月26日           | Wake me up                                                             | 作詞：倉木麻衣 作曲：徳永暁人 編曲：徳永暁人                                  | always giving my heart                 | DVD+CD                         | 初回限定盤               | VNBM-3003               | 2位                     | 12,384枚                | MAI KURAKI BEST 151A -LOVE & HOPE- |
| 2nd                     | 2014年2月26日           | 2014年2月26日           | Wake me up                                                             | 作詞：倉木麻衣 作曲：徳永暁人 編曲：徳永暁人                                  | always giving my heart                 | DVD+CD                         | 通常盤                   | VNBM-3004               | 2位                     | 12,384枚                | MAI KURAKI BEST 151A -LOVE & HOPE- |
| 2nd                     | 2014年2月26日           | 2014年2月26日           | Wake me up                                                             | 作詞：倉木麻衣 作曲：徳永暁人 編曲：徳永暁人                                  | always giving my heart                 | DVD+CD                         | FC & Musing盤            | VNBF-3004               | 2位                     | 12,384枚                | MAI KURAKI BEST 151A -LOVE & HOPE- |
| 3rd                     | 2017年1月11日           | 2017年1月11日           | YESTERDAY LOVE                                                         | 作詞：倉木麻衣 作曲：久保田敬也・長戸大幸 編曲：鶴澤夢人・長戸大幸            | -                                      | DVD+Blu-ray                    | 初回限定盤               | VNXM-3009               | 6位（Blu-ray）          | 6,099枚                 | Smile                              |
| 3rd                     | 2017年1月11日           | 2017年1月11日           | YESTERDAY LOVE                                                         | 作詞：倉木麻衣 作曲：久保田敬也・長戸大幸 編曲：鶴澤夢人・長戸大幸            | -                                      | DVD+Blu-ray                    | FC & Musing盤            | VNXF-3010               | 6位（Blu-ray）          | 6,099枚                 | Smile                              |
| 3rd                     | 2017年1月11日           | 2017年1月11日           | YESTERDAY LOVE                                                         | 作詞：倉木麻衣 作曲：久保田敬也・長戸大幸 編曲：鶴澤夢人・長戸大幸            | -                                      | Blu-ray                        | 通常盤                   | VNXM-3010               | 6位（Blu-ray）          | 6,099枚                 | Smile                              |
| 3rd                     | 2017年1月11日           | 2017年1月11日           | YESTERDAY LOVE                                                         | 作詞：倉木麻衣 作曲：久保田敬也・長戸大幸 編曲：鶴澤夢人・長戸大幸            | -                                      | DVD                            | 通常盤                   | VNBM-3010               | 27位                    | 6,099枚                 | Smile                              |
| 3rd                     | 2017年1月11日           | 2017年1月11日           | YESTERDAY LOVE                                                         | 作詞：倉木麻衣 作曲：久保田敬也・長戸大幸 編曲：鶴澤夢人・長戸大幸            | -                                      | CD                             | レンタル限定盤           | VNCP-1002               | -                       | 6,099枚                 | Smile                              |
| 4th                     | 2021年6月2日            | 2021年6月2日            | ZEROからハジメテ                                                       | 作詞：倉木麻衣 作曲：Erik Lidbom・Jon Hallgren・youth case 編曲：Jon Hallgren | -                                      | DVD+CD                         | 通常盤                   | VNBM-3013               | 1位                     | 8,419枚                 | unconditional L♡VE                 |
| 4th                     | 2021年6月2日            | 2021年6月2日            | ZEROからハジメテ                                                       | 作詞：倉木麻衣 作曲：Erik Lidbom・Jon Hallgren・youth case 編曲：Jon Hallgren | ZEROからハジメテ (TV ver.)             | DVD+CD                         | 名探偵コナン盤           | VNBM-3014               | 1位                     | 8,419枚                 | unconditional L♡VE                 |
| 4th                     | 2021年6月2日            | 2021年6月2日            | ZEROからハジメテ                                                       | 作詞：倉木麻衣 作曲：Erik Lidbom・Jon Hallgren・youth case 編曲：Jon Hallgren | -                                      | DVD+CD+パーカー+ニットキャップ | FC & Musing盤/レギュラー | VNBF-3015               | 1位                     | 8,419枚                 | unconditional L♡VE                 |
| 4th                     | 2021年6月2日            | 2021年6月2日            | ZEROからハジメテ                                                       | 作詞：倉木麻衣 作曲：Erik Lidbom・Jon Hallgren・youth case 編曲：Jon Hallgren | -                                      | DVD+CD+パーカー+ニットキャップ | FC & Musing盤/BIG        | VNBF-3016               | 1位                     | 8,419枚                 | unconditional L♡VE                 |

### 配信シングル
| 1st  | 2009年2月11日 | 2009年2月11日 | touch Me! -High touch mix-                                              | 作詞：倉木麻衣 作曲：望月由絵 編曲：平賀貴大                                  | N/A  | MUSICOサイト限定で配信。     | ALL MY BEST（アナログ盤のみ）                   |
| 2nd  | 2010年6月16日 | 2010年6月16日 | chance for you 〜cinema ver.〜                                          | 作詞：倉木麻衣 作曲：大野愛果 編曲：麻井寛史                                  | N/A  | 着うた、着うたフル、PC配信。 | Mai Kuraki Single Collection 〜Chance for you〜 |
| 3rd  | 2011年        | 4月11日       | あなたがいるから                                                        | 作詞：倉木麻衣・望月由絵 作曲：望月由絵 編曲：小野塚晃 (from DIMENSION)       | N/A  | 着うた、着うたフル、PC配信。 | MAI KURAKI BEST 151A -LOVE & HOPE-              |
| 3rd  | 2011年        | 9月7日        | あなたがいるから ～Fantasy on Ice 2011 ver.～ （荒川静香×倉木麻衣名義） | 作詞：倉木麻衣・望月由絵 作曲：望月由絵 編曲：小野塚晃 (from DIMENSION)       | N/A  | 着うた、着うたフル、PC配信。 | アルバム未収録                                  |
| 4th  | 2013年8月17日 | 2013年8月17日 | Reach for the sky 〜RE: GGAE Summer 2013 ver.〜                         | 作詞：倉木麻衣 作曲：大野愛果 編曲：Cybersound                                | N/A  | 着うた、着うたフル、PC配信。 | REQUEST BEST "MY & MAI"                         |
| 5th  | 2015年5月20日 | 2015年5月20日 | Serendipity                                                             | 作詞：倉木麻衣 作曲：徳永暁人 編曲：徳永暁人                                  | N/A  | 着うた、着うたフル、PC配信。 | Smile                                           |
| 5th  | 2016年        | 1月7日        | Serendipity (feat.Sensation)                                            | 作詞：倉木麻衣 作曲：徳永暁人 編曲：徳永暁人                                  | N/A  | 着うた、着うたフル、PC配信。 | アルバム未収録                                  |
| 6th  | 2016年        | 7月30日       | SAWAGE☆LIFE                                                             | 作詞：倉木麻衣 作曲：Alaina Beaton・Bobby Huff 編曲：TAITO                    | N/A  | 主要音楽配信サービスでの配信 | Smile                                           |
| 7th  | 2018年        | 3月2日        | WE ARE HAPPY WOMEN                                                      | 作詞：倉木麻衣 作曲：大野愛果 編曲：徳永暁人                                  | 93位 | 主要音楽配信サービスでの配信 | 君 想ふ 〜春夏秋冬〜                            |
| 8th  | 2018年        | 3月9日        | Do it!                                                                  | 作詞：倉木麻衣 作曲：徳永暁人 編曲：徳永暁人                                  | 74位 | 主要音楽配信サービスでの配信 | 君 想ふ 〜春夏秋冬〜                            |
| 9th  | 2018年        | 3月16日       | Light Up My Life                                                        | 作詞：倉木麻衣 作曲：shilo 編曲：三谷秀甫                                     | 59位 | 主要音楽配信サービスでの配信 | 君 想ふ 〜春夏秋冬〜                            |
| 10th | 2018年        | 8月8日        | 今宵は夢を見させて                                                      | 作詞：倉木麻衣 作曲：サイレンジ! 編曲：久下真音                               | ―    | 主要音楽配信サービスでの配信 | 君 想ふ 〜春夏秋冬〜                            |
| 11th | 2021年        | 3月6日        | ZEROからハジメテ                                                        | 作詞：倉木麻衣 作曲：Erik Lidbom・Jon Hallgren・youth case 編曲：Jon Hallgren | 80位 | 主要音楽配信サービスでの配信 | unconditional L♡VE                              |
| 12th | 2021年        | 4月21日       | Can you feel my heart                                                   | 作詞：倉木麻衣 作曲：中村泰輔 編曲：中村泰輔                                  | 39位 | 主要音楽配信サービスでの配信 | unconditional L♡VE                              |
| 13th | 2021年        | 8月1日        | ひとりじゃない                                                          | 作詞：倉木麻衣 作曲：若田部誠 編曲：若田部誠                                  | ―    | 主要音楽配信サービスでの配信 | unconditional L♡VE                              |
| 14th | 2022年10月4日 | 2022年10月4日 | Secret, voice of my heart                                               | 作詞：倉木麻衣 作曲：本田光史郎 編曲：徳永暁人                                | 32位 | 主要音楽配信サービスでの配信 | forever for YOU                                 |
| 15th | 2023年        | 10月28日      | Unraveling Love 〜少しの勇気〜                                          | 作詞：倉木麻衣 作曲：NoiR 編曲：中野定博・やっすん                            | 40位 | 主要音楽配信サービスでの配信 | forever for YOU                                 |
| 16th | 2023年        | 12月22日      | Y☺︎u & I                                                                 | 作詞：倉木麻衣 作曲：本山清治・Chris Meyer・川口大輔 編曲：本山清治           | 52位 | 主要音楽配信サービスでの配信 | forever for YOU                                 |

### アルバム

#### オリジナル・アルバム
| #                       | 発売日               | タイトル                     | 規格                   | 規格品番                            | 最高位               | ゴールド等認定       | 初週売上枚数         |
| GIZA studio レーベル    | GIZA studio レーベル | GIZA studio レーベル         | GIZA studio レーベル   | GIZA studio レーベル                | GIZA studio レーベル | GIZA studio レーベル | GIZA studio レーベル |
| ----------------------- | -------------------- | ---------------------------- | ---------------------- | ----------------------------------- | -------------------- | -------------------- | -------------------- |
| 1st                     | 2000年6月28日        | delicious way                | CD                     | GZCA-1039                           | 1位                  | 3ミリオン            | 3,530,420枚          |
| 2nd                     | 2001年7月4日         | Perfect Crime                | CD                     | GZCA-5001                           | 1位                  | 4プラチナ            | 1,317,170枚          |
| 3rd                     | 2002年10月23日       | FAIRY TALE                   | CD                     | GZCA-5021                           | 1位                  | 2プラチナ            | 730,580枚            |
| 4th                     | 2003年7月9日         | If I Believe                 | CD                     | GZCA-5031                           | 1位                  | 2プラチナ            | 443,689枚            |
| 5th                     | 2005年8月24日        | FUSE OF LOVE                 | CD                     | GZCA-5070                           | 3位                  | ゴールド             | 185,350枚            |
| 6th                     | 2006年8月2日         | DIAMOND WAVE                 | CD+DVD                 | GZCA-5086（初回限定盤）             | 3位                  | ゴールド             | 132,476枚            |
| 6th                     | 2006年8月2日         | DIAMOND WAVE                 | CD                     | GZCA-5087（通常盤）                 | 3位                  | ゴールド             | 132,476枚            |
| 6th                     | 2006年8月11日        | DIAMOND WAVE                 | CD                     | GZCA-5094（通常盤 LIMITED EDITION） | 3位                  | ゴールド             | 132,476枚            |
| NORTHERN MUSIC レーベル |                      |                              |                        |                                     |                      |                      |                      |
| 7th                     | 2008年1月1日         | ONE LIFE                     | CD                     | VNCM-9002                           | 14位                 | ゴールド             | 89,017枚             |
| 8th                     | 2009年1月21日        | touch Me!                    | CD+DVD                 | VNCM-9004（初回限定盤）             | 1位                  | ゴールド             | 90,302枚             |
| 8th                     | 2009年1月21日        | touch Me!                    | CD                     | VNCM-9005（通常盤）                 | 1位                  | ゴールド             | 90,302枚             |
| 9th                     | 2010年11月17日       | FUTURE KISS                  | 2CD+DVD                | VNCM-9011（初回限定盤）             | 3位                  |                      | 65,179枚             |
| 9th                     | 2010年11月17日       | FUTURE KISS                  | 2CD                    | VNCM-9012（通常盤）                 | 3位                  |                      | 65,179枚             |
| 9th                     | 2010年11月17日       | FUTURE KISS                  | 2CD                    | VNCF-9003（FC & Musing盤）          | 3位                  |                      | 65,179枚             |
| 10th                    | 2012年1月11日        | OVER THE RAINBOW             | CD+DVD                 | VNCM-9016（初回限定盤）             | 2位                  |                      | 49,998枚             |
| 10th                    | 2012年1月11日        | OVER THE RAINBOW             | CD                     | VNCM-9017（通常盤）                 | 2位                  |                      | 49,998枚             |
| 10th                    | 2012年1月11日        | OVER THE RAINBOW             | CD                     | VNCF-9004（FC & Musing盤）          | 2位                  |                      | 49,998枚             |
| 11th                    | 2017年2月15日        | Smile                        | 2CD                    | VNCM-9032（初回限定盤）             | 4位                  |                      | 29,716枚             |
| 11th                    | 2017年2月15日        | Smile                        | CD                     | VNCM-9033（通常盤）                 | 4位                  |                      | 29,716枚             |
| 11th                    | 2017年2月15日        | Smile                        | CD                     | VNCF-9009（FC & Musing盤）          | 4位                  |                      | 29,716枚             |
| 12th                    | 2019年8月14日        | Let's GOAL! 〜薔薇色の人生〜 | 2CD                    | VNCM-9045（初回盤「Blue」）         | 3位                  |                      | 29,451枚             |
| 12th                    | 2019年8月14日        | Let's GOAL! 〜薔薇色の人生〜 | 2CD                    | VNCM-9046（初回盤「Yellow」）       | 3位                  |                      | 29,451枚             |
| 12th                    | 2019年8月14日        | Let's GOAL! 〜薔薇色の人生〜 | 2CD                    | VNCM-9047（初回盤「Black」）        | 3位                  |                      | 29,451枚             |
| 12th                    | 2019年8月14日        | Let's GOAL! 〜薔薇色の人生〜 | 2CD                    | VNCM-9048（初回盤「Green」）        | 3位                  |                      | 29,451枚             |
| 12th                    | 2019年8月14日        | Let's GOAL! 〜薔薇色の人生〜 | 2CD                    | VNCM-9049（初回盤「Red」）          | 3位                  |                      | 29,451枚             |
| 12th                    | 2019年8月14日        | Let's GOAL! 〜薔薇色の人生〜 | CD                     | VNCM-9050（通常盤）                 | 3位                  |                      | 29,451枚             |
| 12th                    | 2019年8月14日        | Let's GOAL! 〜薔薇色の人生〜 | CD                     | VNCF-9011（Musing＆FC盤）           | 3位                  |                      | 29,451枚             |
| 13th                    | 2021年10月27日       | unconditional L♡VE           | CD＋DVD＋PHOTO BOOKLET | VNCM-9063（初回限定盤A）            | 4位                  |                      | 19,822枚             |
| 13th                    | 2021年10月27日       | unconditional L♡VE           | CD+DVD                 | VNCM-9064（初回限定盤B）            | 4位                  |                      | 19,822枚             |
| 13th                    | 2021年10月27日       | unconditional L♡VE           | CD                     | VNCM-9065（通常盤）                 | 4位                  |                      | 19,822枚             |
| 13th                    | 2021年10月27日       | unconditional L♡VE           | CD                     | VNCF-9016（FC&Musing盤）            | 4位                  |                      | 19,822枚             |

#### コンセプトアルバム
| #                       | 発売日                  | タイトル                | 規格                    | 規格品番                   | 最高位                  | ゴールド等認定          | 推定売上枚数            |
| NORTHERN MUSIC レーベル | NORTHERN MUSIC レーベル | NORTHERN MUSIC レーベル | NORTHERN MUSIC レーベル | NORTHERN MUSIC レーベル    | NORTHERN MUSIC レーベル | NORTHERN MUSIC レーベル | NORTHERN MUSIC レーベル |
| ----------------------- | ----------------------- | ----------------------- | ----------------------- | -------------------------- | ----------------------- | ----------------------- | ----------------------- |
| 1st                     | 2018年10月10日          | 君 想ふ 〜春夏秋冬〜    | CD+DVD                  | VNCM-9038（初回・春盤）    | 3位                     |                         | 29,811枚                |
| 1st                     | 2018年10月10日          | 君 想ふ 〜春夏秋冬〜    | CD+DVD                  | VNCM-9039（初回・夏盤）    | 3位                     |                         | 29,811枚                |
| 1st                     | 2018年10月10日          | 君 想ふ 〜春夏秋冬〜    | CD+DVD                  | VNCM-9040（初回・秋盤）    | 3位                     |                         | 29,811枚                |
| 1st                     | 2018年10月10日          | 君 想ふ 〜春夏秋冬〜    | CD+DVD                  | VNCM-9041（初回・冬盤）    | 3位                     |                         | 29,811枚                |
| 1st                     | 2018年10月10日          | 君 想ふ 〜春夏秋冬〜    | CD                      | VNCM-9042（通常盤）        | 3位                     |                         | 29,811枚                |
| 1st                     | 2018年10月10日          | 君 想ふ 〜春夏秋冬〜    | CD                      | VNCF-9010（FC & Musing盤） | 3位                     |                         | 29,811枚                |

#### EP（ミニ・アルバム）
| #                       | 発売日                  | タイトル                | 規格                    | 規格品番                     | 最高位                  | ゴールド等認定          | 推定売上枚数            |
| NORTHERN MUSIC レーベル | NORTHERN MUSIC レーベル | NORTHERN MUSIC レーベル | NORTHERN MUSIC レーベル | NORTHERN MUSIC レーベル      | NORTHERN MUSIC レーベル | NORTHERN MUSIC レーベル | NORTHERN MUSIC レーベル |
| ----------------------- | ----------------------- | ----------------------- | ----------------------- | ---------------------------- | ----------------------- | ----------------------- | ----------------------- |
| 1st                     | 2024年7月3日            | forever for YOU         | CD+アクリルスタンド     | VNCM-9066（名探偵コナン盤A） | 3位                     |                         | 13,421枚                |
| 1st                     | 2024年7月3日            | forever for YOU         | CD+アクリルスタンド     | VNCM-9067（名探偵コナン盤B） | 3位                     |                         | 13,421枚                |
| 1st                     | 2024年7月3日            | forever for YOU         | CD+DVD                  | VNCM-9068（初回限定盤A）     | 3位                     |                         | 13,421枚                |
| 1st                     | 2024年7月3日            | forever for YOU         | CD+DVD                  | VNCM-9069（初回限定盤B）     | 3位                     |                         | 13,421枚                |
| 1st                     | 2024年7月3日            | forever for YOU         | CD                      | VNCM-9070（通常盤）          | 3位                     |                         | 13,421枚                |
| 1st                     | 2024年7月3日            | forever for YOU         | 2CD                     | VNCF-9017（FC & Musing盤）   | 3位                     |                         | 13,421枚                |

#### ベスト・アルバム
| #                       | 発売日               | タイトル                                                            | 規格                        | 規格品番                                       | 最高位               | ゴールド等認定       | 初週売上枚数         |
| GIZA studio レーベル    | GIZA studio レーベル | GIZA studio レーベル                                                | GIZA studio レーベル        | GIZA studio レーベル                           | GIZA studio レーベル | GIZA studio レーベル | GIZA studio レーベル |
| ----------------------- | -------------------- | ------------------------------------------------------------------- | --------------------------- | ---------------------------------------------- | -------------------- | -------------------- | -------------------- |
| 1st                     | 2004年1月1日         | Wish You The Best                                                   | CD                          | GZCA-5047                                      | 1位                  | ミリオン             | 956,162枚            |
| NORTHERN MUSIC レーベル |                      |                                                                     |                             |                                                |                      |                      |                      |
| 2nd                     | 2009年9月9日         | ALL MY BEST                                                         | 2CD+DVD                     | VNCM-9007〜8（初回限定盤）                     | 1位                  | プラチナ             | 257,127枚            |
| 2nd                     | 2009年9月9日         | ALL MY BEST                                                         | 2CD                         | VNCM-9009/10（通常盤）                         | 1位                  | プラチナ             | 257,127枚            |
| 2nd                     | 2009年9月9日         | ALL MY BEST                                                         | 2CD                         | VNCL-9001/2（郵便局窓口斡旋販売・期間限定）    | 1位                  | プラチナ             | 257,127枚            |
| 2nd                     | 2009年9月9日         | ALL MY BEST                                                         | 2CD                         | VNCF-9001/2（FC & Musing盤）                   | 1位                  | プラチナ             | 257,127枚            |
| 2nd                     | 2009年9月9日         | ALL MY BEST                                                         | microSD                     | VNZM-9002（数量限定生産）                      | 1位                  | プラチナ             | 257,127枚            |
| 2nd                     | 2009年9月9日         | ALL MY BEST                                                         | USBメモリー                 | VNZM-9001（数量限定生産）                      | 1位                  | プラチナ             | 257,127枚            |
| 2nd                     | 2009年9月9日         | ALL MY BEST                                                         | MD                          | VNYM-9001/2（数量限定生産）                    | 1位                  | プラチナ             | 257,127枚            |
| 2nd                     | 2009年9月9日         | ALL MY BEST                                                         | カセットテープ              | VNTM-9001/2（数量限定生産）                    | 1位                  | プラチナ             | 257,127枚            |
| 2nd                     | 2009年9月9日         | ALL MY BEST                                                         | アナログLP盤                | VNJM-9001/4（数量限定生産）                    | 1位                  | プラチナ             | 257,127枚            |
| 2nd                     | 2009年12月8日        | ALL MY BEST                                                         | 2CD（Special Gift Package） | VNCL-9009/10（数量限定生産・通常盤）           | 1位                  | プラチナ             | 257,127枚            |
| 3rd                     | 2014年11月12日       | MAI KURAKI BEST 151A -LOVE & HOPE-                                  | 2CD+DVD                     | VNCM-9024/5（初回限定盤A）                     | 2位                  | ゴールド             | 67,030枚             |
| 3rd                     | 2014年11月12日       | MAI KURAKI BEST 151A -LOVE & HOPE-                                  | 2CD+DVD                     | VNCM-9026/7（初回限定盤B）                     | 2位                  | ゴールド             | 67,030枚             |
| 3rd                     | 2014年11月12日       | MAI KURAKI BEST 151A -LOVE & HOPE-                                  | 2CD                         | VNCM-9028/9（通常盤）                          | 2位                  | ゴールド             | 67,030枚             |
| 3rd                     | 2014年11月12日       | MAI KURAKI BEST 151A -LOVE & HOPE-                                  | 2CD                         | VNCF-9007（FC & Musing盤）                     | 2位                  | ゴールド             | 67,030枚             |
| 4th                     | 2017年10月25日       | 倉木麻衣×名探偵コナン COLLABORATION BEST 21 -真実はいつも歌にある!- | 2CD+DVD                     | VNCM-9034/5（初回限定盤）                      | 4位                  |                      | 78,750枚             |
| 4th                     | 2017年10月25日       | 倉木麻衣×名探偵コナン COLLABORATION BEST 21 -真実はいつも歌にある!- | 2CD                         | VNCM-9036/7（通常盤）                          | 4位                  |                      | 78,750枚             |
| 4th                     | 2019年1月2日         | 倉木麻衣×名探偵コナン COLLABORATION BEST 21 -真実はいつも歌にある!- | 2CD+DVD                     | VNCM-9043/4（スペシャルパッケージバージョン）  | 4位                  |                      | 78,750枚             |
| 5th                     | 2019年12月25日       | Mai Kuraki Single Collection 〜Chance for you〜                     | 4CD+2DVD                    | VNCM-9051/4（完全生産限盤「Rainbow Edition」） | 6位                  |                      | 29,049枚             |
| 5th                     | 2019年12月25日       | Mai Kuraki Single Collection 〜Chance for you〜                     | 5CD                         | VNCM-9055/8 （初回限定盤「Merci Edition」）    | 6位                  |                      | 29,049枚             |
| 5th                     | 2019年12月25日       | Mai Kuraki Single Collection 〜Chance for you〜                     | 4CD                         | VNCM-9059/62（通常盤）                         | 6位                  |                      | 29,049枚             |
| 5th                     | 2019年12月25日       | Mai Kuraki Single Collection 〜Chance for you〜                     | 4CD                         | VNCF-9012/5（Musing&FC盤）                     | 6位                  |                      | 29,049枚             |

### 映像作品
| 1st                     | PV集                        | 2000年11月8日  | FIRST CUT                                                                              | VHS        | BMVR-7001                         | 1位  |
| 1st                     | PV集                        | 2000年11月8日  | FIRST CUT                                                                              | DVD        | BMBD-7001                         | 1位  |
| 2nd                     | ライブ                      | 2001年9月19日  | Mai Kuraki & Experience First Live 2001 in Zepp Osaka                                  | VHS        | BMVR-7002                         | 1位  |
| 3rd                     | ライブ ドキュメント         | 2001年11月21日 | Mai Kuraki & Experience First Live Tour 2001 ETERNAL MOMENT                            | VHS        | BMVR-7003                         | 2位  |
| 3rd                     | ライブ ドキュメント         | 2001年11月21日 | Mai Kuraki & Experience First Live Tour 2001 ETERNAL MOMENT                            | DVD        | BMBD-7003                         | 2位  |
| 4th                     | ライブ                      | 2002年4月3日   | Mai Kuraki “Loving You…” Tour 2002 Final 2.27 YOKOHAMA ARENA                           | VHS        | BMVR-7006                         | 1位  |
| 5th                     | ライブ ドキュメント         | 2002年5月15日  | Mai Kuraki “Loving You…” Tour 2002 Complete Edition                                    | 2DVD       | BMBR-7006/7                       | 2位  |
| 6th                     | PV ライブ ドキュメント      | 2004年1月7日   | My Reflection                                                                          | 2DVD       | ONBD-7031/2                       | 1位  |
| 7th                     | ライブ ドキュメント         | 2005年1月5日   | Mai Kuraki 5th Anniversary Edition Grow, Step by Step                                  | 2DVD       | ONBD-7046/7                       | 7位  |
| 8th                     | ライブ ドキュメント         | 2006年2月22日  | Mai Kuraki Live Tour 2005 LIKE A FUSE OF LIVE and Tour Documentary of “chance for you” | 2DVD       | ONBD-7062/3                       | 6位  |
| NORTHERN MUSIC レーベル |                             |                |                                                                                        |            |                                   |      |
| 9th                     | ライブ ドキュメント         | 2007年8月22日  | Brilliant Cut 〜Mai Kuraki Live & Document〜                                           | 3DVD       | VNBM-7001/2/3                     | 6位  |
| 10th                    | ライブ ドキュメント         | 2009年5月6日   | Mai Kuraki Live Tour 2008 “touch Me!”                                                  | 2DVD       | VNBM-7004/5                       | 4位  |
| 11th                    | ライブ                      | 2009年12月23日 | 10TH ANNIVERSARY MAI KURAKI LIVE TOUR "BEST"                                           | 4DVD       | VNBM-700/7/8/9                    | 10位 |
| 12th                    | ライブ                      | 2011年10月19日 | HAPPY HAPPY HALLOWEEN LIVE 2010                                                        | 2DVD       | VNBM-7010/11                      | 9位  |
| 13th                    | ライブ                      | 2012年3月14日  | Mai Kuraki Premium Live One for all, All for one                                       | 2DVD       | VNBM-7012/3                       | 9位  |
| 14th                    | ライブ ドキュメント         | 2012年8月15日  | Mai Kuraki Live Tour 2012 〜OVER THE RAINBOW〜                                         | 2DVD       | VNBM-7014/5                       | 6位  |
| 15th                    | シンフォニック コレクション | 2012年12月19日 | Mai Kuraki Symphonic Collection in Moscow                                              | 2DVD+CD    | VNZM-1001（完全限定生産BOX盤）    | 15位 |
| 15th                    | シンフォニック コレクション | 2012年12月19日 | Mai Kuraki Symphonic Collection in Moscow                                              | DVD+CD     | VNZM-1002（通常盤）               | 15位 |
| 16th                    | ライブ                      | 2013年7月3日   | Mai Kuraki Symphonic Live -Opus 1-                                                     | 2DVD       | VNBM-7016/17                      | 14位 |
| 17th                    | ライブ                      | 2013年12月4日  | MAI KURAKI LIVE PROJECT 2013 “ RE: ”                                                   | 2DVD       | VNBM-7018/19                      | 10位 |
| 18th                    | ライブ                      | 2014年3月26日  | Mai Kuraki Symphonic Live -Opus 2-                                                     | 2DVD       | VNBM-7020/21                      | 34位 |
| 19th                    | ライブ                      | 2015年5月27日  | 15th Anniversary Mai Kuraki Live Project 2014 BEST “一期一会” ～Premium～              | 4DVD       | VNBM-7022/4 （完全限定生産BOX盤） | 4位  |
| 19th                    | ライブ                      | 2015年5月27日  | 15th Anniversary Mai Kuraki Live Project 2014 BEST “一期一会” ～Premium～              | 3DVD       | VNBM-7025/7（通常盤）             | 4位  |
| 19th                    | ライブ                      | 2015年5月27日  | 15th Anniversary Mai Kuraki Live Project 2014 BEST “一期一会” ～Premium～              | 2Blu-ray   | VNXM-7025/6                       | 30位 |
| 20th                    | ライブ                      | 2016年1月27日  | Mai Kuraki Symphonic Live -Opus 3-                                                     | 2DVD       | VNBM-7028/29                      | 40位 |
| 20th                    | ライブ                      | 2016年1月27日  | Mai Kuraki Symphonic Live -Opus 3-                                                     | Blu-ray    | VNXM-7028                         | 45位 |
| 21st                    | ライブ                      | 2017年8月16日  | Mai Kuraki Live Project 2017 “SAWAGE☆LIVE”                                             | 2DVD       | VNBM-7030/1                       | 11位 |
| 21st                    | ライブ                      | 2017年8月16日  | Mai Kuraki Live Project 2017 “SAWAGE☆LIVE”                                             | Blu-ray    | VNXM-7030                         | 9位  |
| 22nd                    | ライブ                      | 2019年11月27日 | Mai Kuraki Live Project 2018 “Red it be 君想ふ 〜春夏秋冬〜”                           | 3DVD       | VNBM-7032/4                       | 18位 |
| 22nd                    | ライブ                      | 2019年11月27日 | Mai Kuraki Live Project 2018 “Red it be 君想ふ 〜春夏秋冬〜”                           | 2Blu-ray   | VNXM-7032/3                       | 21位 |
| 23rd                    | ライブ                      | 2020年6月24日  | 20th Anniversary Mai Kuraki Live Project 2019 “Let's GOAL! 〜薔薇色の人生〜”           | 2DVD       | VNBM-7035/6                       | 12位 |
| 23rd                    | ライブ                      | 2020年6月24日  | 20th Anniversary Mai Kuraki Live Project 2019 “Let's GOAL! 〜薔薇色の人生〜”           | Blu-ray    | VNXM-7035                         | 17位 |
| 24th                    | ライブ                      | 2022年12月8日  | Mai Kuraki Live Project 2021 “unconditional L♡VE”                                      | DVD        | VNBM-7037                         | 16位 |
| 24th                    | ライブ                      | 2022年12月8日  | Mai Kuraki Live Project 2021 “unconditional L♡VE”                                      | Blu-ray    | VNXM-7037                         | 18位 |
| 25th                    | ライブ                      | 2023年11月15日 | Mai Kuraki Premium Symphonic Concert 2022                                              | DVD+CD     | VNBM-7038                         | 12位 |
| 25th                    | ライブ                      | 2023年11月15日 | Mai Kuraki Premium Symphonic Concert 2022                                              | Blu-ray+CD | VNXM-7038                         | 12位 |

### Mai-K名義
|          | 発売日         | タイトル                        | 規格    | 規格品番 | 備考                                                             |
| -------- | -------------- | ------------------------------- | ------- | -------- | ---------------------------------------------------------------- |
| シングル | 1999年10月16日 | Baby I Like                     | CD      |          | Bip! Recordより発売。全米デビュー作品。                          |
| シングル | 1999年11月27日 | Baby I Like                     | 12 inch | TRJ-001  | Bip! Recordより発売。全米デビュー作品。                          |
| アルバム | 2002年1月10日  | Secret of my heart              | CD      | GZJI-007 | GIZA USAより発売。                                               |
| シングル | 2006年6月11日  | Diamond Wave 〜grand bleu mix〜 | 配信    |          | シングル「Diamond Wave」にも収録。海外のiTunesサイト限定で配信。 |

### FC会員限定販売
|                  | 発売日         | タイトル                                     | 規格    | 規格品番    |
| ---------------- | -------------- | -------------------------------------------- | ------- | ----------- |
| 映像作品         | 2005年         | Making of ダンシング 〜Diary of Los Angels〜 | DVD     | GIZA-0507   |
| 映像作品         | 2008年         | 倉木麻衣感動的遭遇進! 〜クーラッキーTOUR〜   | 2DVD    | MKVS-3001/2 |
| ベスト・アルバム | 2014年5月30日  | REQUEST BEST "MY & MAI"                      | 2CD     | VNCF-9005/6 |
| 映像作品         | 2016年10月28日 | Mai-K.net presents 2015～BIRTHDAY♡LIVE～     | 2DVD    | VNBF-0001/2 |
| 映像作品         | 2016年10月28日 | Mai-K.net presents 2015～BIRTHDAY♡LIVE～     | Blu-ray | VNXF-0001   |

### その他参加作品

#### シングル
| 発売日         | タイトル                                                         | 規格   | 規格品番                | 最高位 | ゴールド等認定 | 初週売上枚数 | 収録アルバム                                |
| -------------- | ---------------------------------------------------------------- | ------ | ----------------------- | ------ | -------------- | ------------ | ------------------------------------------- |
| 2003年10月8日  | イミテイション・ゴールド （TAK MATSUMOTO featuring 倉木麻衣）    | CD     | BMCV-5005               | 1位    | ゴールド       | 80,100枚     | THE HIT PARADE                              |
| 2003年10月21日 | I JUST CAN'T STOP LOVING YOU （EXPERIENCE featuring MAI KURAKI） | CD     | TCR-015                 |        |                |              | EXPERIENCE 2                                |
| 2009年5月27日  | 素直に言えなくて （ZARD featuring 倉木麻衣）                     | CD+DVD | JBCJ-6013（初回限定盤） | 5位    |                | 49,655枚     | ZARD SINGLE COLLECTION 〜20th ANNIVERSARY〜 |
| 2009年5月27日  | 素直に言えなくて （ZARD featuring 倉木麻衣）                     | CD     | JBCJ-6014（通常盤）     | 5位    |                | 49,655枚     | ZARD SINGLE COLLECTION 〜20th ANNIVERSARY〜 |
| 2011年6月1日   | どうして好きなんだろう （NERDHEAD feat. Mai.K）                  | CD+DVD | UPCH-9646（初回限定盤） | 15位   |                | 8,764枚      | BEHIND the TRUTH                            |
| 2011年6月1日   | どうして好きなんだろう （NERDHEAD feat. Mai.K）                  | CD     | UPCH-9647（通常盤）     | 15位   |                | 8,764枚      | BEHIND the TRUTH                            |
| 2015年10月1日  | ひとり ひとつ （16 voices）                                      | CD+DVD | SLCL-9010               | 123位  |                | 362枚        | アルバム未収録                              |

#### 配信
| 発売日        | タイトル                                                    | 規格 | 規格品番 | 最高位 | ゴールド等認定 | 収録アルバム      |
| ------------- | ----------------------------------------------------------- | ---- | -------- | ------ | -------------- | ----------------- |
| 2024年6月15日 | ブルーライト・ヨコハマ featuring 倉木麻衣 （TAK MATSUMOTO） | 配信 |          |        |                | THE HIT PARADE II |

#### アルバム
| 発売日         | タイトル                                                                             | 規格                 | 規格品番                                                                                      | 最高位 | 収録アルバム                                              |
| -------------- | ------------------------------------------------------------------------------------ | -------------------- | --------------------------------------------------------------------------------------------- | ------ | --------------------------------------------------------- |
| 2001年12月5日  | I'll Be There                                                                        | CD                   | GZGA-5006                                                                                     | 20位   | GIZA studio R&B RESPECT Vol.1 〜six sisters selection〜   |
| 2002年7月17日  | DON'T WORRY BABY                                                                     | CD                   | GZCA-5017                                                                                     | 15位   | GIZA studio MAI-K & FRIENDS HOTROD BEACH PARTY            |
| 2002年7月17日  | SURFIN' U.S.A. （MAI-K & FRIENDS（北原愛子・三枝夕夏 IN db・上原あずみ・愛内里菜）） | CD                   | GZCA-5017                                                                                     | 15位   | GIZA studio MAI-K & FRIENDS HOTROD BEACH PARTY            |
| 2002年7月17日  | I GET AROUND                                                                         | CD                   | GZCA-5017                                                                                     | 15位   | GIZA studio MAI-K & FRIENDS HOTROD BEACH PARTY            |
| 2002年7月17日  | HELP ME, RHONDA （MAI-K & FRIENDS（中村由利・滴草由実・松永安未・大野愛果））        | CD                   | GZCA-5017                                                                                     | 15位   | GIZA studio MAI-K & FRIENDS HOTROD BEACH PARTY            |
| 2002年7月17日  | PLEASE LET ME WONDER                                                                 | CD                   | GZCA-5017                                                                                     | 15位   | GIZA studio MAI-K & FRIENDS HOTROD BEACH PARTY            |
| 2002年7月17日  | What Can I Do (TV-Size) （Michael Africk with Mai-K）                                | CD                   | GZCA-5019                                                                                     |        | パタパタ飛行船の冒険 オリジナル・サウンド・トラック       |
| 2002年12月4日  | The Frozen Sea （大野愛果のゲストボーカルとして）                                    | CD                   | GZCA-5024                                                                                     | 39位   | Secret Garden                                             |
| 2003年1月10日  | My Story, Your Song （孫燕姿 featuring 倉木麻衣）                                    | CD                   | MKCD-1858                                                                                     |        | 未完成                                                    |
| 2003年8月22日  | Tonight, I feel close to you （倉木麻衣 featuring 孫燕姿）                           | 2CD                  | MKCD-1960                                                                                     |        | The Moment                                                |
| 2003年11月26日 | イミテイション・ゴールド （TAK MATSUMOTO featuring 倉木麻衣）                        | CD                   | BMCV-8009                                                                                     | 2位    | THE HIT PARADE                                            |
| 2003年12月17日 | Remember the Time （EXPERIENCE with Mai Kuraki）                                     | CD                   | GZCA-5037                                                                                     |        | EXPERIENCE 1                                              |
| 2004年4月14日  | I Just Can't Stop Loving You (Live Version) （EXPERIENCE with Mai Kuraki）           | CD                   | GZCA-5048                                                                                     |        | EXPERIENCE 2                                              |
| 2004年4月14日  | Wanna Be Startin' Somethin' (Live Version) （EXPERIENCE with Mai Kuraki）            | CD                   | GZCA-5048                                                                                     |        | EXPERIENCE 2                                              |
| 2010年12月8日  | Love one another （Michael Africk featuring Mai Kuraki）                             | CD                   | VNCM-9013                                                                                     |        | Michael Africk                                            |
| 2010年12月8日  | Girlfriend （Michael Africk featuring Mai Kuraki）                                   | CD                   | VNCM-9013                                                                                     |        | Michael Africk                                            |
| 2011年10月26日 | 言葉にできないほど好きなのに （NERDHEAD featuring Mai.K）                            | CD                   | UPCH-1847                                                                                     | 47位   | BEHIND the TRUTH                                          |
| 2011年10月26日 | どうして好きなんだろう （NERDHEAD featuring Mai.K）                                  | CD                   | UPCH-1847                                                                                     | 47位   | BEHIND the TRUTH                                          |
| 2013年9月18日  | close christmas （藤原いくろう, vocal: Mai.K）                                       | CD                   | JBCZ-9001                                                                                     |        | quatre saisons series 『Scénario de la saison –automne-』 |
| 2017年10月18日 | ひらり舞い散る花のように （BREAKERZ, Additional Vocal: Mai.K）                       | 2CD 2CD+DVD 2CD+2DVD | ZACL-9102 （通常盤） ZACL-9098 （初回限定盤A） ZACL-9100 （初回限定盤B）                      | 12位   | X                                                         |
| 2021年8月25日  | I lost （BREAKERZ with Mai Kuraki）                                                  | CD+DVD CD CD+2DVD    | ZACL-9121 （初回限定盤） ZACL-9122 （通常盤） ZACF-1017 （14周年記念 Special Deluxe Edition） | 26位   | WITH YOU                                                  |

#### コンピレーション・アルバム
| 発売日         | タイトル                                                | 規格           | 規格品番                                                  | 最高位 | 収録アルバム                                                 |
| -------------- | ------------------------------------------------------- | -------------- | --------------------------------------------------------- | ------ | ------------------------------------------------------------ |
| 2000年11月29日 | Secret of my heart                                      | CD             | ZAIN-1055                                                 | 2位    | THE BEST OF DETECTIVE CONAN 〜名探偵コナン テーマ曲集〜      |
| 2001年12月19日 | always                                                  | CD             | GZCA-5007～5008                                           | 13位   | GIZA studio Masterpiece BLEND 2001                           |
| 2001年12月19日 | Stand Up                                                | CD             | GZCA-5007～5008                                           | 13位   | GIZA studio Masterpiece BLEND 2001                           |
| 2001年12月19日 | C'mon, C'mon 〜Groove That Soul Mix〜                   | CD             | GZCA-5007～5008                                           | 13位   | GIZA studio Masterpiece BLEND 2001                           |
| 2002年5月29日  | always                                                  | 2CD            | XSCP-1/2                                                  | 1位    | 2002 FIFA World Cup Official Album Songs of KOREA/JAPAN      |
| 2002年12月18日 | Feel fine!                                              | CD             | GZCA-5025～5026                                           | 15位   | GIZA studio Masterpiece BLEND 2002                           |
| 2002年12月18日 | Ride on time                                            | CD             | GZCA-5025～5026                                           | 15位   | GIZA studio Masterpiece BLEND 2002                           |
| 2002年12月18日 | Secret of my heart ～U.S.A. Ver.～                      | CD             | GZCA-5025～5026                                           | 15位   | GIZA studio Masterpiece BLEND 2002                           |
| 2002年12月18日 | Give me one more chance                                 | CD             | GZCA-5025～5026                                           | 15位   | GIZA studio Masterpiece BLEND 2002                           |
| 2002年12月18日 | DON'T WORRY BABY                                        | CD             | GZCA-5025～5026                                           | 15位   | GIZA studio Masterpiece BLEND 2002                           |
| 2002年12月18日 | Feel fine! 〜M-oz club mix〜                            | CD             | GZCA-5025～5026                                           | 15位   | GIZA studio Masterpiece BLEND 2002                           |
| 2003年12月10日 | always                                                  | CD+DVD CD      | JBCJ-9005（初回限定盤） JBCJ-9007（通常盤）               | 3位    | THE BEST OF DETECTIVE CONAN 2 〜名探偵コナン テーマ曲集2〜   |
| 2003年12月10日 | Time after time〜花舞う街で〜                           | CD+DVD CD      | JBCJ-9005（初回限定盤） JBCJ-9007（通常盤）               | 3位    | THE BEST OF DETECTIVE CONAN 2 〜名探偵コナン テーマ曲集2〜   |
| 2003年12月10日 | Winter Bells                                            | CD+DVD CD      | JBCJ-9005（初回限定盤） JBCJ-9007（通常盤）               | 3位    | THE BEST OF DETECTIVE CONAN 2 〜名探偵コナン テーマ曲集2〜   |
| 2003年12月10日 | 風のららら                                              | CD+DVD CD      | JBCJ-9005（初回限定盤） JBCJ-9007（通常盤）               | 3位    | THE BEST OF DETECTIVE CONAN 2 〜名探偵コナン テーマ曲集2〜   |
| 2003年12月10日 | Start in my life                                        | CD+DVD CD      | JBCJ-9005（初回限定盤） JBCJ-9007（通常盤）               | 3位    | THE BEST OF DETECTIVE CONAN 2 〜名探偵コナン テーマ曲集2〜   |
| 2003年12月17日 | Kiss                                                    | CD             | GZCA-5044～5045                                           | 33位   | GIZA studio Masterpiece BLEND 2003                           |
| 2003年12月17日 | If I Believe                                            | CD             | GZCA-5044～5045                                           | 33位   | GIZA studio Masterpiece BLEND 2003                           |
| 2004年9月29日  | Make my day                                             | CD             | GZCA-5053                                                 | 24位   | すぽると！MEMORIAL～Sweat and Tears～                        |
| 2004年9月29日  | Come on! Come on!                                       | CD             | GZCA-5053                                                 | 24位   | すぽると！MEMORIAL～Sweat and Tears～                        |
| 2004年10月27日 | I'll Be There                                           | 2CD            | JBCJ-9009/10                                              | 46位   | It's TV SHOW !! TBSテレビ & フジテレビ 主題歌 & テーマ曲BEST |
| 2006年3月1日   | Time after time ～花舞う街で～                          | 配信           |                                                           |        | For you…～花・卒業ソング～                                   |
| 2006年12月13日 | Time after time ～花舞う街で～                          | CD             | JBCJ-9021                                                 | 29位   | THE BEST OF DETECTIVE CONAN 〜The Movie Themes Collection〜  |
| 2006年12月13日 | always                                                  | CD             | JBCJ-9021                                                 | 29位   | THE BEST OF DETECTIVE CONAN 〜The Movie Themes Collection〜  |
| 2007年3月3日   | Season of love                                          | 配信           |                                                           |        | For you...2 ～卒業・LOVEソング～                             |
| 2007年7月4日   | key to my heart                                         | CD             | AVCD-23301/B                                              | 18位   | The Best of Tales                                            |
| 2008年3月26日  | 夢が咲く春                                              | 配信           |                                                           |        | For you...3 ～春・旅立ち～                                   |
| 2008年8月6日   | Growing of my heart                                     | 2CD            | JBCJ-9030～9031                                           | 5位    | THE BEST OF DETECTIVE CONAN 3 〜名探偵コナン テーマ曲集3〜   |
| 2008年8月6日   | 白い雪                                                  | 2CD            | JBCJ-9030～9031                                           | 5位    | THE BEST OF DETECTIVE CONAN 3 〜名探偵コナン テーマ曲集3〜   |
| 2008年12月14日 | Love, Day After Tomorrow                                | CD             | GZCA-5149                                                 | 119位  | GIZA studio 10th Anniversary Masterpiece BLEND 〜LOVE Side〜 |
| 2008年12月14日 | Feel fine!                                              | CD             | GZCA-5150                                                 | 122位  | GIZA studio 10th Anniversary Masterpiece BLEND 〜FUN Side〜  |
| 2011年12月14日 | PUZZLE                                                  | 2CD+DVD 2CD    | JBCJ-9042/3 （初回限定盤） JBCJ-9044/5 （通常盤）         | 5位    | THE BEST OF DETECTIVE CONAN 4 〜名探偵コナン テーマ曲集4〜   |
| 2011年12月14日 | 一秒ごとに Love for you                                 | 2CD+DVD 2CD    | JBCJ-9042/3 （初回限定盤） JBCJ-9044/5 （通常盤）         | 5位    | THE BEST OF DETECTIVE CONAN 4 〜名探偵コナン テーマ曲集4〜   |
| 2011年12月14日 | Revive                                                  | 2CD+DVD 2CD    | JBCJ-9042/3 （初回限定盤） JBCJ-9044/5 （通常盤）         | 5位    | THE BEST OF DETECTIVE CONAN 4 〜名探偵コナン テーマ曲集4〜   |
| 2011年12月14日 | SUMMER TIME GONE                                        | 2CD+DVD 2CD    | JBCJ-9042/3 （初回限定盤） JBCJ-9044/5 （通常盤）         | 5位    | THE BEST OF DETECTIVE CONAN 4 〜名探偵コナン テーマ曲集4〜   |
| 2011年12月14日 | Tomorrow is the last Time                               | 2CD+DVD 2CD    | JBCJ-9042/3 （初回限定盤） JBCJ-9044/5 （通常盤）         | 5位    | THE BEST OF DETECTIVE CONAN 4 〜名探偵コナン テーマ曲集4〜   |
| 2011年12月21日 | どうして好きなんだろう                                  | CD             | UICZ-8094                                                 | 46位   | アイのうた4                                                  |
| 2014年10月22日 | TRY AGAIN                                               | CD+DVD CD      | JBCJ-9051 （初回限定盤） JBCJ-9052 （通常盤）             | 2位    | THE BEST OF DETECTIVE CONAN 5 〜名探偵コナン テーマ曲集5〜   |
| 2014年10月22日 | 恋に恋して                                              | CD+DVD CD      | JBCJ-9051 （初回限定盤） JBCJ-9052 （通常盤）             | 2位    | THE BEST OF DETECTIVE CONAN 5 〜名探偵コナン テーマ曲集5〜   |
| 2014年10月22日 | Your Best Friend                                        | CD+DVD CD      | JBCJ-9051 （初回限定盤） JBCJ-9052 （通常盤）             | 2位    | THE BEST OF DETECTIVE CONAN 5 〜名探偵コナン テーマ曲集5〜   |
| 2017年3月22日  | always                                                  | 2CD+グッズ 2CD | JBCZ-9045～9046 （初回限定盤） JBCZ-9047～9048 （通常盤） | 2位    | 劇場版 名探偵コナン 主題歌集 〜“20”All Songs〜               |
| 2017年3月22日  | Time after time〜花舞う街で〜                           | 2CD+グッズ 2CD | JBCZ-9045～9046 （初回限定盤） JBCZ-9047～9048 （通常盤） | 2位    | 劇場版 名探偵コナン 主題歌集 〜“20”All Songs〜               |
| 2017年3月22日  | PUZZLE                                                  | 2CD+グッズ 2CD | JBCZ-9045～9046 （初回限定盤） JBCZ-9047～9048 （通常盤） | 2位    | 劇場版 名探偵コナン 主題歌集 〜“20”All Songs〜               |
| 2020年3月25日  | 無敵なハート                                            | 2CD+グッズ 2CD | JBCJ-9064～9065 （初回限定盤） JBCJ-9066～9067 （通常盤） | 6位    | 名探偵コナン テーマ曲集6 ～THE BEST OF DETECTIVE CONAN6～    |
| 2020年3月25日  | DYNAMITE                                                | 2CD+グッズ 2CD | JBCJ-9064～9065 （初回限定盤） JBCJ-9066～9067 （通常盤） | 6位    | 名探偵コナン テーマ曲集6 ～THE BEST OF DETECTIVE CONAN6～    |
| 2020年3月25日  | SAWAGE☆LIFE                                             | 2CD+グッズ 2CD | JBCJ-9064～9065 （初回限定盤） JBCJ-9066～9067 （通常盤） | 6位    | 名探偵コナン テーマ曲集6 ～THE BEST OF DETECTIVE CONAN6～    |
| 2020年3月25日  | YESTERDAY LOVE                                          | 2CD+グッズ 2CD | JBCJ-9064～9065 （初回限定盤） JBCJ-9066～9067 （通常盤） | 6位    | 名探偵コナン テーマ曲集6 ～THE BEST OF DETECTIVE CONAN6～    |
| 2020年3月25日  | 渡月橋 〜君 想ふ〜                                      | 2CD+グッズ 2CD | JBCJ-9064～9065 （初回限定盤） JBCJ-9066～9067 （通常盤） | 6位    | 名探偵コナン テーマ曲集6 ～THE BEST OF DETECTIVE CONAN6～    |
| 2020年3月25日  | きみと恋のままで終われない いつも夢のままじゃいられない | 2CD+グッズ 2CD | JBCJ-9064～9065 （初回限定盤） JBCJ-9066～9067 （通常盤） | 6位    | 名探偵コナン テーマ曲集6 ～THE BEST OF DETECTIVE CONAN6～    |
| 2020年3月25日  | 薔薇色の人生                                            | 2CD+グッズ 2CD | JBCJ-9064～9065 （初回限定盤） JBCJ-9066～9067 （通常盤） | 6位    | 名探偵コナン テーマ曲集6 ～THE BEST OF DETECTIVE CONAN6～    |
| 2020年4月8日   | Stay by my side                                         | CD             | JBCZ-9105                                                 | 5位    | キミが好きだと叫びたい ～Love & Yell～ mixed by DJ和         |

#### DVD
| 発売日        | タイトル                                                      | 規格 | 規格品番  | 最高位 |
| ------------- | ------------------------------------------------------------- | ---- | --------- | ------ |
| 2002年2月14日 | GIZA studio R&B PARTY at "Hillsパン工場"［堀江］vol.1         | DVD  | BMBD-7005 | 3位    |
| 2002年2月14日 | GIZA studio MAI-K&FRIENDS HOTROD BEACH PARTY Vol.1〜2002 夏〜 | DVD  | TBR-8001  | 11位   |

#### リミックス盤
| 発売日         | タイトル                                                        | 規格    | 規格品番 |
| -------------- | --------------------------------------------------------------- | ------- | -------- |
| 2001年3月7日   | Cool City Production Vol. 1 - Party In A House                  | CD      | TCR-007  |
| 2001年8月18日  | Cool City Production vol.2 "Mai-K Re-MIX"                       | DVD     | TBR-8001 |
| 2001年8月18日  | Cool City Production vol.2 "Mai-K Re-MIX"                       | CD      | TPR-008  |
| 2001年         | Cool City Production 1st Vinyl                                  | 12 inch | TJR-009  |
| 2002年4月24日  | Cool City Production vol.3 "Mai-K's club side"                  | CD      | TCR-009  |
| 2002年10月23日 | Cool City Production Vol.4 Mai-K "Feel fine!" Remixes and Movie | CD      | TCR-011  |
| 2002年12月21日 | CCP presents "hillsパン工場café vol.1"                          | CD      | TCR-012  |
| 2004年4月14日  | CCP presents "hillsパン工場café vol.2"                          | CD      | TCR-019  |

### 楽曲提供作品
| 発売日        | アーティスト | タイトル         | 規格 | クレジット |
| ------------- | ------------ | ---------------- | ---- | ---------- |
| 2020年10月4日 | all at once  | JUST BELIEVE YOU | 配信 | 作詞       |

## 出演

### テレビアニメ
- 名探偵コナン 紅の修学旅行（2019年1月5日・12日、読売テレビ） - 本人 役[59]

### CM
本人出演のみ
- 日本コカ・コーラ 「爽健美茶」（2001年）
- 資生堂「SEA BREEZE」（2002年 - 2003年）
- ドワンゴ「着うた・着うたフル」（2005年）
- BEING GIZA STUDIO「着うた・着うたフル」（2009年）
- コーセー「エスプリーク・プレシャス」イメージキャラクター（2009年 - 2011年）
- NGWジャパン「アイスフィールド」イメージキャラクター（2012年）
- JR西日本『山陽新幹線全線開業40周年記念、関西ブランディングプロモーション「あしたセレンディピティ」 』（2015年）
- ユーキャン　月刊『スピーク・マスター』イメージキャラクター（2016年 - 2017年）
- 市政CM京都市『きょうを、素晴らしく』イメージキャラクター（2018年 - ）
- サマンサタバサジャパンリミテッド『サマンサタバサ ONE -we are one-』（2019年）
- 株式会社新昭和 クレバリーホーム『家は、家族と生きていく。』篇、『壁で、家は進化する。』篇、『家は、美しさ。』篇 イメージキャラクター（2019年 - ）
- 株式会社新昭和ウィザースガーデン『家族の記憶 』妻篇、『家族の記憶』夫篇（2023年 - ）

### テレビ
- Mai-K Tv（2000年 - 2002年、SKY perfecTV!） - パーソナリティー
- ノンフィクションW　倉木麻衣　初めてのドキュメンタリー　～届け！chance for you（2019年12月8日、WOWOW） - ドキュメンタリー

### インターネット連続ドラマ
- FHIT MUSIC♪ 〜倉木麻衣〜　（2019年3月8日〜全3話、dTV） - 本人役（主題歌も担当）

### プロモーションムービー
- 立命館宇治中学校・高等学校「chance for you」（2014年）
- パルコ「Love, Day After Tomorrow」（2018年 - 2019年）
- 立命館大学「校友会設立100周年応援隊」、「卒業生へ」（2019年 - 2020年）

### その他
- Wish me mellのChance for you（2019年9月 - 2024年10月、サンリオピューロランド）- マイマイ（キャラクターモデル、キャラクターボイス担当）[60][61]

### NHK紅白歌合戦出場歴
| 年度                                  | 放送回 | 回 | 曲目                     | 出演順 | 対戦相手       |
| ------------------------------------- | ------ | -- | ------------------------ | ------ | -------------- |
| 2003年                                | 第54回 | 初 | Stay by my side          | 26/30  | 長渕剛         |
| 2004年                                | 第55回 | 2  | 明日へ架ける橋           | 24/28  | 森進一         |
| 2005年                                | 第56回 | 3  | Love, Day After Tomorrow | 09/29  | 美川憲一       |
| 2017年                                | 第68回 | 4  | 渡月橋 〜君 想ふ〜       | 08/23  | SEKAI NO OWARI |
| * 出演順は「出演順/出場者数」を表す。 |        |    |                          |        |                |

## 書籍
1. 『myself music』 - ISBN 4-19-861613-2（徳間書店、2002年12月15日）

### 関連書籍
1. 『delicious way』 - オフィシャルピアノ&ボーカルスコア、ISBN 4-916019-18-0（ジェイロックマガジン社、2000年6月28日）
2. 『and others』- 森美保写真集、ISBN 4-916019-19-9（ジェイロックマガジン社、2000年6月）
3. 『inside works』- 小島巌作品集、ISBN 4-916019-20-2（ジェイロックマガジン社、2000年6月)
4. 『Perfect Crime』 - オフィシャルピアノ&ボーカルスコア、ISBN 4-916019-27-X（ジェイロックマガジン社、2001年7月4日）
5. 『Innocent live』- 1stライブツアーのドキュメンタリーブック、ISBN 4-916019-28-8（ジェイロックマガジン社、2001年10月)
6. 『HOTROD BEACH PARTY 〜Book Edition 2002〜』- HOTROD BEACH PARTYのドキュメンタリーブック、ISBN 4-916019-33-4（ジェイロックマガジン社、2002年10月）
7. 『Mai Kuraki Treasure Book ～倉木麻衣トレジャーブック～』- J-Pop女性アーティスト初となるトレジャーブック、ISBN 4-908580-07-3（CSI株式会社、2020年4月）

## タイアップ一覧
| 起用年 | 曲名                                                    | タイアップ先 |
| ------ | ------------------------------------------------------- | --- |
| 2000年 | Secret of my heart                                      | 読売テレビ系アニメ『名探偵コナン』エンディングテーマ （2019年）dTV配信ドラマ『FHIT MUSIC♪ ～倉木麻衣～』主題歌 |
| 2000年 | NEVER GONNA GIVE YOU UP                                 | 『MFTV』（現:『The Music 272』）テーマソング |
| 2000年 | Reach for the sky                                       | NHK朝の連続テレビ小説『オードリー』テーマソング |
| 2001年 | Start in my life                                        | 読売テレビ系アニメ『名探偵コナン』エンディングテーマ |
| 2001年 | Stand Up                                                | コカ・コーラ『爽健美茶 Natural Breeze 2001 happy life』CMソング |
| 2001年 | always                                                  | 読売テレビ系アニメ『名探偵コナン』エンディングテーマ 映画『名探偵コナン 天国へのカウントダウン』主題歌 |
| 2001年 | Come on! Come on!                                       | ライブドアポッドキャスト『BEING GIZA STUDIO PODCASTING』オープニングテーマ フジテレビ系『感動ファクトリー・すぽると!』イメージソング 東京ニュース通信社『TOKYO BROS.』CMソング                                     |
| 2001年 | I'll Be There                                           | フジテレビ系「めざまし天気」テーマ曲 |
| 2001年 | Can't forget your love                                  | テレビ朝日系ドラマ『生きるための情熱としての殺人』挿入歌 |
| 2001年 | PERFECT CRIME -Single Edit-                             | テレビ朝日系ドラマ『生きるための情熱としての殺人』テーマソング |
| 2002年 | Winter Bells                                            | 読売テレビ系アニメ『名探偵コナン』オープニングテーマ 小学館少年サンデー全員応募サービスOVA『名探偵コナン 16人の容疑者』エンディングテーマ                                                                          |
| 2002年 | Feel fine!                                              | 資生堂『SEA BREEZE』CMソング |
| 2002年 | Like a star in the night                                | テレビ朝日系『ダーク・エンジェル』テーマソング |
| 2002年 | Ride on time                                            | 2002年度『全日本大学女子駅伝対校選手権大会』（ABC制作・テレビ朝日系列）・テーマソング |
| 2002年 | key to my heart                                         | ナムコ 『テイルズ オブ デスティニー2』テーマソング |
| 2002年 | Make my day                                             | フジテレビ系『感動ファクトリー・すぽると!』イメージソング |
| 2003年 | Time after time〜花舞う街で〜                           | 映画『名探偵コナン 迷宮の十字路』主題歌 |
| 2003年 | Kiss                                                    | 資生堂『SEA BREEZE』CMソング |
| 2003年 | 風のららら                                              | 読売テレビ系アニメ『名探偵コナン』オープニングテーマ |
| 2003年 | If I Believe                                            | 資生堂『SEA BREEZE』CMソング |
| 2004年 | 明日へ架ける橋                                          | NHK夜の連続ドラマ『ドリーム〜90日で1億円〜』・『もっと恋セヨ乙女』・『火消し屋小町』主題歌 |
| 2004年 | Lover Boy                                               | 関西テレビ『プロ野球中継2004』テーマソング |
| 2005年 | Love,needing                                            | 千葉テレビ放送『MU-GEN〜Music Generation〜』2005年2月度オープニングテーマ |
| 2005年 | ダンシング                                              | Jリーグ徳島ヴォルティス公式テーマ曲 dwango『いろメロ呼び出し中の音』CMソング |
| 2005年 | You look at me〜one                                     | 日本テレビ系『スポーツうるぐす』テーマソング |
| 2005年 | P. S♡MY SUNSHINE                                        | フジテレビ系『めざましどようび』テーマソング dwangoCMソング 千葉テレビ放送『MU-GEN〜Music Generation〜』2005年6月度オープニングテーマ                                                                              |
| 2005年 | Growing of my heart                                     | 読売テレビ系アニメ『名探偵コナン』オープニングテーマ 千葉テレビ放送『MU-GEN〜Music Generation〜』2005年11月度オープニングテーマ                                                                                    |
| 2006年 | ベスト オブ ヒーロー                                    | TBS系ドラマ『ガチバカ!』主題歌 『dwango. jp』TVCMタイアップソング 千葉テレビ放送『MU-GEN〜Music Generation〜』2006年2月度オープニングテーマ                                                                        |
| 2006年 | Diamond Wave                                            | 日本テレビ系『スポーツうるぐす』テーマソング 千葉テレビ放送『MU-GEN〜Music Generation〜』2006年6月度オープニングテーマ                                                                                             |
| 2006年 | State of mind                                           | テレビ東京系『JAPAN COUNTDOWN』オープニングテーマ |
| 2006年 | 白い雪                                                  | 読売テレビ系アニメ『名探偵コナン』エンディングテーマ 千葉テレビ放送『MU-GEN〜Music Generation〜』2006年12月度オープニングテーマ                                                                                    |
| 2007年 | Season of love                                          | テレビ朝日系木曜ミステリー『新・京都迷宮案内』主題歌 千葉テレビ放送『MU-GEN〜Music Generation〜』2007年2月度オープニングテーマ                                                                                     |
| 2007年 | Born to be Free                                         | 『A3チャンピオンズカップ2007』テーマソング |
| 2007年 | Silent love〜open my heart〜                            | PC向けオンラインRPG『リネージュII』イメージソング 千葉テレビ放送『MU-GEN〜Music Generation〜』2007年11月度オープニングテーマ                                                                                       |
| 2008年 | One Life                                                | 千葉テレビ放送『MU-GEN〜Music Generation〜』2008年1月度オープニングテーマ |
| 2008年 | TOP OF THE WORLD                                        | ライオン『香りつづくトップ』CMイメージソング |
| 2008年 | 夢が咲く春                                              | 日本テレビ『THE 4400 SEASON1 未知からの生還者』テーマソング 千葉テレビ放送『MU-GEN〜Music Generation〜』2008年3月度オープニングテーマ                                                                              |
| 2008年 | You and Music and Dream                                 | TBS系テレビ全国ネット キヤノンスペシャル『地球創世ミステリー マザー・ プラネット 奇跡の島・ガラパゴス“命”の遺産』イメージソング                                                                                    |
| 2008年 | Hello !                                                 | BS hi／BS2『ダーウィンの動物大図鑑 はろ〜!あにまる』テーマソング |
| 2008年 | 一秒ごとに Love for you                                 | 読売テレビ系アニメ『名探偵コナン』オープニングテーマ 千葉テレビ放送『MU-GEN〜Music Generation〜』2008年7月度オープニングテーマ                                                                                     |
| 2008年 | 24 Xmas time                                            | TBS系テレビ『恋するハニカミ!』テーマソング music.jpCMソング 『台場メモリアルツリー』イメージソング |
| 2009年 | touch Me!                                               | BEING GIZA STUDIO TV-CMソング 千葉テレビ放送『MU-GEN〜Music Generation〜』2009年1月度オープニングテーマ |
| 2009年 | 会いたくて...                                           | 映画『大阪ハムレット』主題歌 |
| 2009年 | I can't believe you !!                                  | テレビ朝日系全国ネット『ビートたけしのTVタックル』エンディングテーマ |
| 2009年 | PUZZLE                                                  | 映画『名探偵コナン 漆黒の追跡者』主題歌 千葉テレビ系『MUSIC FOCUS』2009年4月度エンディングテーマ |
| 2009年 | Revive                                                  | 読売テレビ系アニメ『名探偵コナン』オープニングテーマ 千葉テレビ放送『MU-GEN〜Music Generation〜』2009年3月度オープニングテーマ                                                                                     |
| 2009年 | Beautiful                                               | 日本テレビ系『スッキリ!!』6月度テーマソング KOSE COSMEPORT『サロンスタイル』CMソング 千葉テレビ系『MUSIC FOCUS』6月度エンディングテーマ                                                                            |
| 2009年 | わたしの、しらない、わたし。                            | KOSE『エスプリーク・プレシャス』CMソング 日本テレビ系『スッキリ!!』9月度テーマソング 千葉テレビ系『MUSIC FOCUS』2009年9月度エンディングテーマ                                                                      |
| 2010年 | 永遠より ながく                                         | KOSE『エスプリーク・プレシャス』CMソング 千葉テレビ系『MUSIC FOCUS』2010年3月度前半エンディングテーマ |
| 2010年 | Drive me crazy                                          | 日本テレビ系『HEROES シーズン3』テーマソング 千葉テレビ系『MUSIC FOCUS』3月度後半エンディングテーマ |
| 2010年 | I can do it now                                         | NHK『リトル・チャロ2』主題歌 |
| 2010年 | chance for you 〜cinema ver.〜                          | 映画『ソフトボーイ』主題歌 CG-38『USEN MUSIC FILE J-POP SIDE』エンディング曲 テレビ金沢『となりのテレ金ちゃん』6月度エンディングテーマ                                                                             |
| 2010年 | SUMMER TIME GONE                                        | KOSE『エスプリーク・プレシャス』CMソング 読売テレビ・日本テレビ系アニメ『名探偵コナン』オープニングテーマ 千葉テレビ系『MUSIC FOCUS』2010年8月度エンディングテーマ                                                 |
| 2010年 | Tomorrow is the last Time                               | 読売テレビ系アニメ『名探偵コナン』エンディングテーマ |
| 2010年 | anywhere                                                | 『航空100年』イメージソング |
| 2010年 | FUTURE KISS                                             | テレビ金沢『となりのテレ金ちゃん』エンディング・テーマ 千葉テレビ系『MUSIC FOCUS』2010年11月度後半エンディングテーマ                                                                                               |
| 2010年 | boyfriend                                               | KOSE『エスプリーク・プレシャス』CMソング |
| 2011年 | 1000万回のキス                                          | KOSE『エスプリーク・プレシャス』CMソング 千葉テレビ系『MUSIC FOCUS』2011年3月度後半エンディングテーマ |
| 2011年 | もう一度                                                | 東海テレビ・フジテレビ系ドラマ『霧に棲む悪魔』主題歌 テレビ金沢『となりのテレ金ちゃん』エンディング・テーマ テレビ金沢『花のテレ金ちゃん』エンディング・テーマ                                                     |
| 2011年 | Your Best Friend                                        | 読売テレビ系アニメ『名探偵コナン』エンディングテーマ テレビ金沢『となりのテレ金ちゃん』エンディングテーマ |
| 2011年 | step by step                                            | 合歓の郷 Hotel&Resort CMソング |
| 2011年 | Strong Heart                                            | 関西テレビ・フジテレビ系ドラマ『HUNTER〜その女たち、賞金稼ぎ〜』主題歌 千葉テレビ系『MUSIC FOCUS』2011年11月度エンディングテーマ                                                                                   |
| 2011年 | Stay the same                                           | サンリオ「Wish me mell」タイアップソング |
| 2012年 | Sun will shine on u                                     | テレビ金沢『となりのテレ金ちゃん』2012年1月度エンディングテーマ |
| 2012年 | Brave your heart                                        | 日中友好40周年記念映画『明日に架ける愛』主題歌 |
| 2012年 | ラララ＊ラ                                              | とおとうみ浜松オープン2012 大会オフィシャルソング |
| 2012年 | 儚さ                                                    | 映画『画皮 あやかしの恋』日本語主題歌 BSジャパン『画皮 千年の恋』主題歌 千葉テレビ『MUSIC LAUNCHER』エンディングテーマ                                                                                             |
| 2012年 | Special morning day to you                              | 「ICEFIELD」 TVCMタイアップソング |
| 2012年 | 恋に恋して                                              | 読売テレビ系アニメ『名探偵コナン』エンディングテーマ 千葉テレビ『MUSIC LAUNCHER』2012年8月度オープニングテーマ |
| 2013年 | TRY AGAIN                                               | 読売テレビ系アニメ『名探偵コナン』オープニングテーマ 千葉テレビ『MUSIC LAUNCHER』2013年2月度エンディングテーマ |
| 2013年 | Stay by my side                                         | 千葉テレビ『MUSIC LAUNCHER』2013年7月度オープニングテーマ |
| 2014年 | Wake me up                                              | 映画『魔女の宅急便』主題歌 |
| 2014年 | You can                                                 | 2014ユーキャン「美しい二人」篇 CMソング フェスタリア「Wish upon a star」CMソング |
| 2014年 | always giving my heart                                  | アニメ『猫のダヤン』主題歌 |
| 2014年 | 無敵なハート                                            | 『神戸コレクション2014 AUTUMN / WINTER』テーマ曲 読売テレビ系アニメ『名探偵コナン』エンディングテーマ |
| 2014年 | STAND BY YOU                                            | BS日テレ『倉木麻衣 カンボジアの詩〜それが夢のはじまりになる』テーマ曲 アニメ『猫のダヤン』主題歌 テレビ金沢『となりのテレ金ちゃん』エンディングテーマ                                                              |
| 2014年 | DYNAMITE                                                | 読売テレビ系アニメ『名探偵コナン』オープニングテーマ 『名探偵コナン 江戸川コナン失踪事件 〜史上最悪の2日間〜』主題歌 テレビ金沢『となりのテレ金ちゃん』エンディングテーマ                                          |
| 2015年 | Serendipity                                             | JR西日本「あしたセレンディピティ」CMソング |
| 2016年 | OPEN L♡VE                                               | ユーキャン「スピードマスター」CMソング |
| 2016年 | SAWAGE☆LIFE                                             | 読売テレビ系アニメ『名探偵コナン』エンディングテーマ |
| 2017年 | YESTERDAY LOVE                                          | 読売テレビ系アニメ『名探偵コナン』エンディングテーマ |
| 2017年 | きみへのうた                                            | JICA「青年海外協力隊」CMソング |
| 2017年 | MY VICTORY                                              | 日本ユニシス「実業団バドミントン部」応援ソング |
| 2017年 | 渡月橋 〜君 想ふ〜                                      | 映画『名探偵コナン から紅の恋歌』主題歌 読売テレビ系アニメ『名探偵コナン』エンディングテーマ （2019年）dTV配信ドラマ『FHIT MUSIC♪ ～倉木麻衣～』主題歌                                                             |
| 2018年 | Light Up My Life                                        | シミュレーションRPG「戦場のヴァルキュリア」主題歌 |
| 2018年 | WE ARE HAPPY WOMEN                                      | "HAPPY WOMAN"テーマソング |
| 2018年 | Do it!                                                  | 名古屋ウィメンズマラソン 2018テーマソング |
| 2018年 | 今宵は夢を見させて                                      | NHK総合テレビアニメ『つくもがみ貸します』エンディングテーマ |
| 2018年 | Be Proud ～we make new history～                        | 日本ユニシス創立60周年記念ソング |
| 2018年 | 花言葉                                                  | 三菱録画テレビ REAL 4K イメージソング 京都市政CM『きょうを、素晴らしく、京都市』CMイメージソング 日本テレビ系『バズリズム02』2018年9月オープニングテーマ KBS京都『京都浪漫・悠久の物語』エンディングテーマ(2019年) |
| 2018年 | Love, Day After Tomorrow                                | PARCO×仓木麻衣 タイアップキャンペーンソング |
| 2019年 | きみと恋のままで終われない いつも夢のままじゃいられない | 読売テレビ系アニメ『名探偵コナン2週連続1時間スペシャル 紅の修学旅行（鮮紅編・恋紅編）』主題歌 dTV配信ドラマ『FHIT MUSIC♪ ～倉木麻衣～』主題歌                                                                      |
| 2019年 | 薔薇色の人生                                            | 読売テレビ系アニメ『名探偵コナン2週連続1時間スペシャル 紅の修学旅行（鮮紅編・恋紅編）』オープニングテーマ dTV配信ドラマ『FHIT MUSIC♪ ～倉木麻衣～』主題歌                                                          |
| 2019年 | Love, Day After Tomorrow                                | dTV配信ドラマ『FHIT MUSIC♪ ～倉木麻衣～』主題歌 |
| 2019年 | 幸せの扉                                                | クレバリーホーム『家は、家族と生きていく。』CMイメージソング |
| 2019年 | chance for you                                          | サンリオピューロランド『Wish me mellのChance for you』使用楽曲 |
| 2019年 | chance for you 〜20th anniversary ver.〜                | 日本テレビ『ぶらり途中下車の旅』テーマソング |
| 2020年 | Brand New Day 〜New Edition 2020〜                      | 日本テレビ『ぶらり途中下車の旅』テーマソング |
| 2021年 | ZEROからハジメテ                                        | 読売テレビ系アニメ『名探偵コナン』オープニングテーマ |
| 2021年 | Can you feel my heart                                   | テレビ東京系ドラマ『ラブコメの掟〜こじらせ女子と年下男子〜』主題歌 |
| 2021年 | Wで包むよ                                               | クレバリーホーム『壁で、家は進化する。』CMイメージソング |
| 2021年 | TOMORROW                                                | 映画『劇場版オトッペ パパ・ドント・クライ』エンディングテーマ |
| 2021年 | ひとりじゃない                                          | サンリオ「Wish me mell×倉木麻衣」10th Anniversary Song |
| 2021年 | ベロニカ                                                | 読売テレビ系アニメ『名探偵コナン』エンディングテーマ |
| 2021年 | ONE LOVE                                                | 朝日放送テレビ（ABCテレビ）ドラマ+枠『ムショぼけ』主題歌 |
| 2021年 | Proof of being alive                                    | スマートフォンゲーム「アークナイツ」イメージソング |
| 2021年 | Sea wind                                                | ハワイ州観光局「マラマハワイ〜この星のための合言葉〜」キャンペーンソング |
| 2022年 | Secret, voice of my heart                               | 読売テレビ系アニメ『名探偵コナン 犯人の犯沢さん』エンディングテーマ |
| 2022年 | Sea wind                                                | TBS系『マラマ～新しいハワイ旅～』テーマソング |
| 2023年 | Unraveling Love 〜少しの勇気〜                          | 読売テレビ系アニメ『名探偵コナン』オープニングテーマ |
| 2023年 | You & I                                                 | 読売テレビ系アニメ『名探偵コナン』エンディングテーマ |
| 2024年 | FOREVER HOME                                            | 新昭和「ウィザースガーデン」CMソング |
| 2024年 | Unraveling Love 〜少しの勇気〜                          | 読売テレビ『すもももももも！ピーチCAFÉ』1月度エンディングテーマ |
| 2024年 | Thank you for every breath                              | 『脱炭素エキデン365 プロジェクト』テーマソング |

## テレビ歌唱一覧
| 放送日         | 番組名                                                              | 曲名 |
| -------------- | ------------------------------------------------------------------- | --- |
| 2003年12月31日 | 『第54回NHK紅白歌合戦』                                             | Stay by my side（1回目） |
| 2004年12月31日 | 『第55回NHK紅白歌合戦』                                             | 明日へ架ける橋 ～ballad ver.～（1回目） |
| 2005年12月31日 | 『第56回NHK紅白歌合戦』                                             | Love, Day After Tomorrow（1回目） |
| 2009年2月13日  | 『ミュージックステーション』                                        | touch Me!（1回目） |
| 2009年6月12日  | 『ミュージックステーション』                                        | Beautiful（1回目・2回目・3回目・4回目） |
| 2009年6月12日  | 『音楽戦士 MUSIC FIGHTER』                                          | Beautiful（1回目・2回目・3回目・4回目） |
| 2009年6月14日  | 『MUSIC JAPAN』                                                     | Beautiful（1回目・2回目・3回目・4回目） |
| 2009年6月20日  | 『COUNT DOWN TV』                                                   | Beautiful（1回目・2回目・3回目・4回目） |
| 2009年9月4日   | 『ミュージックステーション』                                        | Love, Day After Tomorrow（2回目・3回目） わたしの、しらない、わたし。（1回目・2回目）                                                                              |
| 2009年9月7日   | 『月光音楽団』                                                      | Love, Day After Tomorrow（2回目・3回目） わたしの、しらない、わたし。（1回目・2回目）                                                                              |
| 2009年9月11日  | 『僕らの音楽 Our Music』                                            | Love, Day After Tomorrow（4回目） わたしの、しらない、わたし。（3回目） ルビーの指環（1回目）                                                                      |
| 2009年9月11日  | 『音楽戦士 MUSIC FIGHTER』                                          | わたしの、しらない、わたし。（4回目） |
| 2009年9月12日  | 『MUSIC FAIR 21』                                                   | Secret of my heart（1回目） わたしの、しらない、わたし。（5回目）                                                                                                  |
| 2009年9月13日  | 『MUSIC JAPAN』                                                     | わたしの、しらない、わたし。（6回目） |
| 2009年9月20日  | 『新堂本兄弟』                                                      | Love, Day After Tomorrow（5回目） |
| 2009年10月11日 | 『Music Lovers』                                                    | Love, Day After Tomorrow（6回目） Secret of my heart（2回目） Stay by my side（2回目） Feel fine!（1回目） わたしの、しらない、わたし。（7回目） Stand Up（1回目） |
| 2010年3月5日   | 『ミュージックステーション』                                        | 永遠より ながく（1回目・2回目） |
| 2010年3月5日   | 『音楽戦士 MUSIC FIGHTER』                                          | 永遠より ながく（1回目・2回目） |
| 2010年3月6日   | 『MUSIC FAIR 21』                                                   | 永遠より ながく（3回目） I Want You Back（1回目） I'll Be There（1回目）                                                                                           |
| 2010年3月6日   | 『COUNT DOWN TV』                                                   | 永遠より ながく（4回目・5回目） |
| 2010年3月7日   | 『MUSIC JAPAN』                                                     | 永遠より ながく（4回目・5回目） |
| 2010年3月20日  | 『MUSIC FAIR 21』                                                   | Love, Day After Tomorrow（7回目） |
| 2010年9月3日   | 『ミュージックステーション』                                        | SUMMER TIME GONE（1回目・2回目・3回目・4回目） |
| 2010年9月3日   | 『ハッピーMusic』                                                   | SUMMER TIME GONE（1回目・2回目・3回目・4回目） |
| 2010年9月4日   | 『COUNT DOWN TV』                                                   | SUMMER TIME GONE（1回目・2回目・3回目・4回目） |
| 2010年9月5日   | 『MUSIC JAPAN』                                                     | SUMMER TIME GONE（1回目・2回目・3回目・4回目） |
| 2010年10月30日 | 『MUSIC FAIR 21』                                                   | 言えないよ（1回目） FUTURE KISS（1回目） |
| 2010年11月7日  | 『新堂本兄弟』                                                      | Secret of my heart（3回目） FUTURE KISS（2回目） |
| 2010年11月15日 | 『SMAP×SMAP』                                                       | Love, Day After Tomorrow（8回目） Secret of my heart（4回目） わたしの、しらない、わたし。（8回目） Stay by my side（3回目） FUTURE KISS（3回目）                  |
| 2010年11月19日 | 『僕らの音楽 Our Music』                                            | また君に恋してる（1回目） FUTURE KISS（4回目） |
| 2010年11月28日 | 『MUSIC JAPAN』                                                     | Tomorrow is the last Time（1回目） |
| 2010年12月4日  | 『2010 FNS歌謡祭』                                                  | Love, Day After Tomorrow（9回目） FUTURE KISS（5回目） シーズン・イン・ザ・サン（1回目） また君に恋してる（2回目）                                                 |
| 2010年12月12日 | 『Music Lovers』                                                    | Love, Day After Tomorrow（10回目） Secret of my heart（5回目） Last Christmas（1回目）                                                                             |
| 2011年3月27日  | 『FNS音楽特別番組 上を向いて歩こう 〜うたでひとつになろう日本〜』   | Stay by my side（4回目） |
| 2011年5月27日  | 『ミュージックステーション』                                        | どうして好きなんだろう（1回目） |
| 2011年5月27日  | 『ハッピーMusic』                                                   | もう一度 |
| 2011年5月28日  | 『COUNT DOWN TV』                                                   | もう一度 |
| [011年5月29日  | 『MUSIC JAPAN』                                                     | もう一度 |
| 2011年6月4日   | 『MUSIC FAIR 21』                                                   | もう一度 |
| 2011年6月11日  | 『MUSIC FAIR 21』                                                   | ラ・ヴィアンローズ |
| 2011年7月16日  | 『音楽の日』                                                        | Feel fine! もう一度 |
| 2011年10月16日 | 『Panasonic 3D Music Studio』                                       | Love, Day After Tomorrow Your Best Friend always |
| 2011年10月23日 | 『Panasonic 3D Music Studio』                                       | Stand Up Secret of my heart あなたがいるから |
| 2011年11月18日 | 『僕らの音楽 Our Music』                                            | 君がいるだけで Strong Heart |
| 2011年11月19日 | 『MUSIC FAIR 21』                                                   | Strong Heart |
| 2011年11月25日 | 『ハッピーMusic』                                                   | Strong Heart |
| 2011年12月7日  | 『2011 FNS歌謡祭』                                                  | 君って Strong Heart メリクリ |
| 2011年12月23日 | 『ミュージックステーション ～スーパーライブ2011～』                 | Your Best Friend |
| 2012年1月1日   | 『Panasonic 3D Music Studio』                                       | Time after time ～花舞う街で～ |
| 2012年1月16日  | 『カミスン!』                                                       | Strong Heart |
| 2012年1月22日  | 『Music Lovers』                                                    | Stand Up Feel fine! Love, Day After Tomorrow Secret of my heart Your Best Friend Strong Heart Sun will shine on u                                                  |
| 2012年7月14日  | 『COUNT DOWN TVスペシャル!夏フェス2012 』                           | Love, Day After Tomorrow Special morning day to you |
| 2012年8月8日   | 『2012 FNSうたの夏まつり』                                          | TRUE COLORS Love, Day After Tomorrow |
| 2012年8月17日  | 『ミュージックステーション』                                        | Special morning day to you |
| 2012年8月17日  | 『ハッピーMusic』                                                   | 恋に恋して |
| 2012年8月18日  | 『MUSIC FAIR 21』                                                   | 恋に恋して |
| 2012年8月18日  | 『COUNT DOWN TV』                                                   | Special morning day to you |
| 2012年12月5日  | 『2012 FNS歌謡祭』                                                  | ビリーヴ 君がいるだけで Happy Xmas (War Is Over) |
| 2012年12月21日 | 『僕らの音楽 Our Music』                                            | Secret of my heart Stay by my side 儚さ |
| 2014年7月12日  | 『THE MUSIC DAY 音楽のちから～日本人に力をくれる名曲～』            | Secret of my heart STAND BY YOU |
| 2014年8月22日  | 『ミュージックドラゴン』                                            | 無敵なハート |
| 2014年8月29日  | 『ミュージックステーション』                                        | STAND BY YOU |
| 2014年8月31日  | 『MUSIC JAPAN』                                                     | 無敵なハート |
| 2014年11月3日  | 『SMAP×SMAP』                                                       | Love, Day After Tomorrow Secret of my heart Stand Up Feel fine! |
| 2014年11月15日 | 『MUSIC FAIR 21』                                                   | 私たち Stay by my side 無敵なハート |
| 2014年11月16日 | 『MUSIC JAPAN』                                                     | |
| 2014年11月21日 | 『ミュージックドラゴン』                                            | Love, Day After Tomorrow |
| 2014年11月23日 | 『LIVE MONSTER』                                                    | Love, Day After Tomorrow Secret of my heart 無敵なハート |
| 2014年12月3日  | 『2014 FNS歌謡祭』                                                  | ジングルベル 無敵なハート |
| 2014年12月26日 | 『ミュージックステーション』                                        | Secret of my heart |
| 2015年2月14日  | 『あたしの音楽』                                                    | Tonight, I feel close to you |
| 2017年1月13日  | 『バズリズム』                                                      | YESTERDAY LOVE |
| 2017年1月14日  | 『MUSIC FAIR』                                                      | Love, Day After Tomorrow YESTERDAY LOVE |
| 2017年1月27日  | 『ミュージックステーション』                                        | YESTERDAY LOVE |
| 2017年1月31日  | 『うたコン』                                                        | YESTERDAY LOVE |
| 2017年4月14日  | 『ミュージックステーション』                                        | 渡月橋 〜君 想ふ〜 |
| 2017年5月12日  | 『ミュージックステーション』                                        | 渡月橋 〜君 想ふ〜 |
| 2017年6月28日  | 『テレ東音楽祭2017! 思わず歌いたくなるヒットソング100連発!』        | 渡月橋 〜君 想ふ〜 |
| 2017年7月1日   | 『THE MUSIC DAY 願いが叶う夏 Part 1』                               | 渡月橋 〜君 想ふ〜 |
| 2017年10月25日 | 『CDTVスペシャル!ハロウィン音楽祭2017』                             | 渡月橋 〜君 想ふ〜 |
| 2017年11月7日  | 『うたコン』                                                        | Secret of my heart 渡月橋 〜君 想ふ〜 |
| 2017年11月28日 | 『日テレ系音楽の祭典 ベストアーティスト2017』                       | 渡月橋 〜君 想ふ〜 |
| 2017年12月6日  | 『2017 FNS歌謡祭』                                                  | 渡月橋 〜君 想ふ〜 |
| 2017年12月7日  | 『SONGS』                                                           | 渡月橋 〜君 想ふ〜 Love, Day After Tomorrow Secret of my heart |
| 2017年12月22日 | 『ミュージックステーション』                                        | 渡月橋 〜君 想ふ〜 |
| 2017年12月31日 | 『第68回NHK紅白歌合戦』                                             | 渡月橋 〜君 想ふ〜 |
| 2018年9月17日  | 『MUSIC STATION ウルトラFES 2018』                                  | 渡月橋 〜君 想ふ〜 Love, Day After Tomorrow |
| 2018年10月26日 | 『バズリズム02』                                                    | Secret of my heart Winter Bells Time after time ～花舞う街で～ 花言葉                                                                                              |
| 2019年2月1日   | 『ミュージックステーション』                                        | 負けないで |
| 2019年3月18日  | 『プレミアMelodiX!』                                                | きみと恋のままで終われない いつも夢のままじゃいられない |
| 2019年3月19日  | 『うたコン』                                                        | Love, Day After Tomorrow きみと恋のままで終われない いつも夢のままじゃいられない                                                                                   |
| 2019年3月23日  | 『MUSIC FAIR』                                                      | Secret of my heart プラネタリウム きみと恋のままで終われない いつも夢のままじゃいられない                                                                          |
| 2019年3月23日  | 『COUNT DOWN TV』                                                   | Secret of my heart |
| 2019年3月29日  | 『ミュージックステーション』                                        | きみと恋のままで終われない いつも夢のままじゃいられない |
| 2019年3月29日  | バズリズム02』                                                      | きみと恋のままで終われない いつも夢のままじゃいられない |
| 2019年3月30日  | 『COUNT DOWN TV』                                                   | きみと恋のままで終われない いつも夢のままじゃいられない |
| 2019年6月26日  | 『テレ東音楽祭2019！思わず歌いたくなる！最強ヒットソング100連発！』 | Love, Day After Tomorrow Stay by my side Secret of my heart |
| 2019年7月6日   | 『THE MUSIC DAY 2019 ～時代～』                                     | 渡月橋 〜君 想ふ〜 Secret of my heart SUMMER TIME GONE Winter Bells 渡月橋 〜君 想ふ〜                                                                             |
| 2019年7月13日  | 『音楽の日 日本中の頑張る「汗」への応援歌をお届けします！』         | Feel fine! 薔薇色の人生 |
| 2019年7月24日  | 『2019 FNSうたの夏まつり』                                          | Feel fine! |
| 2019年8月27日  | 『うたコン』                                                        | 薔薇色の人生 |
| 2019年11月27日 | 『日テレ系音楽の祭典 ベストアーティスト 2019』                      | 負けないで |
| 2019年12月23日 | 『CDTVスペシャル!クリスマス音楽祭2019』                             | Winter Bells |
| 2019年12月27日 | 『MUSIC STATION ウルトラSUPERLIVE 2019』                            | 薔薇色の人生 Love, Day After Tomorrow |
| 2019年12月28日 | 『MelodiX！スペシャル2019』                                         | Stay by my side Winter Bells |
| 2020年7月18日  | 『音楽の日 2020』                                                   | Feel fine! |
| 2021年3月24日  | 『Premium Music』                                                   | 渡月橋 〜君 想ふ〜 Secret of my heart |
| 2021年5月21日  | 『バズリズム02』                                                    | ZEROからハジメテ |
| 2021年7月3日   | 『THE MUSIC DAY』                                                   | Secret of my heart |
| 2021年11月29日 | 『CDTVライブ!ライブ!』                                              | ベロニカ |
| 2023年7月15日  | 『音楽の日2023』                                                    | always |
| 2023年11月16日 | 『ベストヒット歌謡祭 2023』                                         | Secret of my heart 渡月橋 〜君 想ふ〜 |
| 2024年6月8日   | 『MUSIC FAIR』                                                      | ブルー・ライト・ヨコハマ（1回目） |
| 2024年6月22日  | 『with MUSIC』                                                      | Secret of my heart You & I（1回目） |
| 2024年6月26日  | 『テレ東ミュージックフェス 2024 夏』                                | Love, Day After Tomorrow |

## 他アーティストによるカバー
コンサートやテレビ番組での歌唱、動画共有サービスへの投稿のみのものは割愛。
| 年     | アーティスト             | タイトル                      | 収録先                                                      | 備考                                                                |
| ------ | ------------------------ | ----------------------------- | ----------------------------------------------------------- | ------------------------------------------------------------------- |
| 2000年 | 小原孝                   | Love, Day After Tomorrow      | 『TRY TRY TRY ピアノよ歌えスペシャル J-POP特集2000』        | ピアノカバー                                                        |
| 2001年 | 大野愛果                 | Love, Day After Tomorrow      | 『Shadows of Dreams』                                       | セルフ英詞カバー                                                    |
| 2001年 | 大野愛果                 | This is your life             | 『Shadows of Dreams』                                       | セルフ英詞カバー                                                    |
| 2001年 | 大野愛果                 | always                        | 『Shadows of Dreams』                                       | セルフ英詞カバー                                                    |
| 2001年 | 大野愛果                 | Secret of my heart            | 『Shadows of Dreams』                                       | セルフ英詞カバー                                                    |
| 2001年 | 大野愛果                 | Delicious Way                 | 『Shadows of Dreams』                                       | セルフ英詞カバー                                                    |
| 2001年 | 大野愛果                 | Stay by my side               | 『Shadows of Dreams』                                       | セルフ英詞カバー                                                    |
| 2002年 | 大野愛果                 | Reach for the sky             | 『Secret Garden』                                           | セルフ英詞カバー                                                    |
| 2002年 | 大野愛果                 | 冷たい海                      | 『Secret Garden』                                           | タイトルは「The Frozen Sea」、セルフ英詞カバー                      |
| 2002年 | 大野愛果                 | Simply Wonderful              | 『Secret Garden』                                           | セルフ英詞カバー                                                    |
| 2002年 | 大野愛果                 | Brand New Day                 | 『Secret Garden』                                           | セルフ英詞カバー                                                    |
| 2002年 | 大野愛果                 | Can't forget your love        | 『Secret Garden』                                           | セルフ英詞カバー                                                    |
| 2004年 | ダンス☆マン              | Stand Up                      | 『Funkcoverlic』                                            |                                                                     |
| 2004年 | 女生宿舍                 | 俾反應（Stand Up）            | 『Life Is Beautiful』                                       | 広東語でのカバー                                                    |
| 2005年 | YOKO Black. Stone        | Stepping∞Out                  | 『Back To My Base』                                         | セルフ英詞カバー                                                    |
| 2005年 | YOKO Black. Stone        | Kiss                          | 『Back To My Base』                                         | セルフ英詞カバー                                                    |
| 2006年 | Ricky Kinnen             | Winter Bells                  | 『Detektiv Conan - Der Offizielle Soundtrack』              | 「Wenn Du Gehst」としてドイツ語でカバー                             |
| 2006年 | Tina Frank               | 風のららら                    | 『Detektiv Conan - Der Offizielle Soundtrack』              | 「Der Wind singt lalala」としてドイツ語でカバー                     |
| 2006年 | ピョル（Byul）           | Stay by my side               | 韓国語でカバー                                              |                                                                     |
| 2007年 | ユリ（Jung Yu-ri、유리） | 風のららら                    | 「바람의 라라라~ 소중한 우리들의 시간」として韓国語でカバー |                                                                     |
| 2008年 | カン・ミヨン             | Growing of my heart           | アルバム未収録                                              | 韓国語でカバー                                                      |
| 2010年 | 後藤康二（ck510）        | tell me your way              | 『ck510 SOFA Listening』                                    | インストゥルメンタル、セルフカバー                                  |
| 2010年 | マイケル・アフリック     | NEVER GONNA GIVE YOU UP       | 『MICHAEL AFRICK』                                          | 「NEVER GONNA GIVE YOU UP ～2010 M.A MIX～」として収録 セルフカバー |
| 2013年 | 大野愛果                 | key to my heart               | 『Silent Passage』                                          | セルフカバー                                                        |
| 2013年 | 大野愛果                 | Time after time〜花舞う街で〜 | 『Silent Passage』                                          | セルフカバー                                                        |
| 2013年 | 大野愛果                 | 1000万回のキス                | 『Silent Passage』                                          | セルフカバー                                                        |
| 2013年 | VALSHE                   | Growing of my heart           | 「Butterfly Core」                                          | 初回限定盤Bのみに収録                                               |
| 2014年 | Mei                      | Secret of my heart            | 『Mei's selection OFF』                                     | バイオリンによるカバー                                              |
| 2016年 | 高山賢人                 | Secret of my heart            | 『At the time ～記憶の旋律～』                              | 二胡によるカバー                                                    |
| 2016年 | 南條愛乃                 | Stay by my side               | 『Nのハコ』                                                 | 初回限定盤ボーナスディスクに収録                                    |
| 2017年 | La PomPon                | Feel fine!                    | 「Feel fine!/Mr.Lonely Boy」                                |                                                                     |
| 2018年 | DAIGO                    | Secret of my heart            | 『Deing』                                                   |                                                                     |
| 2020年 | 徳永暁人                 | Feel fine!                    | 『Route 109』                                               | セルフカバー                                                        |
| 2020年 | 徳永暁人                 | 渡月橋 〜君 想ふ〜            | 『Route 109』                                               | セルフカバー                                                        |
| 2020年 | 徳永暁人                 | 明日へ架ける橋                | 『Route 109』                                               | セルフカバー                                                        |
| 2023年 | 徳永暁人                 | Stand Up                      | 『Route109 2nd Blvd.』                                      | セルフカバー                                                        |
| 2023年 | 徳永暁人                 | Wake me up                    | 『Route109 2nd Blvd.』                                      | セルフカバー                                                        |
| 2023年 | 徳永暁人                 | Winter Bells                  | 『Route109 2nd Blvd.』                                      | セルフカバー                                                        |

### その他の注釈
1. ↑  カップリング曲「think about」のみ、2ndアルバム『Perfect Crime』に収録。
2. ↑  31stシングル「Revive」のみ9thアルバム『FUTURE KISS」とベスト・アルバム『MAI KURAKI BEST 151A -LOVE & HOPE-』にも収録。

32ndシングル「Beautiful」は、9thアルバム『FUTURE KISS』に別バージョン(〜comfortable ver.〜)で収録。
3. ↑  33rdシングル「永遠より ながく」は、ベスト・アルバム『Mai Kuraki Single Collection 〜Chance for you〜』において初収録。
4. ↑  コンセプト・アルバム『君 想ふ 〜春夏秋冬〜』にも収録。